# Màu sắc động vật

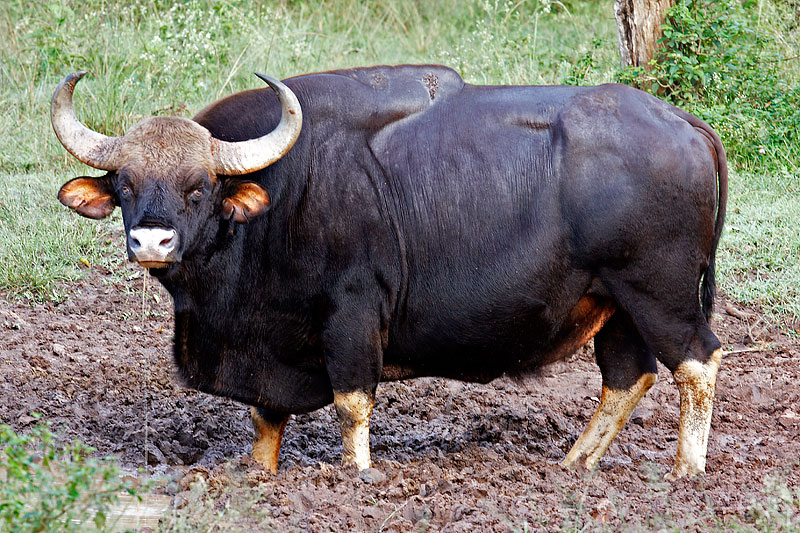
Một con bò tót đực với sắc lông đen tuyền bóng lưỡng và cơ thể vạm vỡ. Màu sắc và thể vóc của nó cho thấy sự cường tráng, sung mãn của cá thể này, giúp thu hút bạn tình, cảnh báo đến đối thủ và kẻ thù, đồng thời cho thấy vị thế của nó trong đàn.

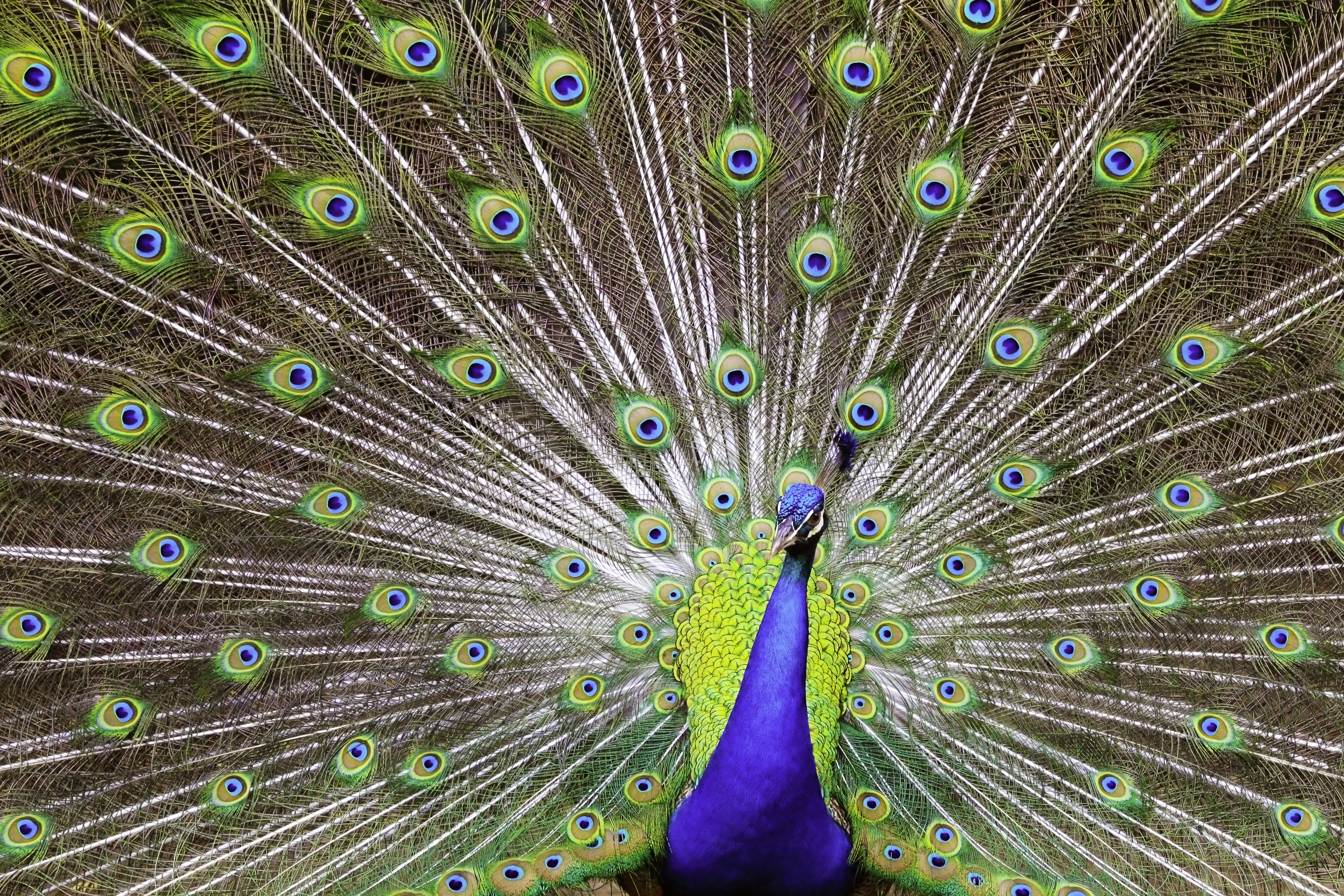
Một con công lam với sắc lông sặc sỡ để thu hút con mái

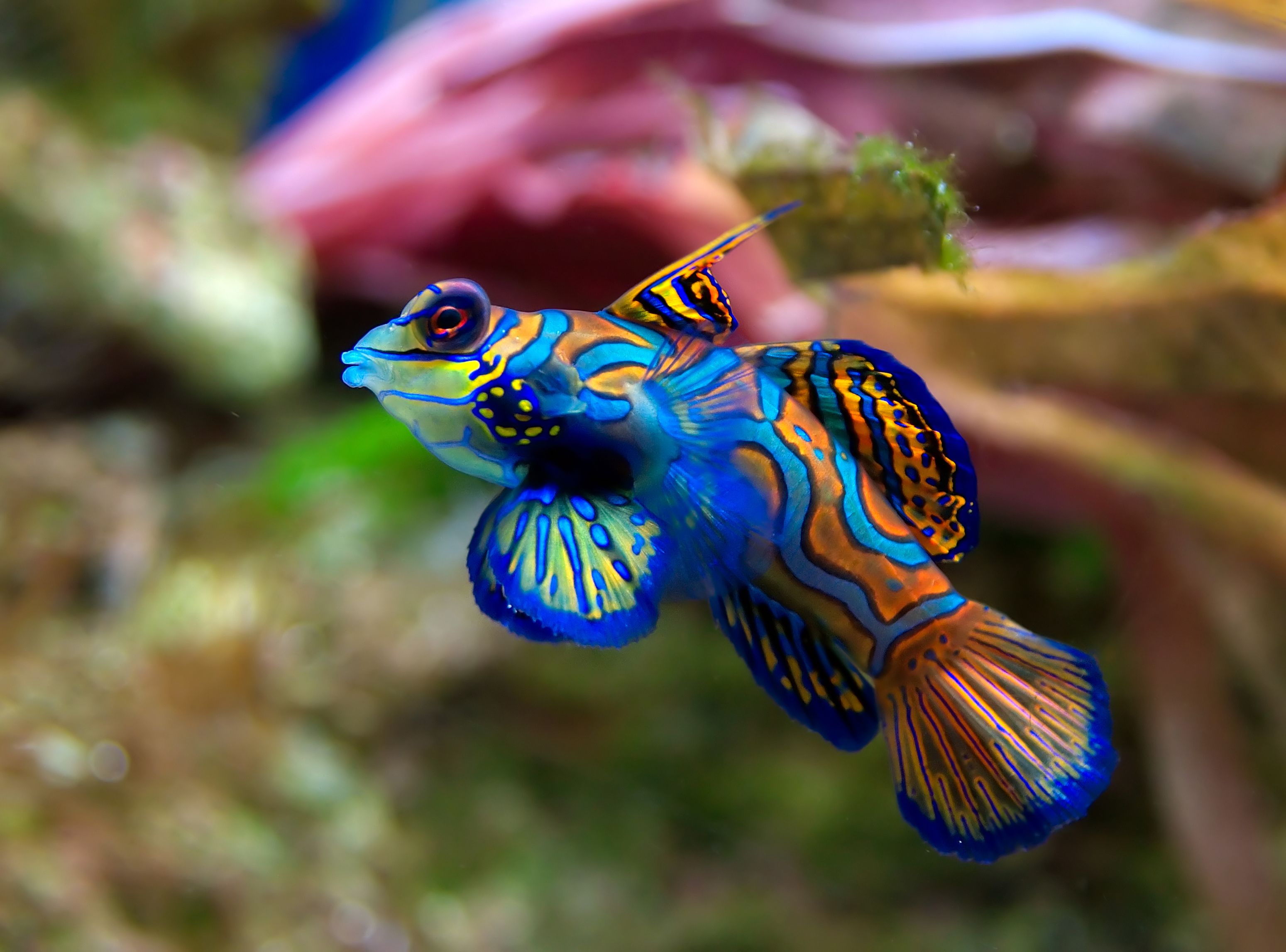
Một con cá trạng nguyên với màu sắc sặc sỡ để hòa lẫn vào môi trường sống

Màu sắc của động vật là sự xuất hiện chung của một hoặc nhiều sắc màu ở động vật (trừ con người) do sự phản xạ hoặc phát chiếu ánh sáng từ bề mặt của chúng. Một số loài động vật có màu sắc rực rỡ và sặc sỡ, trong khi những loài khác khó nhìn thấy hơn. Đặc điểm ngoại hình thể chất, màu sắc lông da, hình dáng bên ngoài có liên quan đến thể chất, sức khoẻ, hoạt động của các bộ phận bên trong cơ thể cũng như khả năng sản xuất. Màu sắc của chúng có thể là ở cấp độ tổng thể (thuần nhất) hoặc sắc màu chính của thân, cũng có thể là ở các điểm (màu sắc ở các bộ phận, các đốm). Màu sắc được hiển thị qua bên ngoài cơ thể như màu lông (nhóm thú, chim), màu da (bò sát, lưỡng cư, thân mềm), màu vỏ (giáp xác, chân đốt, côn trùng).
Sắc màu được hình thành bên ngoài từ da hoặc từ lông và có nguồn gốc từ di truyền. Một con đường là sự xuất hiện sắc màu do chọn lọc tự nhiên, hình thành qua con đường tự nhiên giúp các loài động vật thích nghi với môi trường sống, ngụy trang, lẩn tránh hoặc bắt con mồi và cũng như liên lạc, thu hút bạn tình, duy trì nòi giống (thông thường các nhóm động vật có sắc màu đa dạng gồm nhóm chim, cá, côn trùng, bò sát và lưỡng cư). Một con đường khác là sự chọn lọc nhân tạo thông qua công tác chọn giống nhằm đáp ứng cho nhu cầu và sở thích của con người, theo đó, người ta lai tạo chọn ra nhiều biến thể màu sắc khác nhau mà điển hình là trên những giống ngựa, giống chó, giống mèo, giống thỏ và giống gà.

## Tổng quan

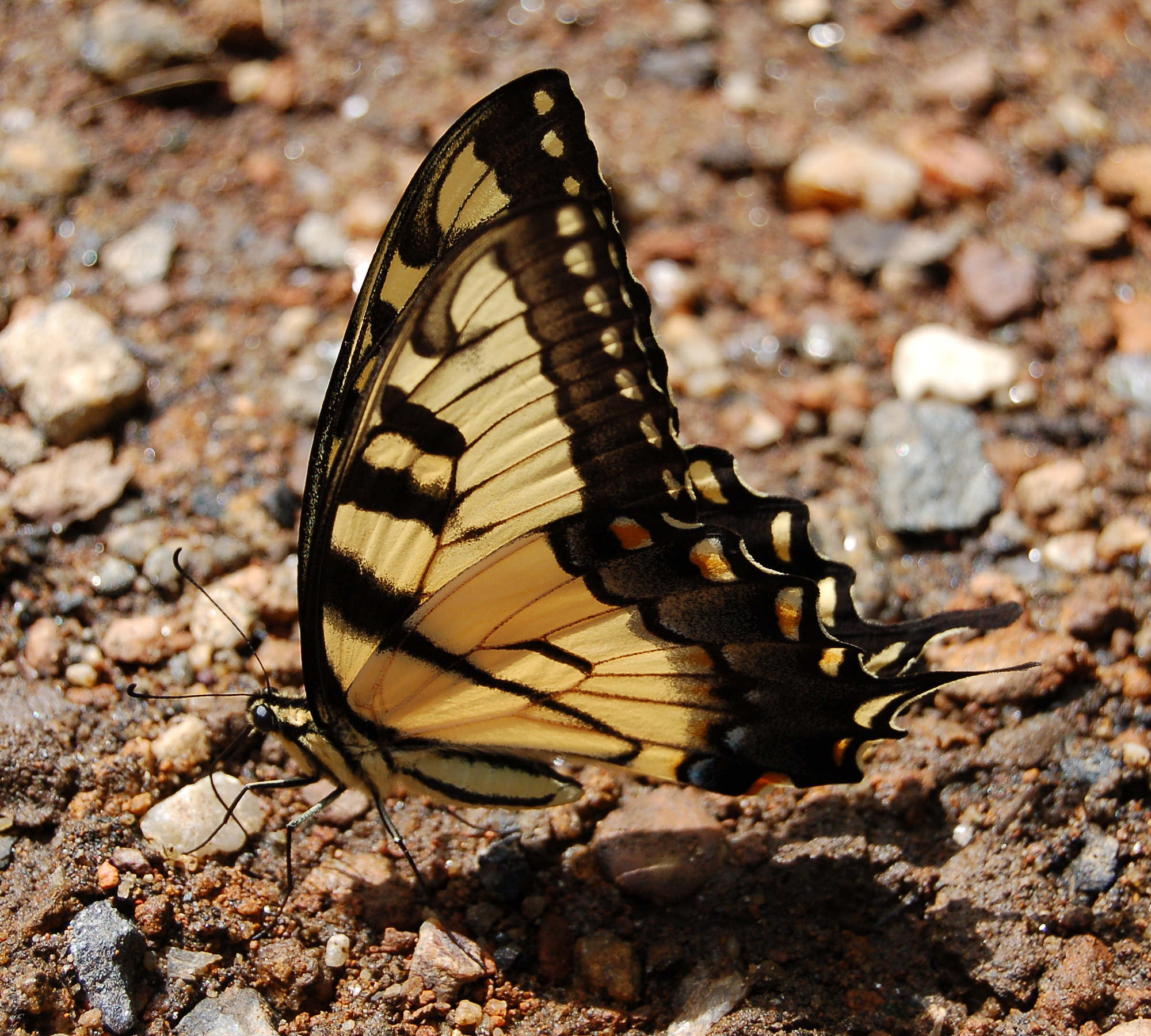
Một con bướm đang hòa lẫn với môi trường xung quanh nó khi đậu trên mặt đất

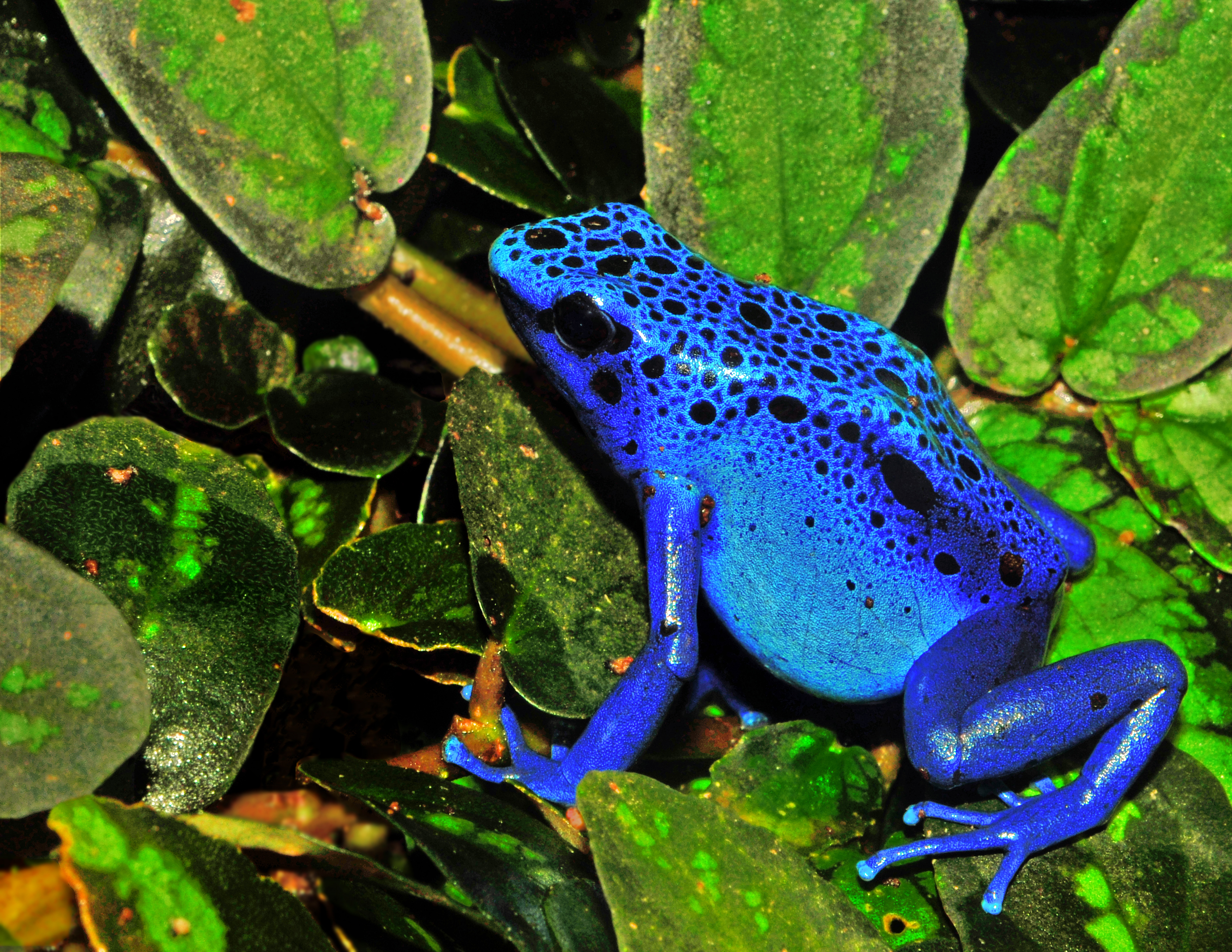
Một con ếch màu sặc sỡ là sự cảnh báo về độc tố chết người

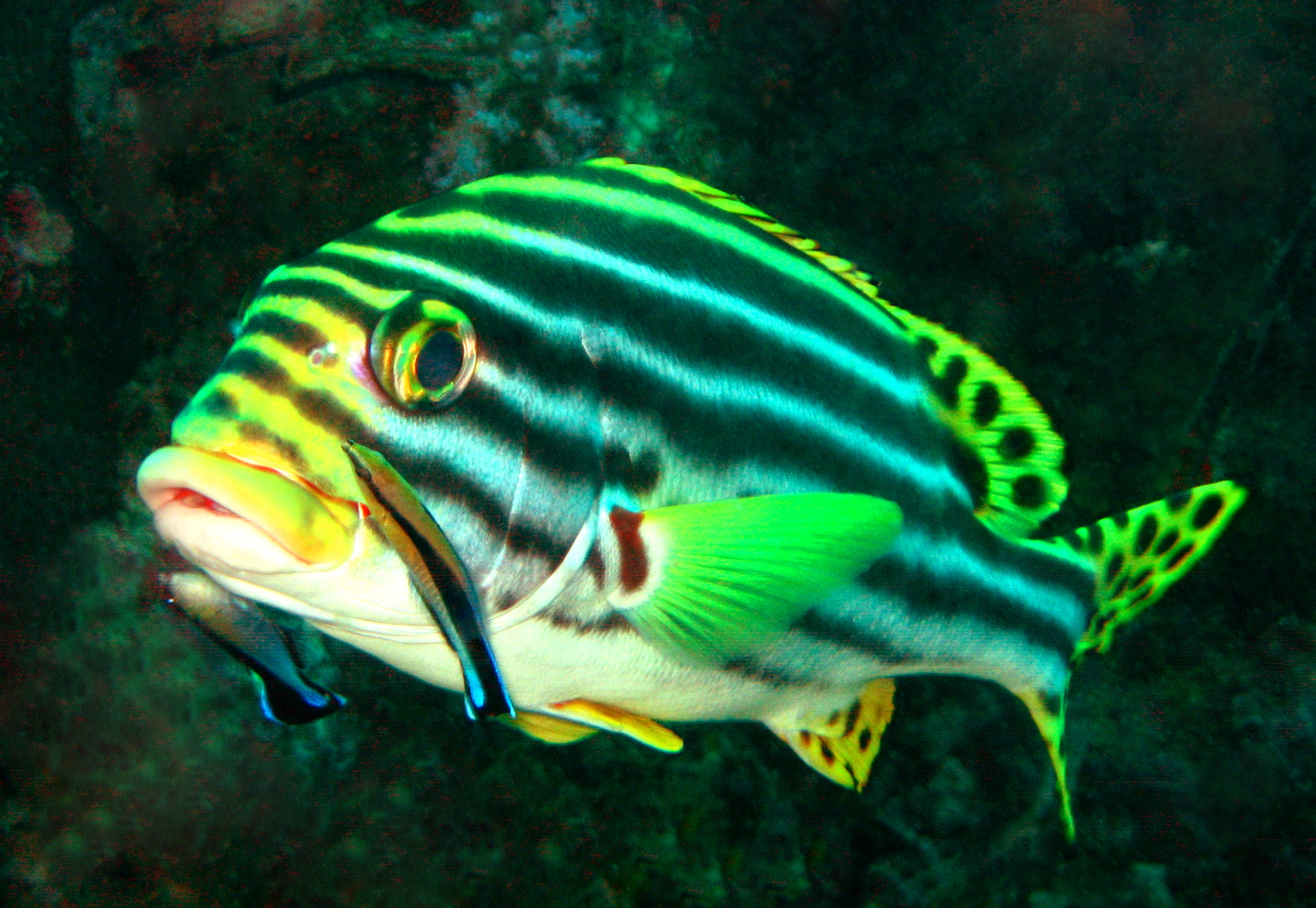
Một con cá mú sặc sỡ phù hợp với môi trường sống là các rạn san hô

Có một số lý do riêng biệt tại sao động vật có màu sắc đa dạng. Động vật cũng sử dụng màu sắc trong khoe mẽ để báo hiệu tình trạng tình dục cho các thành viên khác của cùng một loài và sự bắt chước (biến hình), lợi dụng màu cảnh báo các loài khác. Ở một số loài, chẳng hạn như ở con công, con trống có hoa văn rực rỡ, màu sắc dễ thấy và óng ánh, trong khi con mái thì ít nhìn thấy. Ngụy trang cho phép một con vật trở nên bí ẩn. Báo hiệu cho phép một con vật để giao tiếp thông tin như cảnh báo về khả năng của mình để bảo vệ chính mình (aposematism), như vài loài động vật thân mềm sử dụng tế bào sắc tố để giao tiếp.
Sự biến đổi màu được sử dụng để ra hiệu giữ các loài động vật, chẳng hạn như hành vi tán tỉnh và sinh sản. Trong tự nhiên, nhiều loài động vật sử dụng màu sắc cơ thể để ngụy trang tránh động vật săn mồi hoặc cảnh báo đe dọa kẻ thù hay để hấp dẫn bạn tình. Rắn độc vàng Viper sống ở vùng miền Trung và Nam Mỹ. Màu sắc vàng rực gây sửng sốt của nó có chức năng cảnh báo mạnh mẽ. Ốc sên xanh lục ngụy trang rất tốt trên một chiếc lá lớn ở rừng mưa. 

### Cơ chế
Động vật tạo ra sắc màu theo những cách khác nhau. Các chất sắc tố là các hạt vật chất có màu. Bào sắc tố là những tế bào có chứa sắc tố, có thể thay đổi kích thước của chúng để làm cho màu sắc chúng nhiều hơn hoặc ít hơn có thể nhìn thấy. Một số loài động vật, trong đó có nhiều loài bướm và chim, có cấu trúc nhỏ trong quy mô, lông hay lông vũ này làm cho các màu sắc óng ánh rực rỡ. Các động vật khác bao gồm cả mực và một số loài cá biển sâu có thể tạo ra ánh sáng (phát sáng), đôi khi màu sắc khác nhau và độ sáng cũng khác. Động vật thường sử dụng hai hoặc nhiều hơn các cơ chế này lại với nhau để tạo ra màu sắc và tác động mà chúng thấy cần.
Sự biến đổi màu được sử dụng bởi nhiều loài động vật nhằm mục đích bảo vệ, với các phương thức như ngụy trang, bắt chước, hoặc cảnh báo. Vài loài động vật bao gồm các loài cá, lưỡng cư và thân mềm sử dụng tế bào sắc tố để tạo sự ngụy trang mà biến đổi đa dạng để giống với cảnh nền xung quanh. Loại sắc tố không ổn định (photopigment) rhodopsin chắn ánh sáng lại, là bước đầu tiên trong việc cảm nhận ánh sáng. Các sắc tố trên da, chẳng hạn như melanin có thể bảo vệ các mô không bị rám nắng bởi bức xạ cực tím. Tuy nhiên, một số cấu trúc sinh học ở động vật, chẳng hạn như nhóm hemoglobin giúp vận chuyển oxi trong máu, có màu sắc là do cấu trúc của chúng. Màu sắc đó không có chức năng bảo vệ hay ra hiệu.
Nhiều căn bệnh và tình trạng bất thường có liên quan đến sự thay đổi màu sắc ở động vật, do sự thiếu hoặc mất hẳn tế bào sắc tố, hay sự tạo ra quá nhiều sắc tố. Một số biến thể bệnh tật trong tự nhiên có thể thấy là:
- Bệnh bạch tạng là một dạng rối loạn di truyền đặc trưng bởi sự mất đi một phần hay hoàn toàn melanin. Động vật (kể cả con người) mắc phải chứng bạch tạng được gọi là "albinistic" (thuật ngữ "albino" đôi khi cũng được sử dụng, nhưng có thể được xem là xúc phạm khi dùng cho người).
- Lamellar ichthyosis, cũng được gọi là "bệnh vảy cá", là một tình trạng di truyền mà triệu chứng là sự tạo ra melanin quá mức. Da sẽ đen hơn bình thường, và đặc trưng bởi các mảng khô, có vảy màu đen.
- Bệnh nám da (Melasma) là tình trạng mà các mảng sắc tố nâu sẫm xuất hiện trên mặt, bị ảnh hưởng bởi sự thay đổi kích thích tố. Khi nó xảy ra trong thời kỳ mang thai, tình trạng này được gọi là "the mask of pregnancy".
- Sự đổi màu mắt (Ocular pigmentation) là sự tích lũy sắc tố ở mắt[1] một số con vật khi đổi màu mắt có thể bị loạn sắc tố.
- Bệnh bạch tạng đốm (vitiligo) là tình trạng mà có sự mất đi các tế bào tạo ra sắc tố gọi là melanocyte ở các mảng da.

Ở các giống vật nuôi, tính trạng chất lượng của vật nuôi biểu biện ở phân bố không liên tục, thường do gen quy định, sự khác nhau trong 1 gen có thể dẫn đến sự khác nhau của tính trạng. Tính trạng thường có mối quan hệ trực tiếp hoặc gián tiếp với tác dụng kinh tế và tính năng sinh sản gồm có: màu lông, màu da, ngoại hình, màu sắc vỏ trứng, nhóm máu, protein trong máu là đặc trưng đặc tính quan trọng của loài, có thể làm căn cứ di truyền nghiên cứ nguồn gốc đàn gia súc, phân loại hệ thống và cải tạo giống. Tính trạng chất lượng có hình thể, màu lông, hình tai, nhóm máu, làm chết và dị tật, những tính trạng này là đặc trưng của giống và dòng (strain).

### Đổi màu
Sự thay đổi nhanh chóng của màu da, bộ lông là một trong những điều tuyệt kỳ lạ có thể thấy ở vương quốc động vật, nhiều loài động vật tự biến đổi màu sắc và hình dạng của mình trông giống y như một chiếc lá, một khúc cây hay một khối rong biển để ngụy trang và trốn tránh kẻ thù.Ngụy trang không chỉ là sự thay đổi màu sắc tạm thời của những con vật khi muốn lẩn trốn hiểm nguy mà chính là sự biến đổi lâu dài về hệ gen của chúng trong quá trình đấu tranh sinh tồn để sao cho phù hợp với môi trường sống xung quanh. 

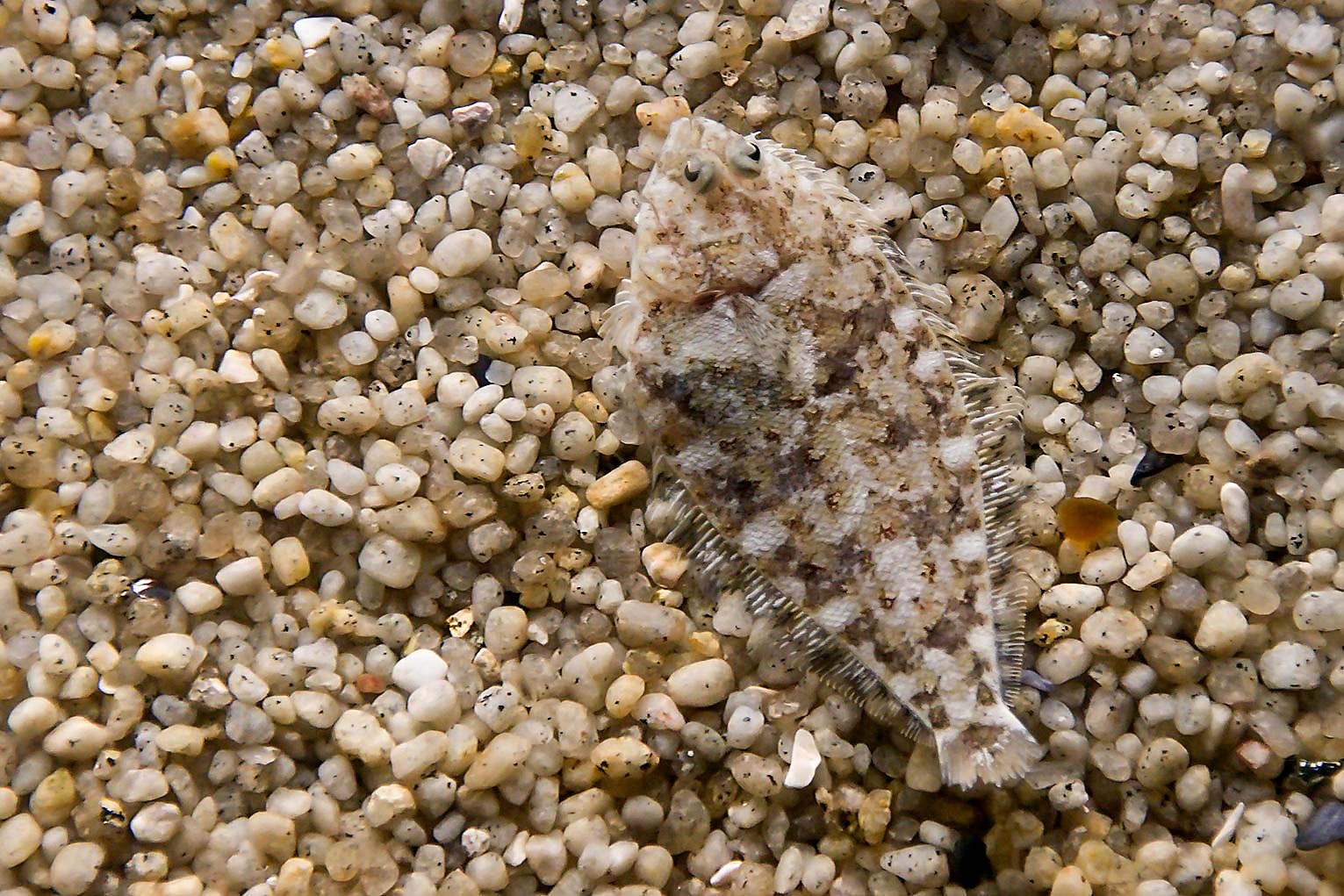
Một con cá bơn đang ngụy trang

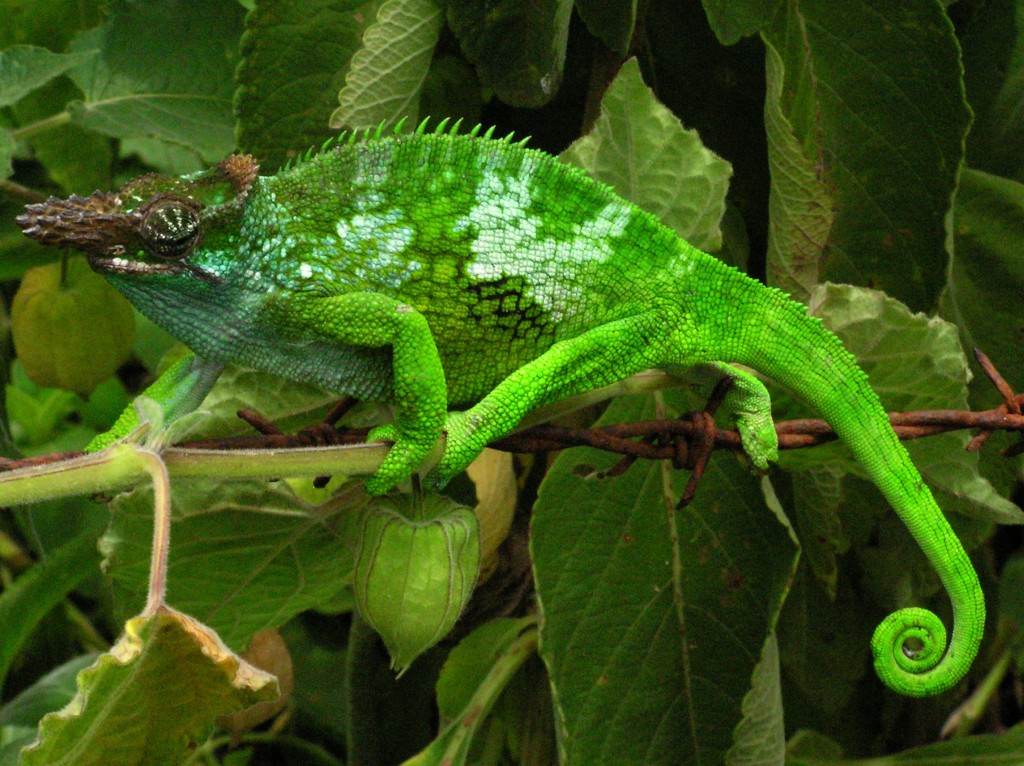
Một con tắc kè hoa biến màu thành sắc xanh lá

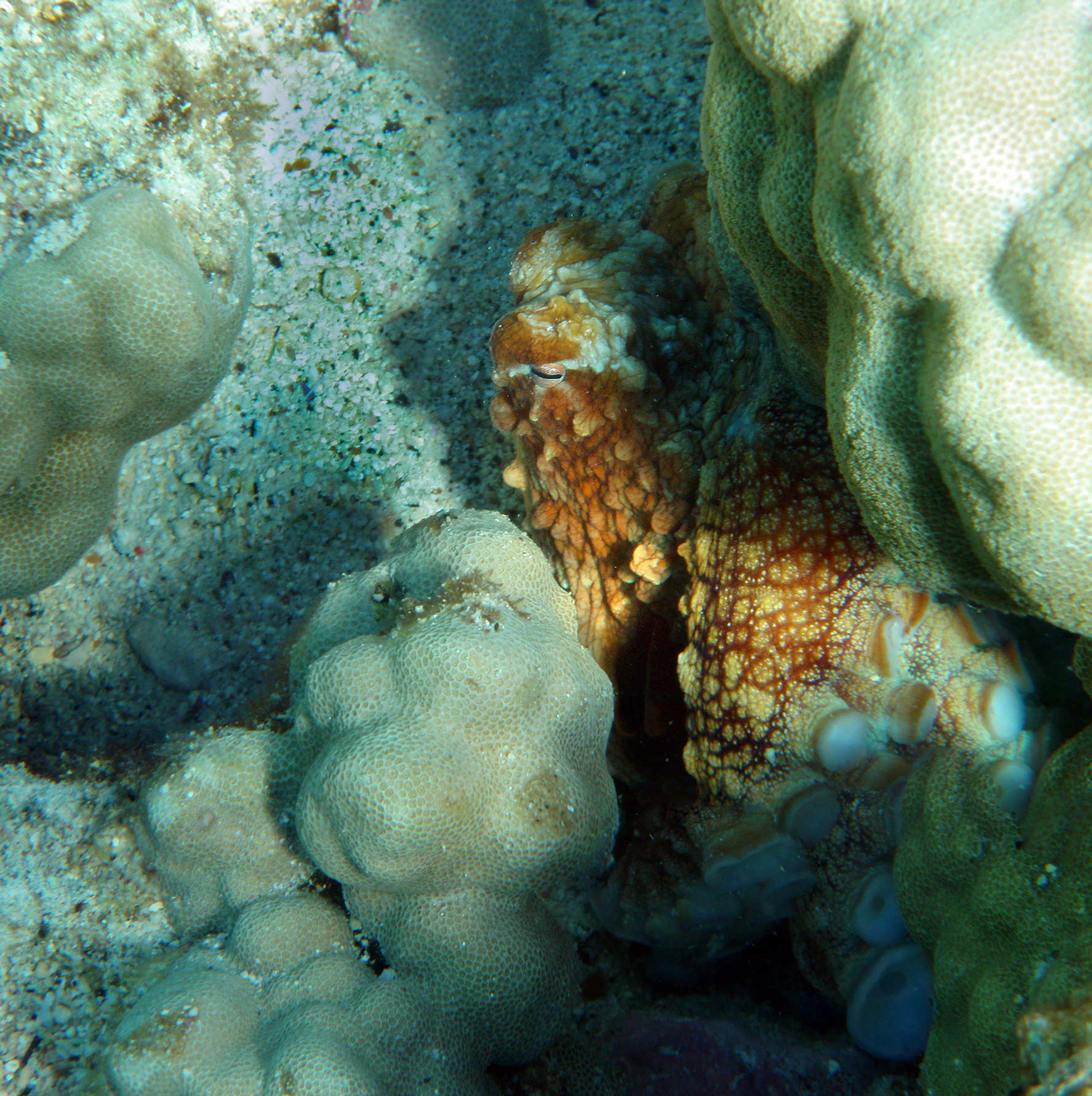
Một con bạch tuộc đổi màu

- Những con ếch cây Thái Bình Dương có đa dạng về màu sắc của da. Chúng tìm thấy với các màu sắc khác nhau như nâu, đỏ và xanh lá cây. Ngoài ra, ếc cây thái bình dương cũng có thể thay đổi màu sắc của chúng theo môi trường xung quanh. Sự thay đổi của màu sắc này sẽ xảy ra trong một vài phút. Bằng cách nào đó, nó trở nên khó khăn để phát hiện những con ếch cây Thái Bình Dương bởi những kẻ săn mồi như rắn và chim.
- Trong suốt mùa đông, những con cáo Bắc Cực có bộ lông trắng. Nó cho phép chúng ngụy trang với tuyết của lãnh nguyên Bắc Cực. Vì vậy mà các loài cáo Bắc cực có thể bắt các con mồi như thỏ rừng và các loài cá. Trong mùa hè năm sau, màu sắc của chúng sẽ thay đổi sang màu nâu. Nó giúp ngụy trang tuyệt vời khi ẩn nấp trong các tảng đá rêu Bắc cực thời điểm đó.
- Những con bọ rùa vàng thường được gọi là bọ vàng vì màu vàng nổi bật. Khả năng thay đổi màu sắc nhanh chóng là một trong những điều đặc biệt của bọ rùa vàng trong gia đình bọ cánh cứng. Khi bị đe dọa, những con rùa bọ vàng sẽ thay đổi màu sắc rực rỡ. Sự thay đổi màu sắc này sẽ xảy ra 2 hoặc 3 phút. Khi bọ rùa vàng thay đổi màu sắc, chúng sẽ giống như một con côn trùng độc. Chúng cũng sẽ gây ngạc nhiên cho các động vật ăn thịt. Do đó, bọ rùa vàng có thể thoát thân bởi sự thay đổi màu sắc nhanh chóng.
- Bạch tuộc biến hình là một loài động vật thủy sinh thông minh có khả năng bắt chước các động vật biển khác nhau bao gồm cả cá, sư tử, rắn biển, cá đuối gai độc và sứa. Ngoài chuyển động cơ thể, chúng cũng có thể biến thành màu sắc của động vật chúng chọn để bắt chước. Chúng cũng sử dụng thay đổi màu sắc để pha trộn với môi trường xung quanh.
- Mực nang có hàng triệu tế bào sắc tố, mực nang có thể dễ dàng thay đổi màu sắc phù hợp với môi trường xung quanh. Như vậy, mực nang có thể hoàn toàn vô hình dưới đáy biển. Nó cũng giúp chúng không bị phát hiện bởi những kẻ săn mồi lớn. Mực nang sử dụng kỹ thuật thay đổi màu trong quá trình giao phối.
- Cá bơn có thể dễ dàng thay đổi màu sắc cơ thể phụ thuộc vào môi trường sống, thường được tìm thấy ở dạng màu nâu với những mảng khác nhau. Nó sẽ thay đổi khi họ di chuyển đến một môi trường sống mới, các con cá bơn có thể pha trộn với bất kỳ môi trường sống mới chỉ trong 5-8 giây. Khi một con cá bơn ở trong một môi trường sống mới, cơ thể của chúng sẽ sử dụng ánh sáng nhận được thông qua võng mạc để phát hiện màu sắc của bề mặt. Sau đó, cơ thể sẽ giải phóng các chất màu khác nhau để các tế bào trở thành màu sắc của môi trường sống mới.
- Sự thay đổi nhanh chóng của màu da là đặc biệt nổi bật nhất của tắc kè hoa, tắc kè hoa hoàn toàn có thể pha trộn với môi trường xung quanh bằng cách ngụy trang màu sắc của chúng. Việc thay đổi màu da của tắc kè hoa lại gây ra bởi sự thay đổi tâm trạng, nhiệt độ và cường độ của ánh sáng xung quanh. Một số loài tắc kè hoa có thể biến thành bất kỳ màu sắc nào.

Tắc kè hoa có tế bào mang sắc tố đặc biệt dưới da. Sự thay đổi tâm trạng, nhiệt độ hay ánh sáng gửi một thông điệp từ não đến các tế bào này. Nó là kết quả trong việc thay đổi màu sắc của da. Sự thay đổi này sẽ xảy ra chỉ trong vòng 16-20 giây. Tắc kè hoa sử dụng kỹ thuật này để giao tiếp với loài tắc kè khác. Nó cũng cho phép chúng hoàn toàn hòa nhập với môi trường xung quanh.
Đột biến gen hoặc căn bệnh nào đó có thể khiến động vật có đặc điểm hay màu sắc khác thường. Piebaldism là căn bệnh hiếm gặp ở động vật, ảnh hưởng đến khả năng sản xuất các sắc tố melanin tạo nên màu sắc của da. Hiện tượng này khiến ra những con trăn có màu sắc rất lạ do các nhóm sắc tố màu trắng trộn lẫn với màu da bình thường. Sự biến đổi gen đôi khi xảy ra ở tôm hùm, tạo ra một loại protein với lượng quá mức, khiến chúng có lớp vỏ ngoài màu xanh dương rực rỡ.
Báo dâu tây có điểm đặc trưng là các đốm màu hoe, do chúng có dư thừa sắc tố đỏ. Châu chấu màu hồng Katydid với thân của chúng không có màu xanh lá cây mà có màu hồng. Tuy nhiên điều này khiến chúng nổi bật, dễ bị phát hiện. Một vài cá thể chim cánh cụt có lông hoàn toàn màu đen do chúng mắc bệnh melanism (ngược lại của bạch tạng). Thay vì thiếu sắc tố da, những con vật này chứa các đốm đen bao phủ khắp cơ thể. Ngựa vằn có thể có sọc vàng do bệnh amelanism, tương tự như bạch tạng. Ở động vật có vú, các triệu chứng của amelanism và bạch tạng hầu như không thể phân biệt.

## Động vật biển

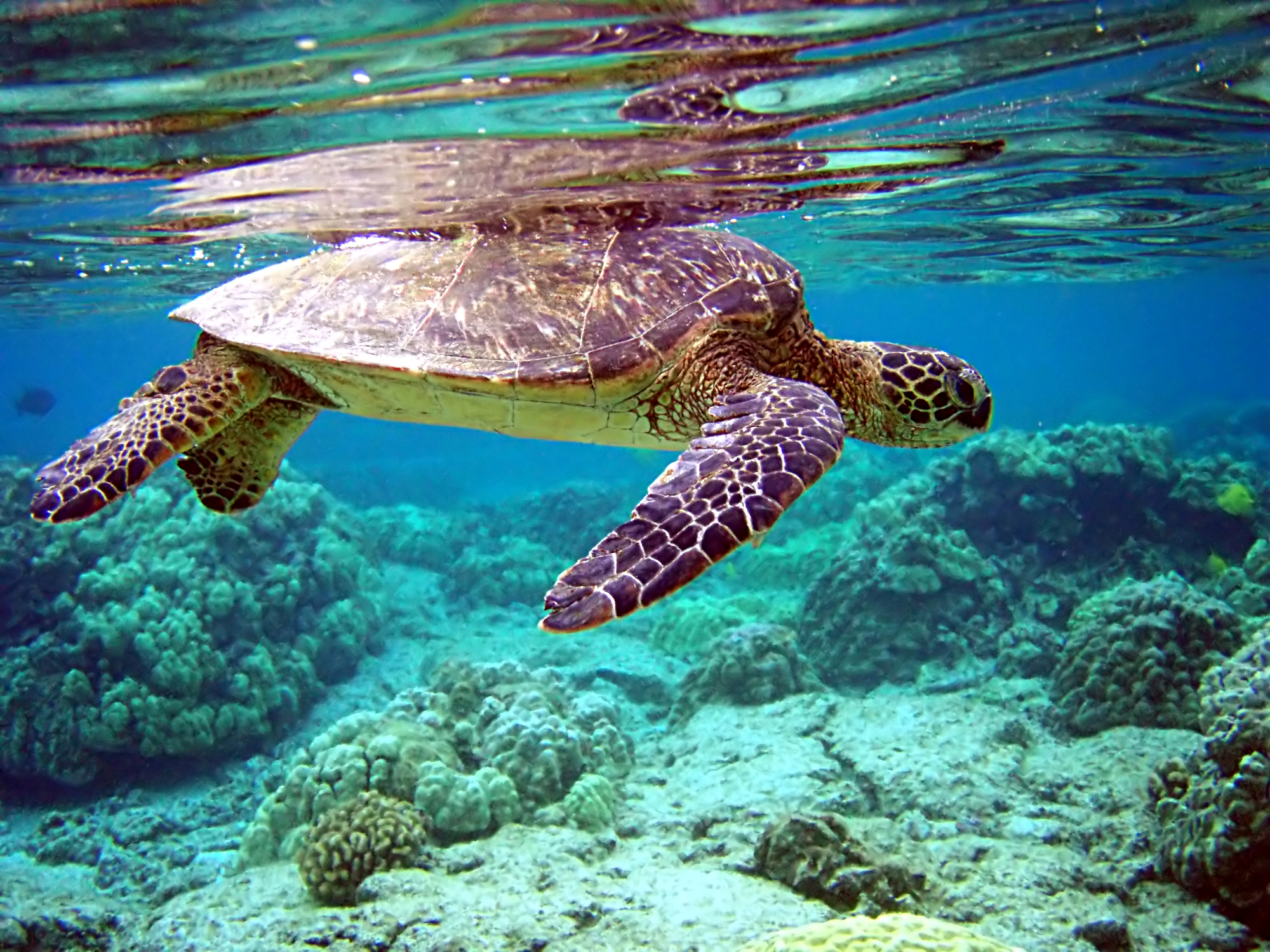
Một con rùa biển (Chelonia mydas)

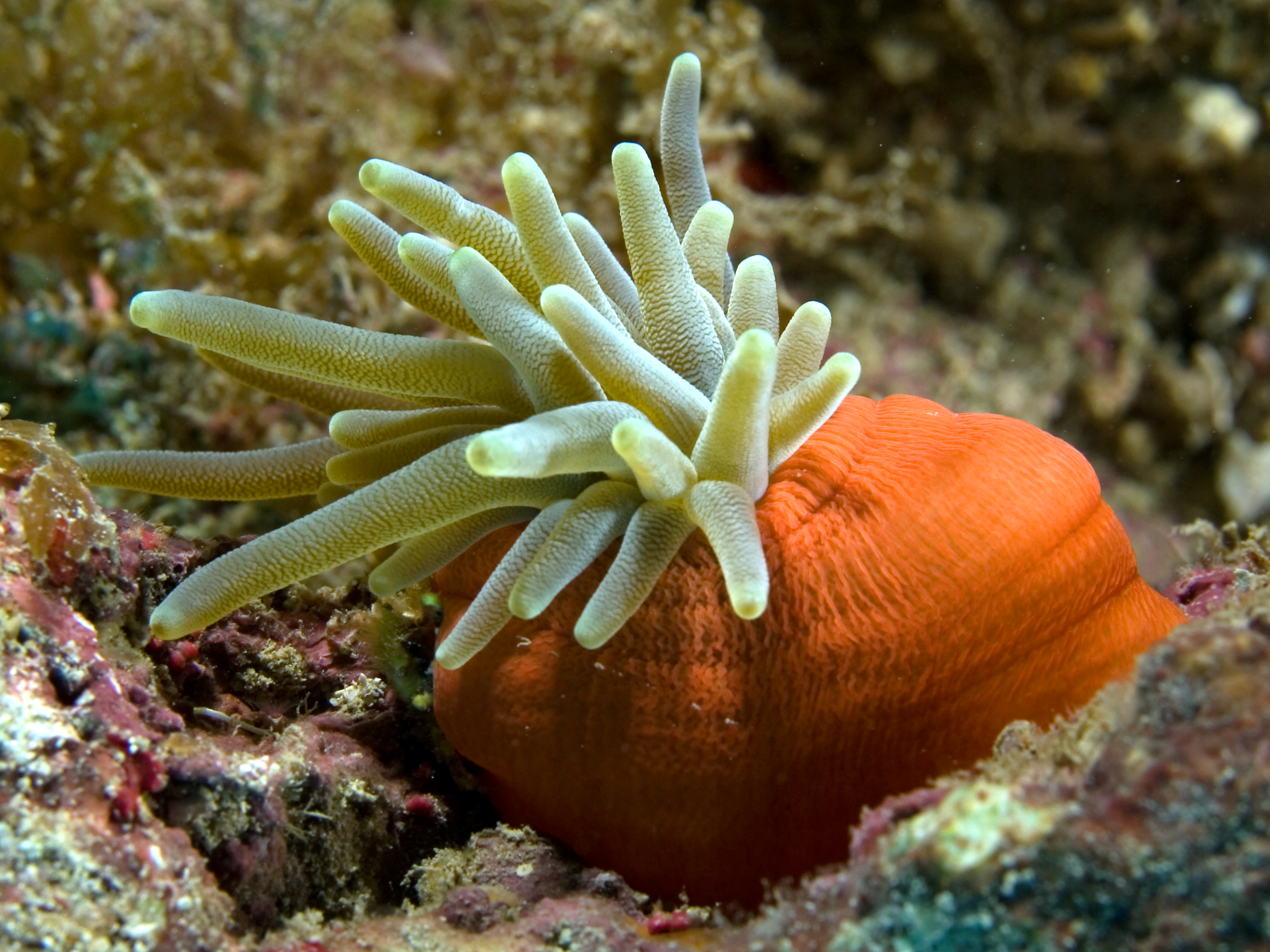
Một loài động vật biển Condylactis gigantea

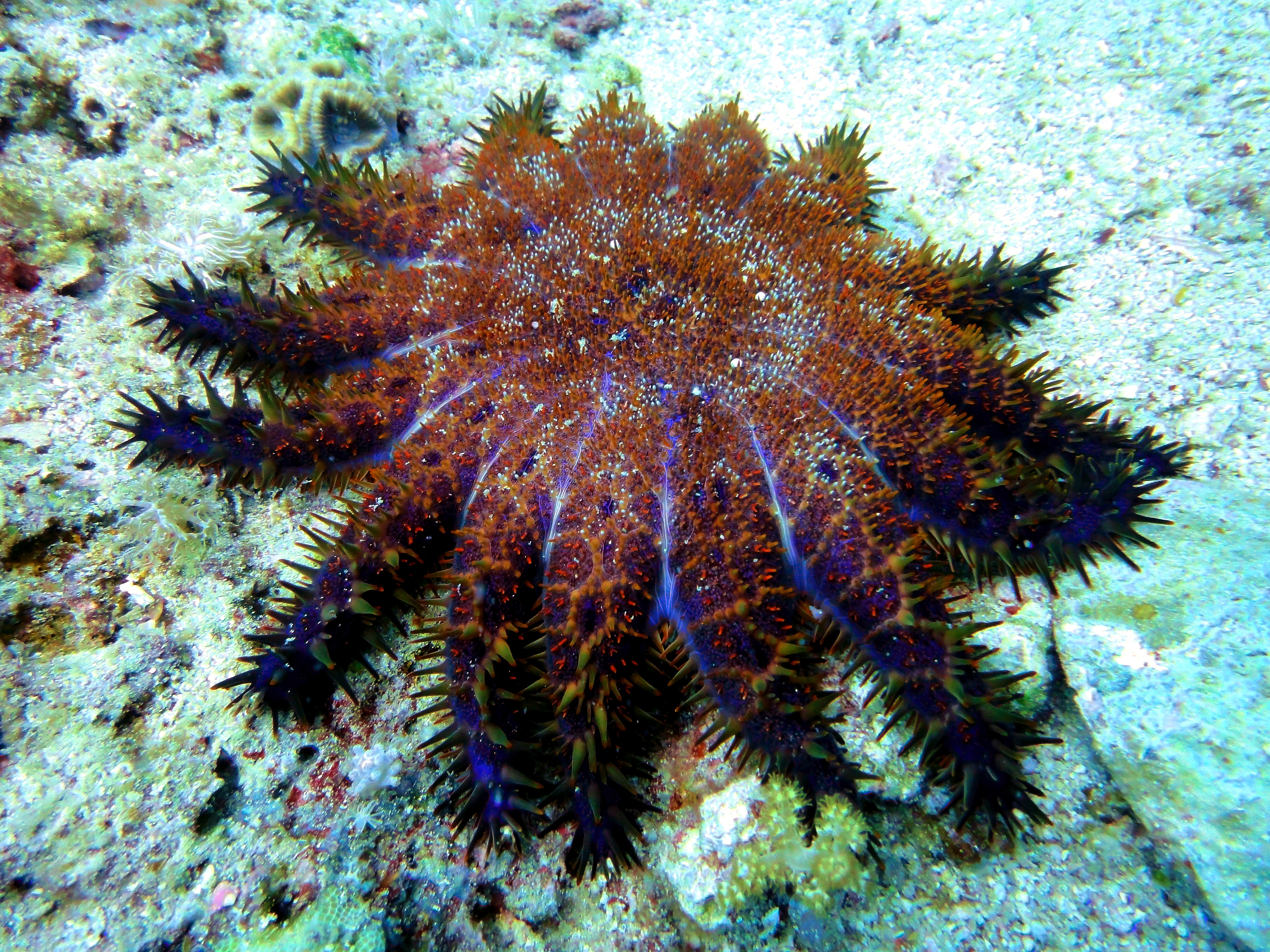
Một con sao biển

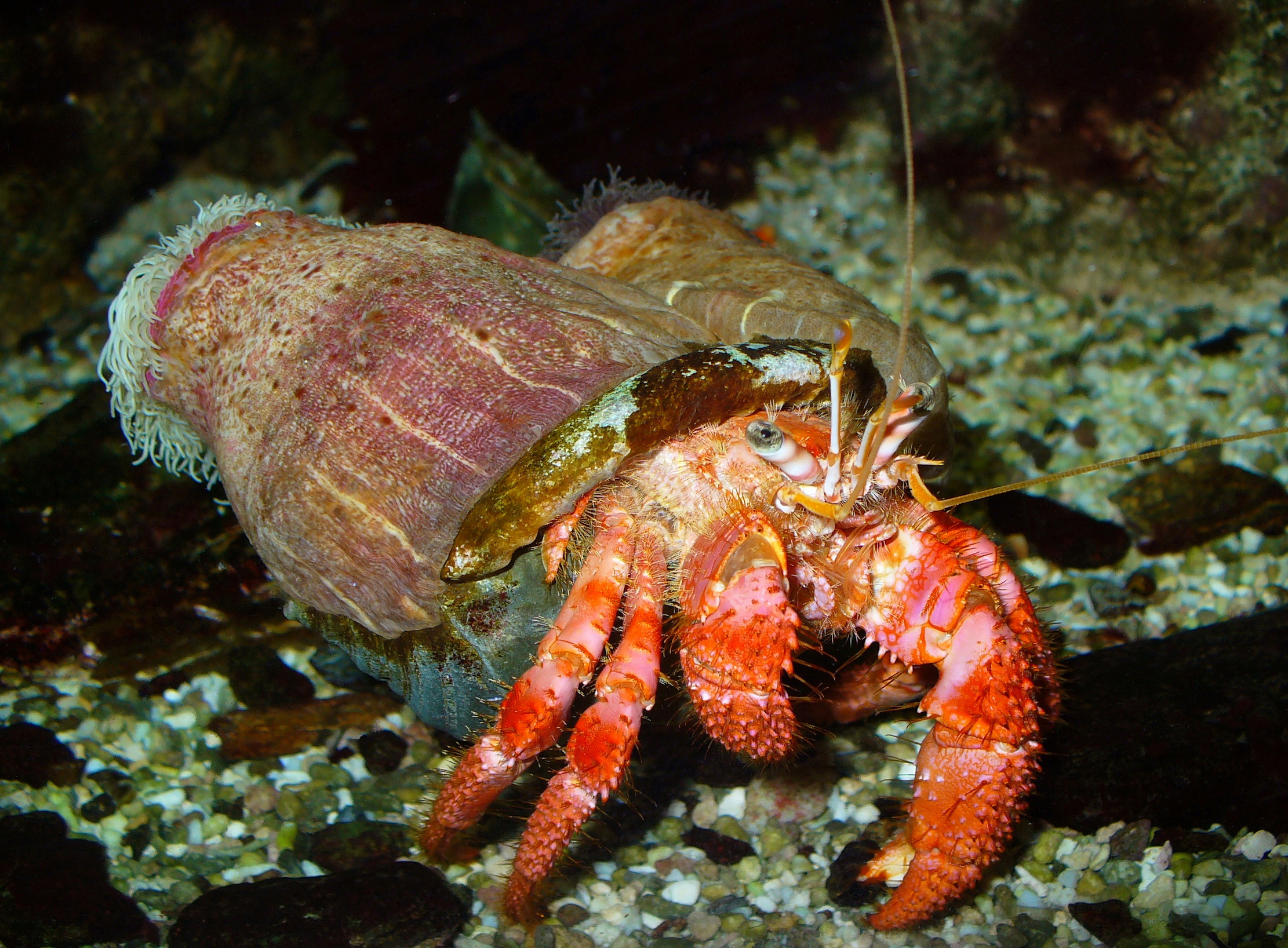
Một con tôm biển đang cộng sinh

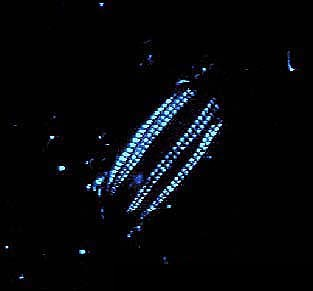
Một con sứa đang phát sáng

Động vật biển nói chung có màu sắc đa dạng, về cấu trúc sinh học, Carotenoid chính là nhóm sắc tố phổ biến tạo thành các phức với protein mà được biết là carotenoprotein. Những phức này rất phổ biến ở các loài động vật biển. Phức carotenoprotein chịu trách nhiệm cho các màu sắc đa dạng (đỏ, tím, xanh lam, xanh lục, vàng, cam) ở những loài động vật có xương sống dưới biển khi ghép đôi hay ngụy trang. Có hai loại carotenoprotein chính: Loại A và loại B. 
- Loại A: có các carotenoid (chromogen) mà liên kết với các protein đơn giản (stoichiometrically), loại A thường được tìm thấy ở bề mặt (vỏ và da) của các động vật có xương sống dưới biển
- Loại B: có các carotenoid mà liên kết với lipoprotein và thường ít ổn định hơn, loại B thường ở trong trứng, buồng trứng, và máu.

Ở loài tôm hùm, có nhiều phức astaxanthin-protein tồn tại. Đầu tiên là crustacyanin (dài tối đa 632 nm), sắc tố màu xanh lam xám đen được tìm thấy ở phần vỏ mai của tôm hùm. Thứ hai là crustochrin (dài tối đa 409 nm), sắc tố màu vàng được tìm thấy ở lớp ngoài cùng của phần vỏ mai tôm hùm. Cuối cùng, lipoglycoprotein và ovoverdin tạo thành một sắc tố màu xanh lục sáng mà thường hiện diện ở lớp ngoài cùng của phần vỏ mai và trứng tôm hùm.
Tetrapyrrole có vai trò trong sự thay đổi màu ở các mô của sinh vật biển. Melanin là một nhóm các hợp chất mà có vai trò là sắc tố với nhiều cấu trúc khác nhau, chịu trách nhiệm cho các sắc tố đỏ hay vàng thẫm ở động vật biển. Nó được tạo ra khi mà amino acid tyrosine được chuyển hóa, thường hay được tìm thấy ở da, mắt. Vài loại melanin khác nhau bao gồm melanoprotein (melanin nâu sẫm được trữ ở nồng độ cao trong túi mực của loài mực nang Sepia officianalis), echinoidea (được tìm thấy ở các loài Clypeasteroida (Sand dollar) là những loài động vật da gai hình tròn phẳng, và ở tim của nhím biển), holothuroidea (được tìm thấy ở hải sâm), và ophiuroidea (được tìm thấy ở sao biển đuôi rắn (Ophiuroidea/brittle star-snake star).
Sự phát quang sinh học là nguồn sáng duy nhất dưới biển sâu, động vật biển tạo ra năng lượng ánh sáng nhìn thấy được gọi là sự phát quang sinh học, một dạng của sự phát quang bằng phản ứng hóa học. Đây là phản ứng mà năng lượng hóa học được chuyển hóa thành năng lượng ánh sáng. Có khoảng 90% động vật dưới biển sâu tạo ra một phần ánh sáng sinh học. Xem như là một lượng lớn quang phổ ánh sáng nhìn thấy được bị hấp thụ trước khi đến được vùng biển sâu, thì hầu hết ánh sáng phát ra từ động vật dưới biển sâu là màu xanh lam và xanh lục. Tuy nhiên, vài loài có thể phát ra ánh sáng màu đỏ và hồng ngoại, và kể cả một loài được cho là có thể phát ra ánh sáng sinh học màu vàng.
Cơ quan chịu trách nhiệm cho sự phát quang sinh học được biết là thể phát quang (photophore). Nó chỉ hiện diện trong mực ống và cá, và được sử dụng để phát sáng phần bề mặt ở bụng, mà sẽ giúp giấu đi bóng của chúng khỏi các loài săn mồi. Việc sử dụng thể phát quang ở động vật biển thì khác nhau, giống như dùng thấu kính để kiểm soát cường độ màu, cường độ ánh sáng phát ra. Mực ống có cả thể phát quang và tế bào sắc tố nhằm kiểm soát những cường độ này. Một thứ khác chịu trách nhiệm cho sự phát ra ánh sáng sinh học, mà thể hiện rõ ở sự lóe sáng của sứa, bắt đầu với luciferin (là photogen) và kết thúc với thể phát sáng (là photagogikon). Luciferin, luciferase, muối và oxy phản ứng, kết hợp lại và tạo thành một đơn vị duy nhất gọi là photo-protein, mà có thể tạo ra ánh sáng khi phản ứng với phân tử khác chẳng hạn như Ca+.
Sứa sử dụng phương pháp này như một cơ chế tự vệ của động vật khi một động vật săn mồi nhỏ cố gắng nuốt chửng sứa, nó sẽ lóe sáng lên, từ đó sẽ thu hút một động vật săng mồi lớn hơn đến và đuổi dộng vật săn mồi nhỏ đi. Sứa còn sử dụng cách này để tìm bạn tình. Ở các loài san hô trên đá ngầm và hải quỳ thì chúng phát sáng kiểu huỳnh quang, ánh sáng được chúng hấp thụ ở một bước sóng, rồi phát ra lại ở bước sóng khác. Những sắc tố này có thể đóng vai trò là một chất chống nắng tự nhiên, hỗ trợ trong quang hợp, cảnh báo, thu hút đồng loại, hay làm rối loạn động vật săn mồi.
Người ta biết là động vật sử dụng các mảng màu của chúng để xua đi thú săn mồi, tuy nhiên, ta cũng quan sát được một loại sắc tố từ bọt biển có thể bắt chước được một loại hóa chất mà có liên quan đến sự lột xác ở của một loài giáp xác. Loài này chuyên ăn bọt biển. Vì thế mỗi khi mà loài giáp xác này ăn bọt biển, các sắc tố hóa học ngăn cản sự lột xác, và cuối cùng là loài giáp xác này chết.
Tín hiệu xua đuổi là sự đổi màu cảnh báo đến các loài săn mồi tiềm năng nhằm xua chúng đi. Với loài sên biển, chúng hấp thu các chất độc và khó chịu thải ra từ bọt biển và trữ lại trong tuyến hôi của chúng (nằm ở xung quanh lớp vỏ bì). Các động vật ăn thịt sên biển đã học cách tránh những loài sên biển nhất định này dựa trên các mảng màu sặc sỡ của chúng. Những loài bị ăn thịt cũng tự bảo vệ bằng các chất độc từ các hợp chất hữu cơ và vô cơ đa dạng.
Sự đổi màu ở động vật có xương sống biến đổi tùy theo độ sâu, nhiệt độ nước, nguồn thức ăn, dòng hải lưu, vị trí địa lý, sự tiếp xúc ánh sáng, và sự lắng đọng trầm tích. Ví dụ, lượng carotenoid ở một loài hải quỳ nhất định giảm đi khi lặn sâu xuống đại dương. Do đó, các sinh vật biển cư trú ở vùng nước sâu thì có màu tối hơn là các loài ở vùng được chiếu sáng tốt hơn, do sự giảm sắc tố. Ở các đàn Trididemnum solidum sống cộng sinh kiểu hải tiêu–tảo lam, màu của chúng khác nhau tùy vào chế độ ánh sáng ở nơi mà chúng sống.
Những đàn mà tiếp xúc trực tiếp với ánh sáng mặt trời thường bị vôi hóa mạnh, dày hơn, và có màu trắng. Ngược lại, ở những đàn mà sống trong vùng có bóng râm thì có nhiều sắc tố tảo đỏ (phycoerythin – hấp thụ màu xanh) hơn so với sắc tố tảo lam (phycocyanin – hấp thụ màu đỏ), mỏng hơn, và có màu tím. Màu tím ở những đàn trong bóng râm chủ yếu là do sắc tố màu xanh (phycobilin) của tảo, có nghĩa là sự biến đổi sự tiếp xúc ánh sáng sẽ thay đổi màu ở những đàn sinh vật này.
Những sắc tố ở động vật biển được sử dụng cho các mục đích khác nhau, hơn là chỉ để tự vệ. Một số sắc tố có thể chống lại tia UV. Ở loài sên biển Nembrotha kubaryana, sắc tố tetrapyrrole số 13 được cho là một chất kháng khuẩn tiềm năng. Cũng ở loài sinh vật này, chất tamjamines A, B, C, E và F đã cho thấy tính kháng khuẩn, kháng khối u, và hoạt tính suy giảm miễn dịch. Các sesquiterpenoit được nhận diện bởi màu xanh và tím của chúng, nhưng cũng được ghi nhận là có nhiều hoạt tính sinh học đa dạng chẳng hạn như diệt khuẩn, kiểm soát phản ứng miễn dịch (immunoregulation), kháng khuẩn, và ngăn cản sự phân bào cũng như hoạt tính ngăn cản sự phân bào ở trứng cầu gai và hải tiêu đã thụ tinh.

## Động vật chân đầu

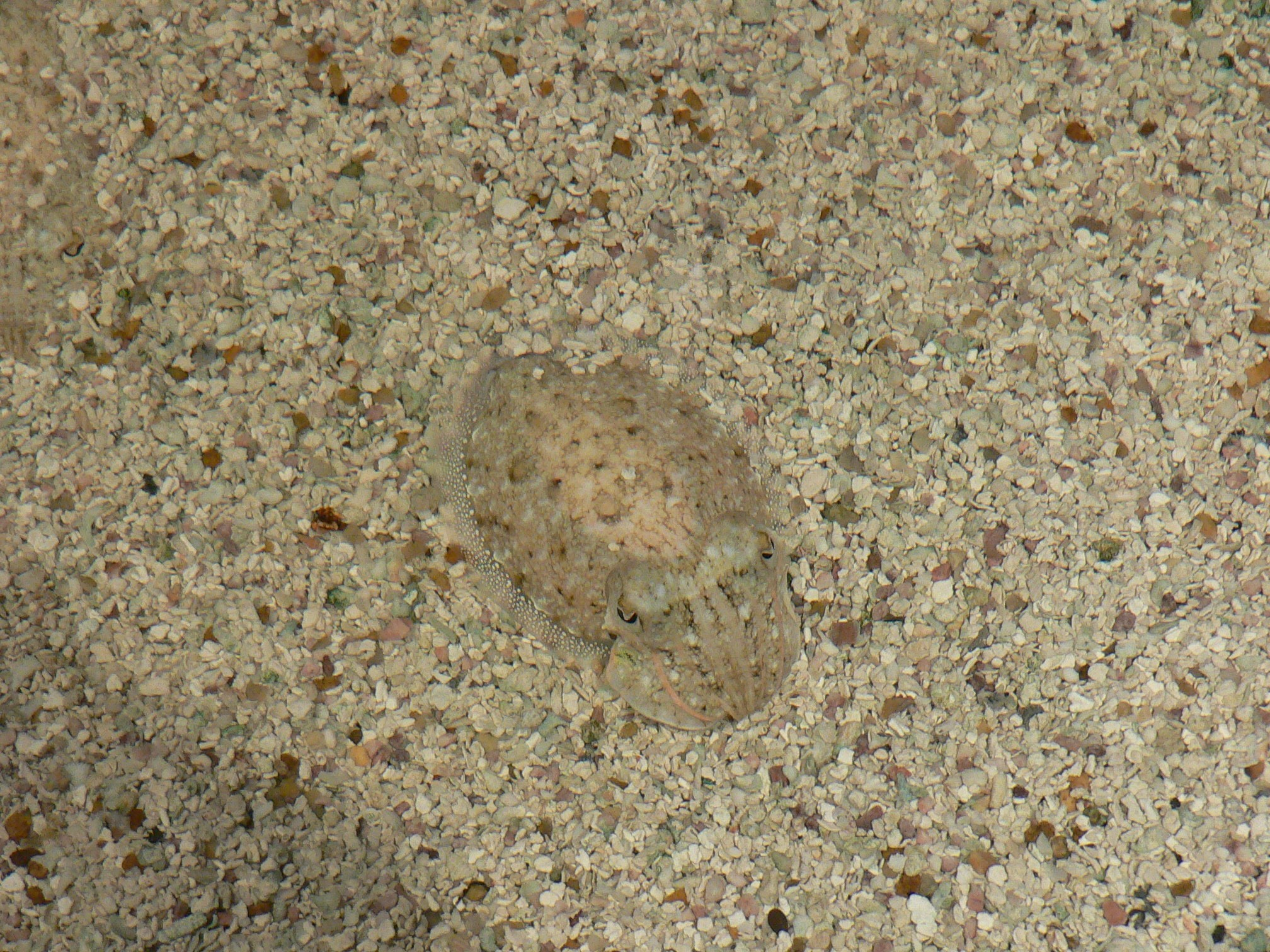
Một con mực nang con đang sử dụng khả năng thích nghi với bối cảnh môi trường xung quanh

Các loài động vật chân đầu Coleoid có cơ quan đa bào phức tạp mà chúng dùng để thay đổi màu sắc nhanh chóng. Đây là điều đáng chú ý nhất ở các loài mực nang, mực ống, bạch tuộc có màu sắc rực rỡ. Mỗi khối tế bào sắc tố thống nhất bao gồm một tế bào đơn và nhiều cơ, dây thần kinh, tế bào thần kinh đệm, và các tế bào vỏ Bên trong tế bào sắc tố, các hạt sắc tố được đặt trong một túi đàn hồi, được gọi là cytoelastic sacculus.
Để thay đổi màu sắc, con vật làm biến dạng hình dáng hoặc kích cỡ của túi bởi sự co cơ bắp, qua đó thay đổi độ mờ, tính phản xạ, hoặc độ đục của túi. Điều này khác với cơ chế sử dụng của các loại cá, động vật lưỡng cư và bò sát ở sự thay đổi hình dạng của túi chứ không phải là sự chuyển dời sắc tố ở các túi trong tế bào. Tuy nhiên, hiệu ứng tương tự vẫn xảy ra. Bạch tuộc có thể vận dụng các tế bào sắc tố để hiển thị màu sắc theo từng đợt một cách phức tạp, kết quả là chúng thay đổi rất nhanh những cách phối màu đa dạng.
Các dây thần kinh điều khiển các tế bào sắc tố để được cho là có vị trí trong não theo một mô hình tương tự như các tế bào sắc tố để mà chúng kiểm soát. Điều này có nghĩa các phương thức của sự thay đổi màu sắc phù hợp với phương thức của sự kích hoạt tế bào thần kinh.
Do đó có thể giải thích tại sao, khi mà các tế bào thần kinh được kích hoạt lần lượt thì sự thay đổi màu sắc xảy ra theo đợt. Giống như tắc kè hoa, động vật chân đầu sử dụng sự thay đổi màu sắc sinh lý để tương tác với môi trường. Chúng cũng nằm trong số những sinh vật có kỹ năng thích nghi với bối cảnh hay nhất, có khả năng thay đổi sao cho phù hợp với cả màu sắc và kết cấu của môi trường xung quanh chúng với độ chính xác đáng kể.

## Ởgia súc

### Màu lôngbò

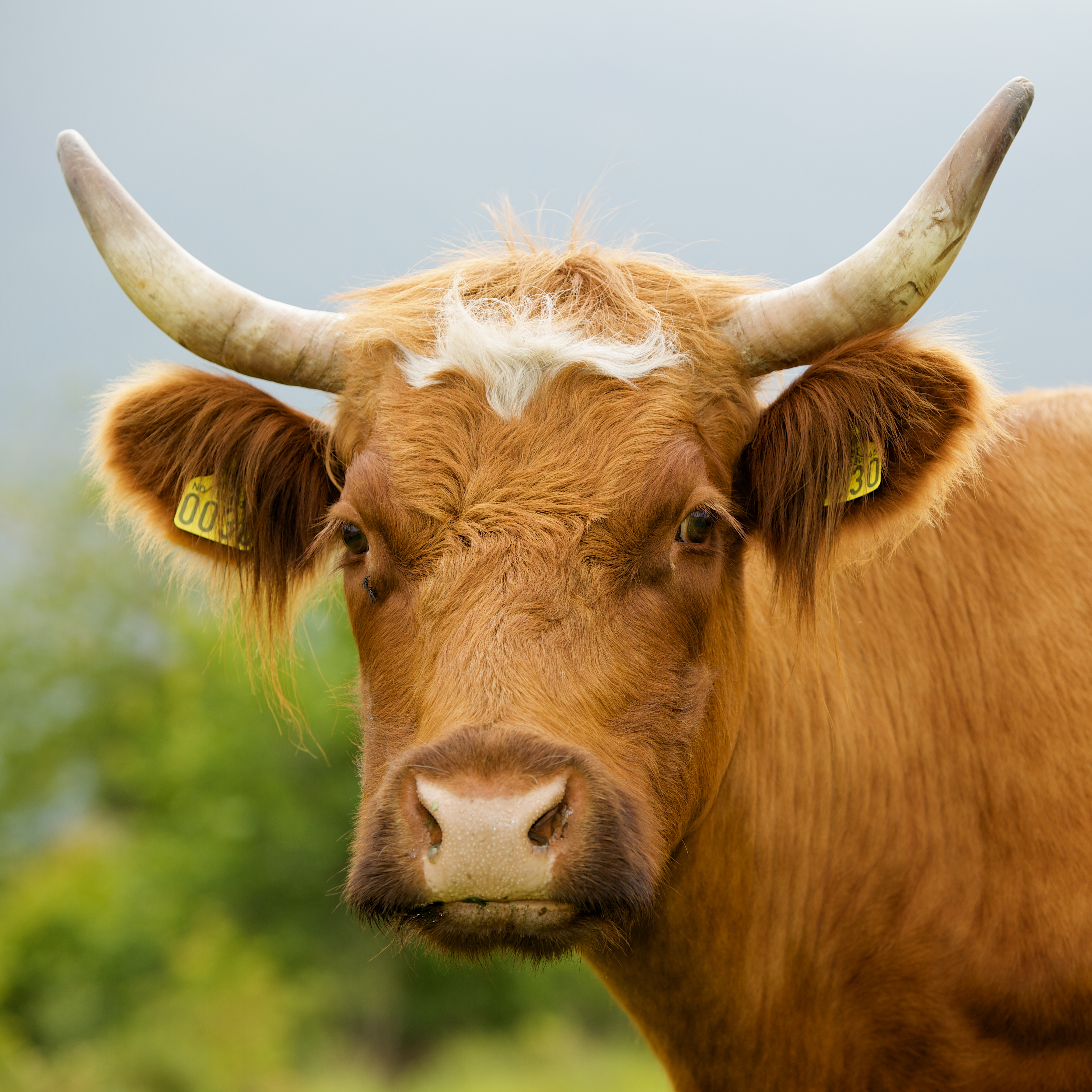
Một con bò lông nâu, chúng là màu phổ biến (màu da bò)

Màu lông và ngoại hình bò là đặc trưng loài, có mối liên hệ nội tại mật thiết với phân loại bò, xác định tuổi và tác dụng kinh tế, cung cấp căn cứ quan trọng cho gây giống, chăn nuôi và khai thác sử dụng các giống bò. Màu lông bò là tiêu chí quan trọng trong đặc trưng loài. như bò Hà Lan (Holstein) lông màu đen lang trắng, bò Jersey lông màu vàng nâu, bò Hereford và bò Simmental có mặt trắng. Màu lông bò thường chia thành sáu loại: trắng, đỏ, đen, nâu, xám, sọc trắng và các biến thể.
Cơ chế di truyền màu trắng gồm ba loại:
- Gen trắng trội WW: là lông trắng, ww là lông đỏ, Ww là màu cát (cát đỏ), thường thấy ở bò sừng ngắn Anh, Ww nếu mang gen màu đen B sẽ là màu lam xám hoặc gọi là lam cát (trên thực tế nso là màu trộn giữa đen và trắng), dưới ánh mặt trời sẽ nhìn thành màu lam xám.
- Gen bạch hóa lặn cc: da, lông, mắt đều không có sắc tố như bò Hà Lan và Bò Hereford.
- Toàn thân màu trắng chỉ có phần tai là đen: thường thấy ở bò vùng cao Thụy Điển, đây thực tế là hình thức phổ biến nhấy của bò sọc trắng.

Ở bò sữa, bò thịt và lấy sữa, bò thịt, lớp lông phần lớn là có các sọc trắng ở mức độ khác nhau, ở bò sữa trắng đốm đen thường gặp, toàn bộ màu sắc được quyết định bở gen S, màu điểm được quyết định bởi gen ss, kích thước điểm màu chịu tác động của gen sửa chữa (repair), hình thức khác là lông hai bên cơ thể có màu, đường lưng và đường bụng (gồm cả phần trước ngực) có màu trắng, chân sau có màu trắng như bò Hereford, màu sắc do gen trội SG quyết định, còn có loài màu lông trắng ở mặt là do gen trội SH quy định; S, SG, SH, s là các alen, giữa S, SG, SH không trội hoàn toàn, nhưng đều trội át s.
Thông thường, ở màu lông bò, màu đen (B) trội át các màu khác; màu đỏ (r) lặn át các màu khác. Màu sọc trắng thông thường (s) lặn át với màu thuần, nhưng lại trội át các màu trắng dưới đây: màu trắng ở mặt bò Hereford, Bò Simmental (SH), màu trắng ở vùng chân và bụng dưới của bò đen đốm trắng, màu trắng ở vùng thắt lưng Bò Belted Galloway. Các đốm đen nhỏ trên da trội (Ps), màu nâu đen (da hổ) lặn (br); màu chân sau trội át màu trắng chân sau (Pe), màu hồng phấn ở đuôi mắt và mũi trội (Re). Màu lông bò cũng liên quan đến hơn 1 cặp gen, tính trội lặn của nó cũng phức tạp. Màu đen (B) ở bò Angus trội át màu đỏ (b), còn loài bò sừng ngắn lại có màu đen đỏ (R) đều trội át màu trắng (W), dị hợp tử lf bò đỏ đốm trắng, chúng sẽ sinh ra thế hệ sau là bò lông đỏ (lông hung) và bò lông trắng.

### Màu lông ngựa

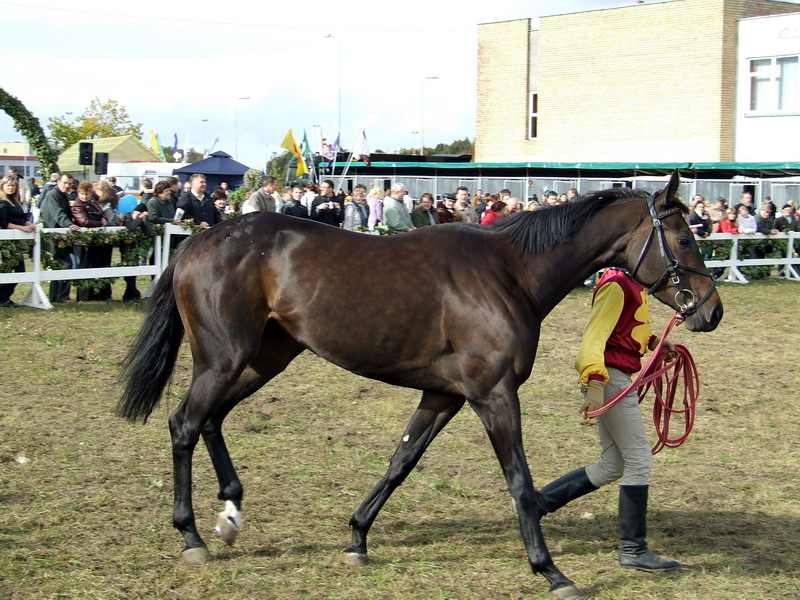
Một con ngựa lông đen

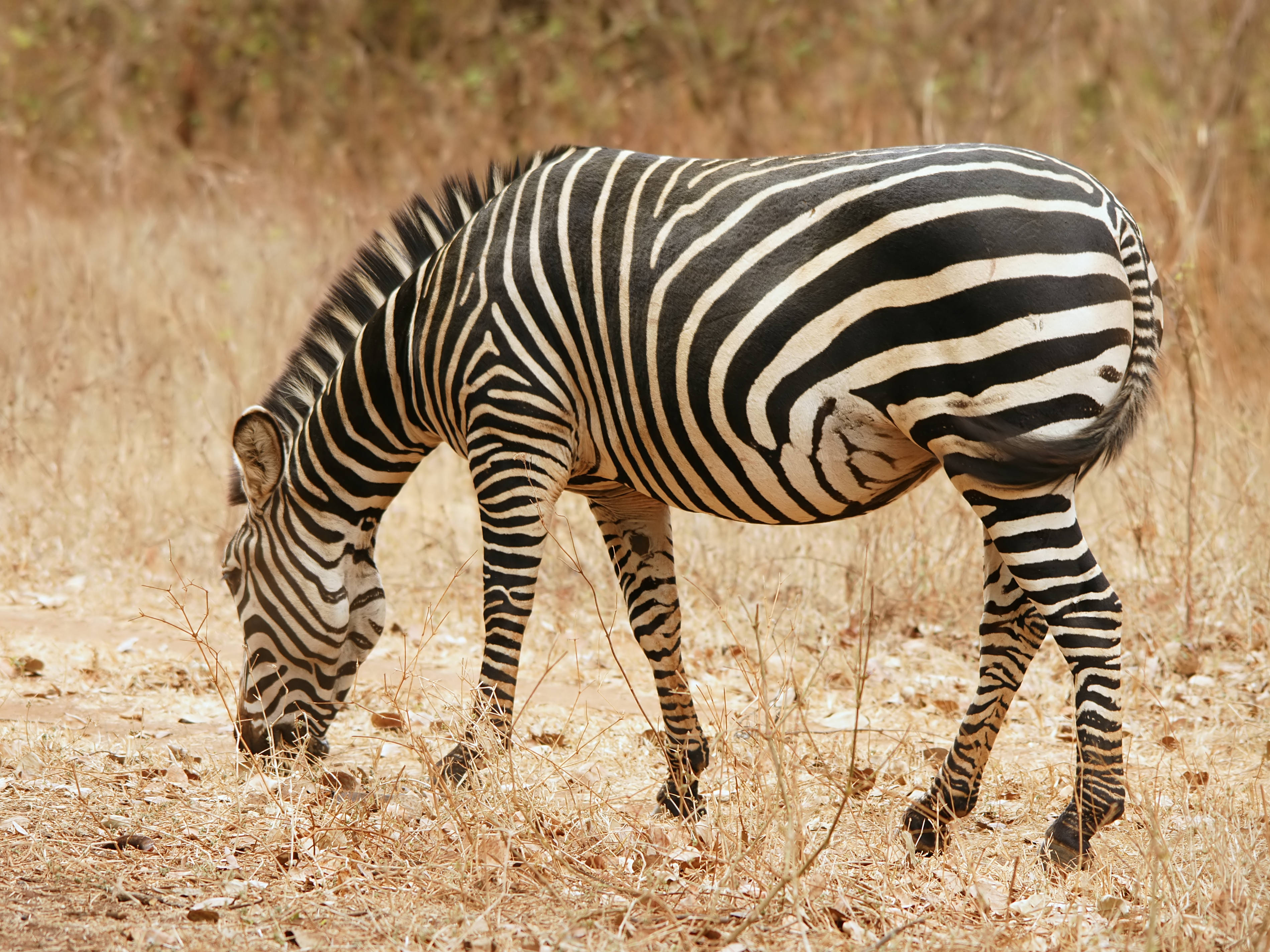
Một con ngựa vằn châu Phi

Các giống ngựa có nhiều màu sắc do đó có những tên gọi khác để mô tả nhau tùy theo sắc lông. Hiện có rất nhiều màu kết hợp thành nhiều màu sắc khác nhau cho từng cá thể ngựa. Ngựa là loài có đặc tính di truyền màu lông, cho nên phải đặt ra một số từ để mô tả chúng. Ở ngựa có các màu lông cơ bản là hạt dẻ, hồng và đen. Sự dịch chuyển màu của ba màu cơ bản là do hiệu quả tương tác của các alen cùng xuất hiện. Toàn bộ màu sắc phổ biến nhất được công nhận là nâu đỏ, đen, nâu, hạt dẻ (hồng), màu nâu xám, kem, Palomino (vàng và trắng), hoặc màu xám. Palomino là danh từ chung để chỉ loại ngựa có màu sắc trắng bạch kim óng ánh (gọi là ngựa kim, một dạng màu vàng trắng). Có nhiều con màu sắc có nhiều khoang (thường được gọi là đốm), sắc trắng và hồng (còn được gọi là ngựa sơn), loang nâu được phát hiện ở ngựa (ngựa Appaloosa).
Theo cách phân chia của phương Tây: Màu sắc con ngựa thường được xác định bởi các màu sau như: Màu Bay hay màu be (màu nâu đỏ sáng đến màu nâu tối), màu nâu thường (Brown), màu hạt dẻ/Chestnut (màu đỏ không có màu đen), màu gan/Liver (màu nâu rất tối), Sorrel (màu đỏ, giống màu sắc của một đồng xu mới), màu xám (lông đen và trắng hoặc màu trắng hỗn hợp), màu muối tiêu (Salt và Pepper) hoặc màu xám thép/"steel" gray (lông trắng và đen đều trộn lẫn trên hầu hết trên cơ thể), Dapple gray (màu tối đậm xen với màu xám nhẹ), Fleabitten gray (màu đỏ lấm tấm khắp lông), đốm hồng/Rose gray (màu xám với một màu hơi đỏ hoặc màu hồng nhạt pha với nhau).
Theo cách phân chia của phương Đông: Ngựa mà tuyền màu trắng gọi là ngựa bạch (lông toàn màu trắng), lông trắng có chen một ít đen gọi là ngựạ kim (lông màu trắng mốc), lông đen tuyền gọi là ngựa ô, đen pha tí chút đỏ gọi là ngựa khứu, đen pha nhiều đỏ gọi là ngựa hởi, đen pha đỏ tươi là ngựa vang, lông màu đen pha đỏ đậm là ngựa hồng, trắng đen pha chút đỏ là ngựa đạm, lông tím đỏ pha đen thì gọi là ngựa tía, trắng sọc đen là ngựa vằn, ngoài ra còn có ngựa xám, ngựa đỏ, ngựa bích.
Màu sắc lông ngựa được ghi lại trong sách Trung Quốc có 20 loại ngựa trên cơ sở sắc màu của chúng. Ở Việt Nam một số quan niệm phân định 14 loại sắc lông ngựa gồm: Ngựa Hạc; Ngựa Hởi; Ngựa Kim; Ngựa Ô; Ngựa Hồng; Ngựa Tía; Ngựa Ðạm; Ngựa Khứu; Ngựa Chuy; Ngựa Séo; Ngựa Bích; Ngựa Qua; Ngựa Phiếu; Ngựa Thông.
Ở ngựa có bốn màu sắc chính: 
- Ngựa đen (ngựa ô): đen đậm, đen nhạt, đen loang (ô Chuy).
- Ngựa hồng (hồng mã): tía, vàng đậm nâu, nâu nhạt, hạt dẻ, sôcôla, sôcôla nhạt.
- Ngựa xám: xám đậm, xám nhạt, xám trắng.
- Ngựa bạch: trắng tuyền hoặc trắng ánh kim, màu trắng tuyền (WW) là trội so với các màu tuyền khác. Vì vậy khi con vật có mảng trắng trên nền đen, nền nâu thì màu trắng xem ra có vẻ lấn át nên các loại ngựa ấy được gọi là trắng xám, trắng hồng, chấm trắng, lang trắng có thể không rộng lắm trên cơ thể nhưng cũng thường thấy ở mũi, mí mắt, phần dưới tứ chi, bờm, đuôi.

Màu lông cơ bản có ba loại:
- Màu đen: đặc trưng của nó là thân đen và đuôi đen, phần dưới tứ chi cũng đều là màu đen, ngọn lông có màu rỉ sét, dưới ánh mặt trời nó giống màu đỏ đen.
- Lưu mao: Là những giống ngựa có đặc trưng của nó là đuôi và phần dưới tứ chi có màu đen, lông từ màu vàng chuyển sang đỏ, màu nâu đen thay đổi, ngựa màu nâu đen gọi là ngựa Hắc Lưu, có khi mức độ đen giống màu đen ở đuôi, nhưng màu sắc lông ở quanh miệng, mũi, mắt, đặc biệt là màu ở đường giữa chân sau có màu lông nhạt hơn, vẫn có thể phân biệt được với màu đen.
- Màu hạt dẻ (chesnut): đặc trưng là lông có màu từ màu vàng chuyển sang đỏ nâu, đuôi và phần dưới tứ chi có màu sắc giống như vậy, nhưng nhạt hơn.

Ngoài ra còn có hai màu lông thường gặp: màu cát, màu trắng. 
- Màu cát có hai loại: một loại là màu lông này duy trì suốt đời. Một loại là màu lông cát nhưng khi già đi sẽ chuyển thành màu trắng, càng già số lượng lông trắng càng nhiều lên, đến khi 12 tuổi, có thể toàn thân sẽ chuyển thành màu trắng.
- Lông trắng có hai loại, một là trong suốt, lông và da đều không có sắc tố, di truyền lặn, một loại khác là mắt và miệng có sắc tố, biểu hiện trắng trội, những chỗ khác đều không có sắc tố. Màu trắng cũng thay đổi theo tuổi, thường thấy ở ngựa trung niên, hóa ra xám khi già hơn. Khi nhỏ, ngựa có lông xám có màu đậm hơn, khi lớn có màu sáng hơn, trắng hơn, nhưng vẫn giữ màu đen ở chân lông.
- Ngựa bạch cũng có ba loại bạch hồng, bạch kim và bạch nhạn. Điểm cốt yếu để phân biệt giữa ngựa bạch và ngựa thường đó là đôi mắt và móng ngựa. Đôi mắt ngựa bạch thuần chủng trông như hòn bi ve, móng ngựa bạch cũng phủ một màu trắng và toàn thân không có một chấm đen[7] Toàn thân có màu trắng, mắt hồng và trong như viên bi ve, nếu đang đi ngoài đường vào chính Ngọ (12 giờ) nó sẽ khựng lại một lúc.
- Ngựa hoang duy nhất còn tồn tại ngày nay là ngựa hoang Mông Cổ hay còn gọi là ngựa hoang Przewalski (nay thường xuất hiện ở vùng Tân Cương Trung Quốc hoặc vùng Trung Á, Tây Á, Liên Xô Cũ), lông mao loài ngựa này có màu đen và dài.

Loài ngựa hầu hết đều có cùng một màu sắc trong suốt cuộc đời, chỉ có một số ít thay đổi sau nhiều năm phát triển tạo ra một màu lông khác với lúc nguyên thủy sinh ra. Hầu hết các mảng màu trắng lúc mới sinh, và màu da cơ bản của một con ngựa sẽ không thay đổi. Theo cơ bản của di truyền về màu lông ngựa và với xét nghiệm trong DNA để xác định khả năng một con ngựa khi sinh ra sẽ có một màu nhất định, cho nên các nhà nghiên cứu lấy màu lông ngựa để phân biệt giống.
Tuy nhiên sau nhiều năm phát triển lại có thêm một số màu sắc khác. Đó chính là vấn đề hiện nay vẫn còn thảo luận, nghiên cứu, thậm chí vẫn còn tiếp tục tranh cãi về một số chi tiết, đặc biệt là những con ngựa với mô hình đốm, màu sắc như "sooty" hay "flaxen. Về di truyền, thì tất cả những con ngựa bắt đầu sinh ra với màu hạt dẻ mà các nhà di truyền học gọi là "màu đỏ", lý do vì sự vắng mặt của gen ("e"), hoặc đen của gen ("E") hoa. Vì vậy, màu đỏ gọi là gen ("ee") và đen ("EE" hoặc "Ee") là hai màu cơ bản. Trong phạm vi rộng lớn của tất cả các màu lông khác được tạo ra bởi hành động bổ sung gen.
Con ngựa trắng khi sinh ra không phải là màu trắng. Lúc đầu với mái tóc đen sau đó mất dần đổi sang màu trắng, thông thường tóc ngựa chuyển sang màu trắng tinh khiết giữa khoảng 6-8 tuổi. Con ngựa trắng thường được gọi là ngựa màu xám bởi vì màu sắc sẽ biến đổi theo một quá trình lão hóa. Màu da bình thường của con ngựa là màu đen, tóc trắng cho nên chúng ta nhìn nó giống như là màu xám. Nhiều con ngựa màu xám bị đổi màu da, một số lốm đốm và một số có vệt màu đỏ gọi là "blood marks" tức là "dấu máu.".
Một số cá thể ngựa có màu lông đặc biệt khác được lưu truyền qua tiểu thuyết, sử sách như màu Xích hay còn gọi là sắc lông màu đỏ (nổi tiếng nhất là con ngựa Xích Thố). Màu Ô, màu Ly là ngựa có sắc lông màu đen (chẳng hạn như con ngựa Ô Truy của Hạng Võ), ngựa Phiêu là ngựa có sắc lông xanh trắng (Phiêu Kỵ tướng quân). Lạc là ngựa vằn (Lạc mã thiên lý vương). Tinh là ngựa hồng (Song vĩ tinh còn gọi là Song vĩ hồng là con ngựa hồng hai đuôi của Lý Thường Kiệt).
Ở ngựa có các màu lông cơ bản là hạt dẻ, hồng và đen. Sự dịch chuyển màu của ba màu cơ bản là do hiệu quả tương tác của các alen cùng xuất hiện. Có 13 alleles khác nhau chi phối màu sắc và sọc của lông ngựa. Màu căn bản "đỏ" (chestnut) hay còn gọi là màu hồng và "đen" (còn gọi là ô, đạm, khứu) chi phối bởi Melanocortin 1 receptor, theo đó màu "đỏ" mang liệt tính, và "đen" ưu tính. Ngoài ra, còn có nhiều gen khác làm giảm bớt ưu tính của "đen", nên tạo ra một dải màu từ đen đậm (ô) đến xám. Đối với ngựa một số đột biến khác nhau quy định cho những màu lông chính đã được phân lập. Màu hạt dẻ, màu hồng và đen được xác định bởi bốn alen, hai trong số đó thuộc locut Extension (E), hai alen còn lại thuộc locut Agouti (A).
Màu hạt dẻ và đen là kiểu di truyền lặn (Ee. Ee và Aa. Aa), màu hạt dẻ lấn át màu đen. Do đó màu đen chỉ biểu hiện khi kiểu gen Extension khác với kiểu gen Ee. Ee. Trong gen MC1R, đầu tiên đã phân lập được alen e quy định màu hạt dẻ của ngựa là do đột biến nucleotide đơn, phân lập alen thứ hai là ea quy định màu hạt dẻ. Trong phân tích gen ASIP, thông báo đột biến mất 11 bp được phát hiện ở dạng đồng hợp tử hoàn toàn có liên quan tới ngựa mang kiểu gen lặn màu lông đen. Màu hồng là kết quả của tổ hợp Aa ở locut A và các alen Ee/EE ở locut E.
Các gen ảnh hưởng đến màu lông và da của động vật có vú có thể chia làm hai nhóm chính: Một nhóm tác động về tổng hợp các sắc tố, một nhóm tác động vào các tế bào sinh ra sắc tố. gen quy định màu trắng là gen trội W, khi tổ hợp gen là Ww ngựa sẽ có màu lông trắng toàn thân, da hồng, mắt nâu hoặc xanh. Nếu ngựa cái trắng này lai với ngựa đực màu sẽ cho đời con 50% màu trắng (Ww), 25% ngựa màu (ww) và 25% (WW) sẽ chết thai. Tổ hợp gen gây chết (WW) đã được phát hiện từ năm 1953 và đã được khẳng định năm 1969.
Các gen kiểm soát màu lông ngựa, các alen hay marker chức năng mới được phát hiện ở mức phân tử DNA. Ở ngựa sự có mặt của 2 gen trội A và B cùng kiểu gen quy định lông xám, gen A có khả năng đình chỉ hoạt động của gen B nên gen B cho lông màu đen khi không đứng cùng với gen A trong kiểu gen. Ngựa mang 2 cặp gen đồng hợp lặn cho kiểu hình lông hung. Các gen phân li độc lập trong quá trình di truyền.Gen A có khả năng đình chỉ hoạt động của gen B, gen B chỉ biểu hện kiểu hình khi không đứng cùng với gen A trong cùng 1 kiểu gen. Gen A át chế hoạt động của gen trội B. Tính trạng màu lông ngựa là kết quả của hiện tượng tương tác át chế.
Việc phân tích kiểu gen liên quan tới màu lông ngựa nhằm phát hiện được mối liên quan của kiểu gen với một số màu sắc cơ bản của ngựa, với sự phát triển của các kỹ thuật trong nghiên cứu về gen, có thể xác định được các kiểu gen liên quan tới màu lông ở ngựa. Số lượng alen của gen KIT của ngựa được mô tả đến mức độ phân tử là nhiều hơn bất kỳ các gen nào khác ở các loài vật nuôi khác. Việc sử dụng các kỹ thuật di truyền phân tử như giải trình tự gen, PCR-RFLP đã xác định được các kiểu gen quy định các màu sắc lông khác nhau ở ngựa.
Ở ngựa vằn, các tế bào melanocyte quyết định màu sắc của chúng, các tế bào sắc tố này trong giai đoạn phôi thai của ngựa vằn, màu đen của ngựa vằn là kết quả của kích hoạt sắc tố bởi tế bào melanocyte, trong khi đó màu trắng là kết quả của sự ức chế sắc tố, màu đen chính là màu sắc chính của loài ngựa vằn, còn các sọc trắng là kết quả của sự ức chế các tế bào melanocyte khiến cho chúng không tạo ra được màu đen và do đó có các sọc trắng. Trong suốt quá trình tiến hóa, để tránh cái nắng oi bức của châu Phi (sọc vằn có thể tạo ra các dòng đối lưu nhiệt trong vùng không khí xung quanh cơ thể con ngựa, không khí chuyển động nhanh hơn trên vùng sọc màu đen, hấp thụ ánh sáng chậm hơn trên sọc màu trắng, và tạo ra luồng không khí làm mát), cũng như để ngụy trang, đánh lạc hướng kẻ thù (làm lóa mắt những kẻ thù săn mồi, tạo ra ra ảo giác che giấu cử động của một con ngựa vằn và còn giúp chúng xua đuổi côn trùng, ruồi ngựa), từ loài có một màu mà ngựa vằn đã tiến hóa để có thêm các sọc đen trắng.

### Màu lông dê

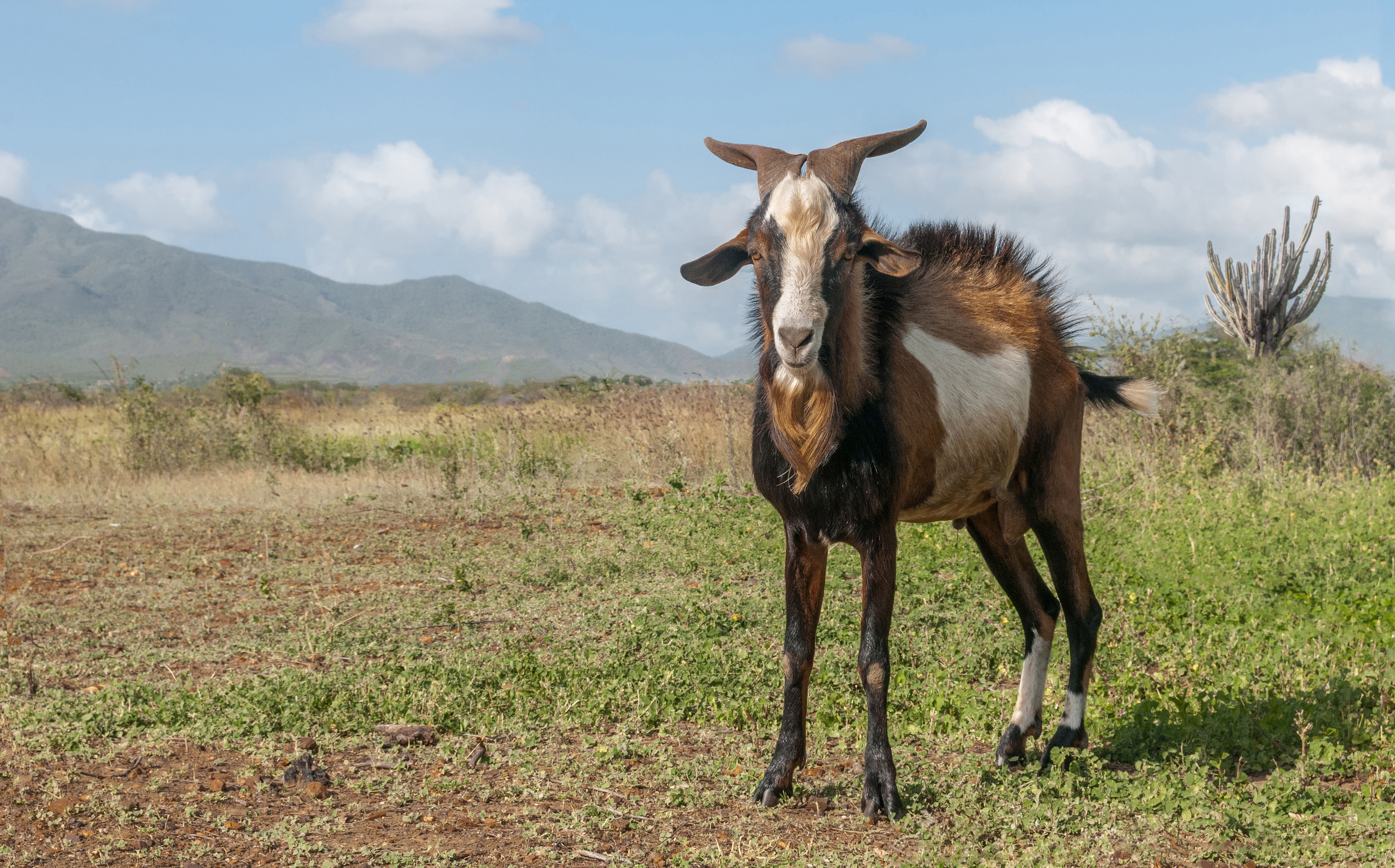
Màu lông của một con dê nhà ở châu Phi

Dê cũng là giống vật nuôi có nhiều màu sắc lông. Lông tơ, lông, da, lông mao là tính trạng kinh tế quan trọng ở dê, cũng là một trong những tiêu chí nhận biết cá thể, di truyền chủng loài. Kiểu hình biểu hiện của màu lông dê chủ yếu có màu trắng, màu đen, màu xám (xám đậm đến xám nhạt), màu nâu, biến dị màu lông chủ yếu ở dê là do số ít gen quy định, tuân theo định luật Melden. Nghiên cứu trên đàn dê châu Âu, Tây Á và Đông Nam Á cho thấy, biến dị màu lông dê chủ yếu được quy định 4 quỹ tích gen: quỹ tích hoang (A), nhân tử màu lông pha loãng (D), trắng thượng vị (I), đốm trắng (S).
Di truyền màu lông dê cũng phức tạp, thường lấy màu trắng làm cơ sở, lấy các cá thể màu khác giao phối với cá thể màu trắng. Lông có màu ở dê do nhiều alen trên nhiều điểm gen điều khiển, quy luật di truyền của nó phù hợp với định luật Melden, nhưng màu lông dê lại chịu ảnh hưởng bởi môi trường bên ngoài, ở các giai đoạn khác nhau có sự thay đổi khác nhau. Dê non thuộc giống dê Karakul mới sinh ra có màu lông đen, lớn lên chút màu lông trở thành màu nâu đen hoặc màu nâu. Trong công tác gây giống loài dê, mục đích chọn lựa màu lông là chọn màu đảm bảo giá trị kinh tế, loại bỏ các màu lông ảnh hưởng đến hiệu quả kinh tế của sản phẩm. Hiện nay, đã sử dụng gen màu lông khác nhau để cải tạo giống dê quý.

### Màu lông cừu

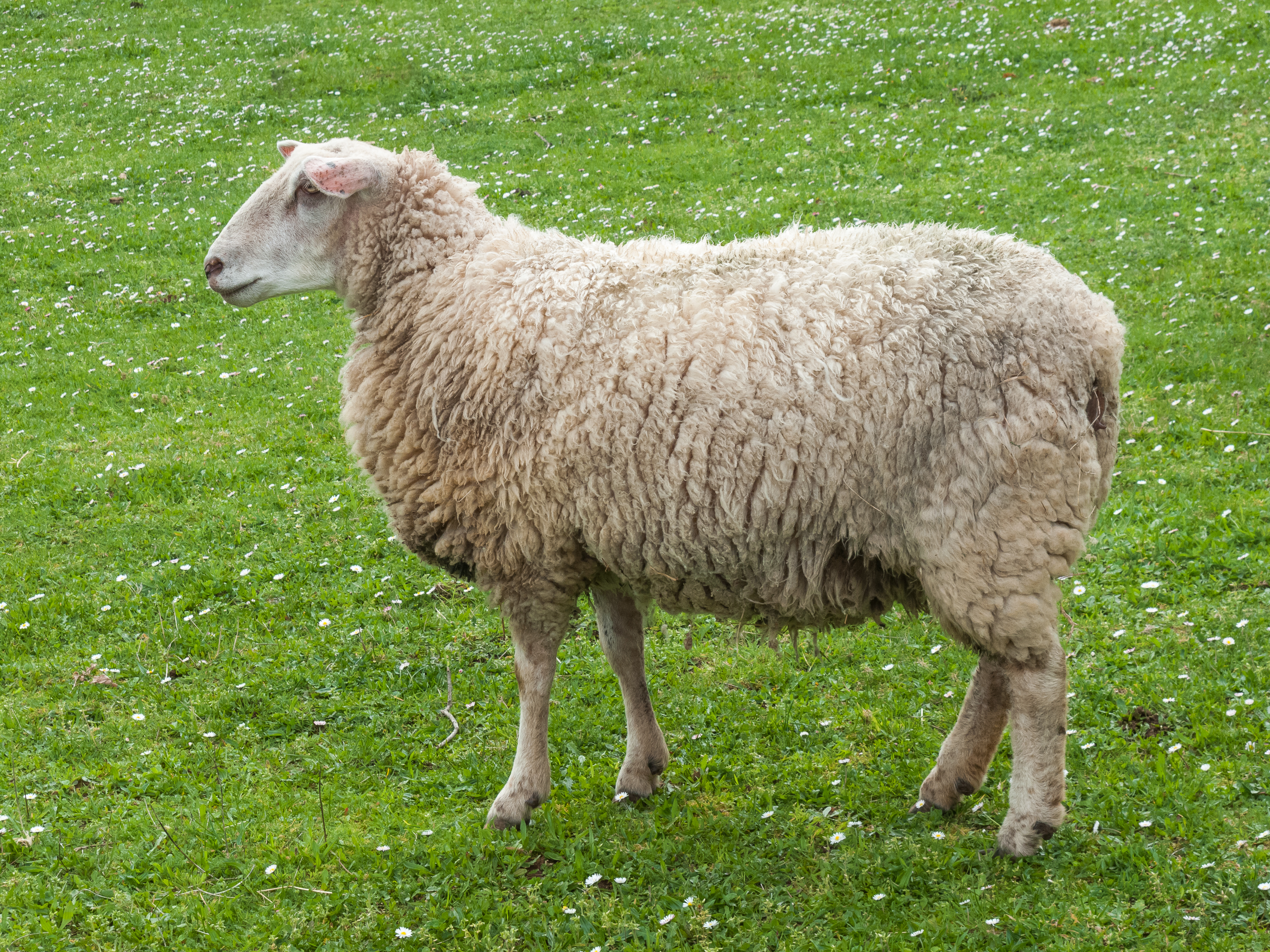
Một con cừu lông trắng điển hình

Cừu cũng là giống vật nuôi được chọn lọc đa sắc ở các cá thể cừu, nhìn chung màu trắng là màu truyền thống nhưng thỉnh thoảng cũng có những cá thể cừu đen chen vào. Tính trạng chất lượng cừu về mặt di truyền được quy định bởi một hoặc vài cặp gen, biểu hiện của nó hoàn toàn giống với nguyên lý di truyền Melden. Nắm rõ tính quy luật của di truyền tính trạng chất lượng, có ý nghĩa và vai trò quan trọng trong việc dự đoán kết quả tai giữa các dòng và xây dựng phương án gây giống cừu.
Màu lông cừu thường có 16 kiểu điển hình là: trắng, đen, nâu, xám, nhiều màu và màu loang lổ. Màu lông cừu (len cừu) thường có hai cấu tạo: từ các sợi lông màu khác nhau, sợi màu đen và sợi màu trắng với tỉ lệ khác nhau tạo thành màu xám với mức độ khác nhau, hai là cấu tạo lông ở các vùng màu khác nhau, như màu vàng nhạt ở đầu hoặc đuôi và màu nâu ở các bộ phận cơ bản tạo thành màu hỗn hợp, quỹ tích gen quy định màu lông cừu gồm có 11 gen. Màu len cừu có ý nghĩa trong thị hiếu tiêu dùng.
Năm 1988, ủy ban nghiên cứu về cừu là COGNOSAG đưa ra tên màu lông, quỹ tích gen, số lượng alen và hiệu ứng gen. Màu lông cừu được quy định bởi nhiều alen trên nhiều điểm gen. Màu lông loang lổ luôn là tính trạng cần bị loại bỏ trong việc gây giống cừu lông dày (fine-wool) và cừu bán lông (semi-wool), loại bỏ lông màu là nội dung quan trọng trong công tác phối giống cừu lấy lông. Trước đây, khi Trung Quốc (là một trong những nước nuôi nhiều cừu) tiến hành gây giống rộng rãi cừu lai, đã chú trọng vào việc ngăn ngừa sự phát tán của lông màu, mấy năm gần đây, ở các nước đã bắt đầu gây giống cừu có màu.
Một giống cừu nổi tiếng thế giới về len cừu là cừu Merino châu Úc có gen W trội (gen màu trắng), w là gen lặn (màu đen), kiểu hình gen của cá thể cừu trắng toàn thân là WW hoặc Ww, cá thể màu đen là ww. Đốm được quy định bởi gen đốm sp, kiểu hình gen của nó là Sps p hoặc sps p. chọn giống cừu Merino lông màu chủ yếu là đem lai giống có màu lông màu trong lớp lông với cừu Merino, hoặc đem lai cá thể có đốm màu ở đầu, tai, mắt, bốn chân với cừu Merino, thế hệ sau sẽ được cá thể mang gen lông màu, từ đó xây dựng đàn giống.

### Ởlợn nhà

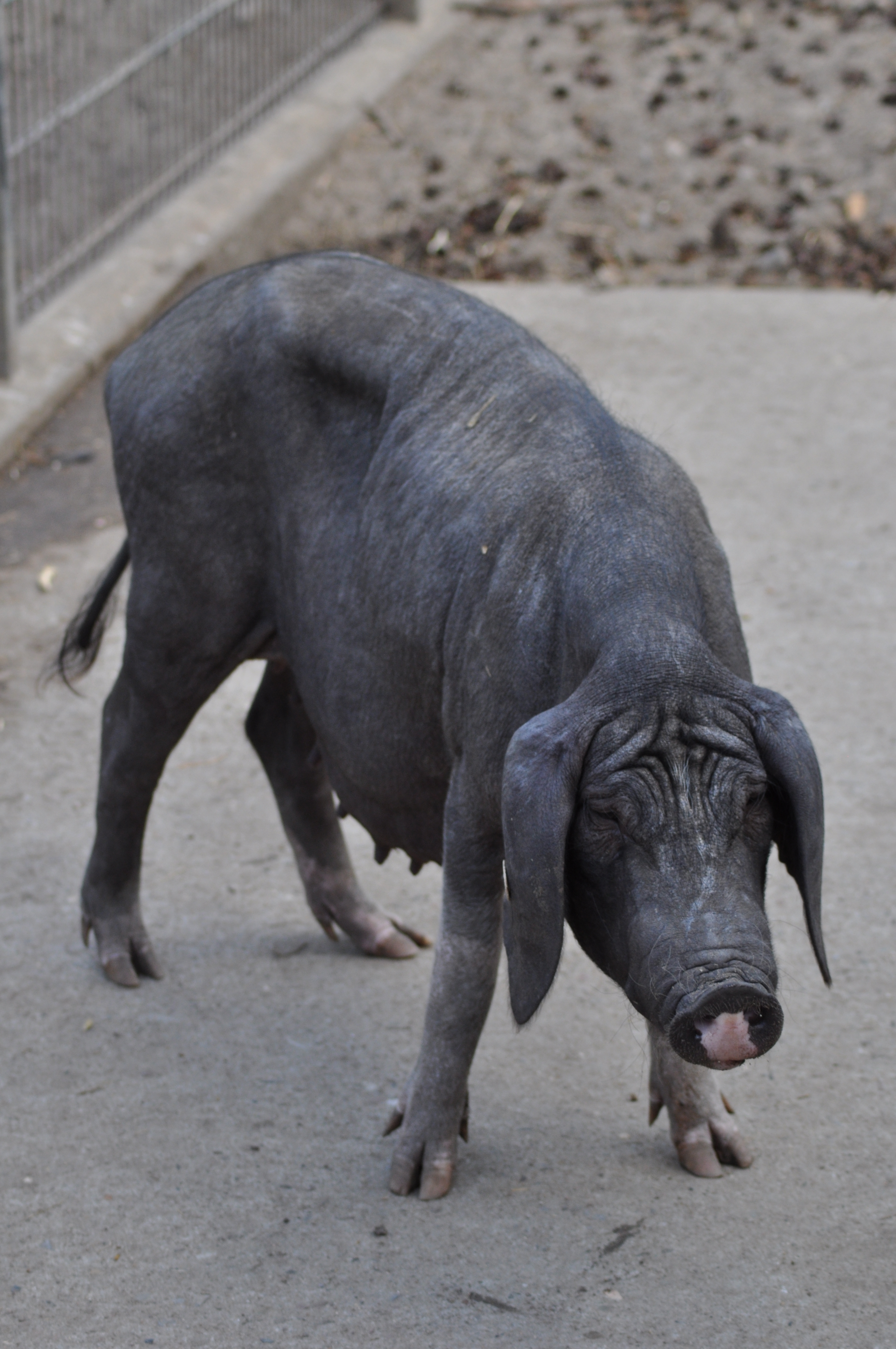
Một con lợn mặt nhăn (lợn Meishan) lông đen, chúng vẫn còn được ưa chuộng một số nơi ở Trung Quốc, Việt Nam

Di truyền và chọn lựa màu lông ở lợn trắng rất quan trọng trong việc chăn nuôi lợn thịt. Màu lông lợn chủ yếu có bảy loại hình là màu lợn hoang (màu nâu xám trắng), lợn đen, lợn đỏ (lợn hung), đốm đen domino, đốm đen hoặc đốm đỏ, đen chấm trắng, chấm đỏ. Gen quy định màu lông lợn có ba loại: màu trắng trội (điểm I), khuếch tán màu lông (điểm E), dây vai trắng (điểm Be), đầu trắng (điểm He), điểm kiểu hình hoang dã (A), điểm nhạt (D) và điểm trắng bạch (C). Gen màu trắng trội át gen màu (đen, đ), gen màu đen trội át gen màu đỏ và trắng bạch di truyền tính trạng chất lượng ở đàn lợn.
Thế hệ F1 con lai giữa loài màu trắng và một số loại lợn địa phương màu đen cơ bản sẽ cho ra con lai màu trắng, nhưng cũng có nhiều trường hợp con lai sẽ có màu da xanh hoặc đốm đen. Màu lông của lợn hoang không trội hoàn toàn đối với màu đen và màu đỏ. Lợn Trường Bạch và đều là loài lông trắng, màu trắng ở lợn loại này được quyết định bởi gen I. Đem lai lợn Trường Bạch và các giống lợn đen, đốm, nâu, thế hệ con thường có màu lông trắng, tức màu trắng trội át các màu; màu lông lợn Trường Bạch trội át màu lông đốm ở lợn màu đốm, nhưng lợn Trường Bạch và lợn thường Đông Bắc màu đen khi lai với nhau sẽ cho con lai đốm đen hoặc da xanh.
Lợn trắng khi thịt ra trông sẽ đẹp hơn, được người tiêu dùng ưa chuộng, đồng thời màu lông cũng thường là đối tượng nghiên cứu. như đem lai lợn Berkshire và lợn đại bạch (LargeBlack-whitepig), khi màu lông của con lai gần giống với màu lông lợn đại bạch, số lượng Litter gần bằng của lợn đại bạch. Khi tăng tỷ lệ huyết thống của lợn Berkshire, màu lông con lai sẽ gần giống với giống lợn Berkshire, con lai loại này sẽ có ít Litter, gần giống loài lợn Berkshire. Vì thế, khi đem lai các giống lợn khác nhau và tạo ra giống mới, có thể căn cứ vào di truyền màu lông để phán đoán bước đầu tính di truyền về chất lượng cải tạo giống ban đầu. Điều này rất quan trọng trong việc chọn giống.
Chẳng hạn như màu lông và đặc trưng hình thể của lợn địa phương Trung Quốc thì lợn địa phương Trung Quốc được chia thành sáu loại dựa theo các tiêu chí ngoại hình, tính năng sinh sản (khả năng xuất tinh, phối giống của lợn đực và sự mắn đẻ của lợn nái).
- Lợn Hoa Bắc: Giống lợn này có lông màu đen, đôi lúc phần đuôi có đốm trắng, cơ thể lớn, bốn chân thô và to, mõm dài.
- Lợn Hoa Nam: Giống lợn này có lông màu đen trắng, đầu và vai chủ yếu là màu đen, bụng màu trắng, cơ thể nhỏ, lưng và bụng rộng, ngực lớn và trĩu xuống.
- Lợn Hoa Trung: Giống lợn này có lông màu đen trắng, đuôi màu đen, cơ thể có nhiều đốm đen có kích thước khác nhau, có con toàn thân màu đen, thân lớn hơn lợn Hoa Nam, ví dụ như lợn Kim Hoa và lợn Hoa Trung.
- Lợn Giang Hải: màu lông giống lợn này có liên quan đến phân bố của chúng, từ hạ du Hàn Thủy, Trường Giang đến vùng ven biển Đông Nam, có rất ít con trắng muốt. xương to thô, da dày và nhiều nếp nhăn, tai to rủ xuống.
- Lợn Tây Nam: Giống này chủ yếu màu đen, nhưng có một số ít là màu đen điểm trắng, số ít là lợn lông đỏ, loài này có đầu to, dưới cằm có lông.
- Lợn cao nguyên: Loài này chủ yếu có màu lông đen, một số ít có màu đen điểm trắng và màu đỏ. Đầu nhỏ dài, tai nhỏ và dựng đứng, nhìn giống lợn rừng.
- Ngoài ra, còn có lợn Ô Kim phân bố tai vùng núi Ô Mông, và ở một số vùng núi, chúng có màu lông đen vàng, là giống lợn duy nhất của Trung Quốc có màu lông đỏ.

Những màu lông và ngoại hình của các giống lợn nuôi
- Giống lợn trắng lớn: gây giống loại này phải lấy bốn giống lợn trắng: lợn Liên Xô (lợn Đại Bạch), lợn Trường Bạch, lợn Yorkshire loại trung (Midle) và Yorkshire loại lớn làm con cha, con mẹ có thể dùng 17 giống lợn địa phương Trung Quốc. Gây giống kiểu này sẽ cho ra con lai màu lông trắng hoàn toàn, da có một vài đốm đen (lợn Tân Hoài có màu đen tuyền).
- Giống lục bạch: giống lợn này chủ yếu được lai từ con bố Berkshire và các giống lợn địa phương. Con lai loại này sẽ có màu chủ đạo là đen, nhưng cũng có một số con có màu "lục bạch" hoặc đặc trưng không lục bạch hoàn toàn, như lợn Tân Kim, lợn Định Huyện, lợn đen Cát Lâm và lợn đen Ninh An.
- Giống đen đốm trắng: giống lợn này chủ yếu được lai từ Berkshire và lợn đại bạch Liên Xô. Giống lợn này chủ yếu có màu đen đốm trắng hoặc trắng đốm đen.

Trong công tác lai giống, màu lông thống nhất và hình dạng tai thuộc tính trạng chất lượng đơn giản trong phương thức di truyền, cần phải nắm rõ hệ phổ hoàn chỉnh và ghi chép giao phối, thông qua xác định phán đoán chính xác kiểu hình gen của lợn đực, tiến hành lai liên tục nhiều thế hệ mới có thể làm kiểu hình tính trạng này đạt đến mức đồng hợp. Sau khi đồng hợp kiểu hình gen, mới có thể làm cho tính nhất quán của kiểu hình biểu hiện có nền tảng đáng tin cậy.

## Màu lôngthú

### Màu lôngthỏ

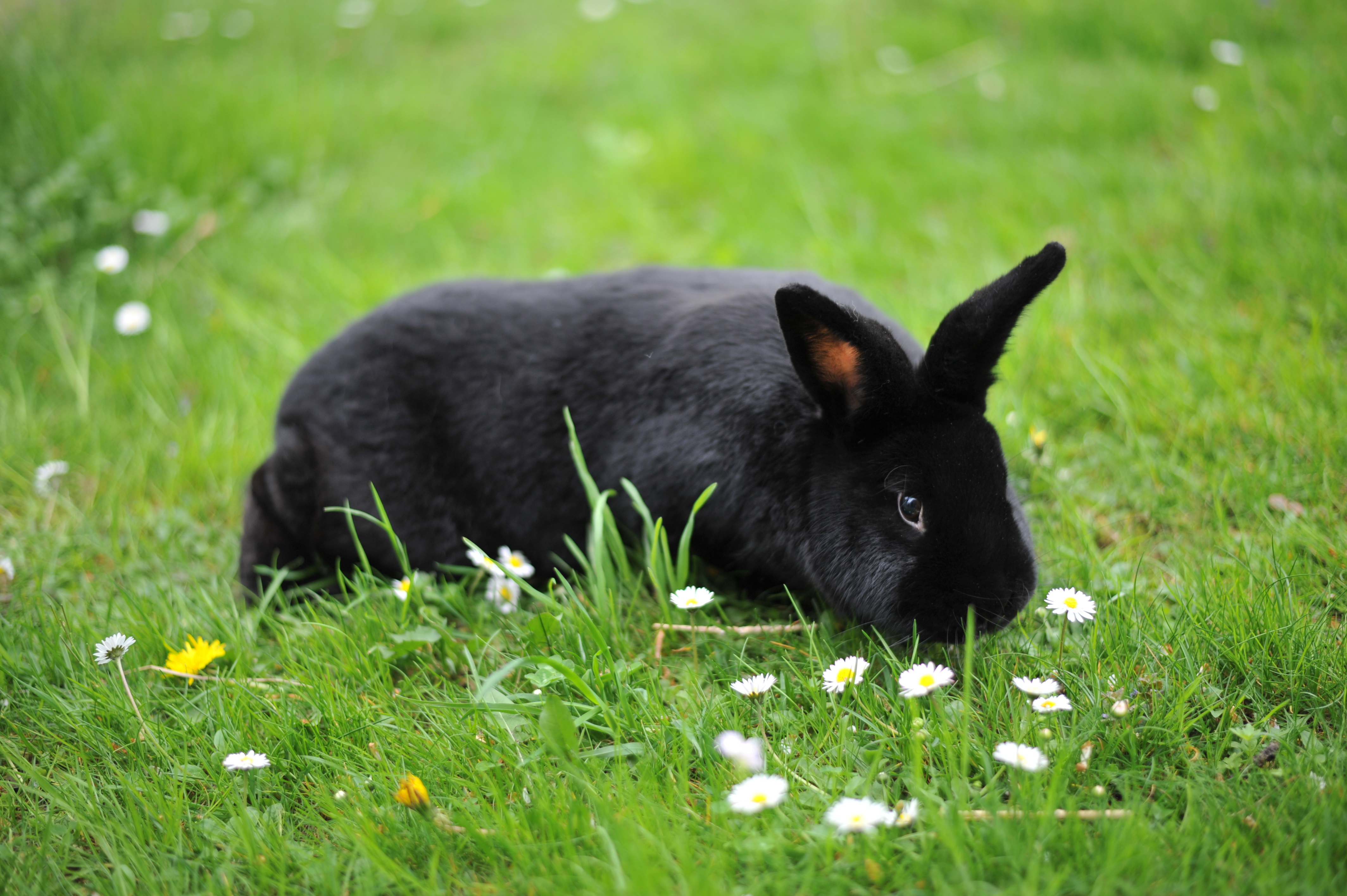
Một con thỏ nhà lông đen (thỏ Alaska)

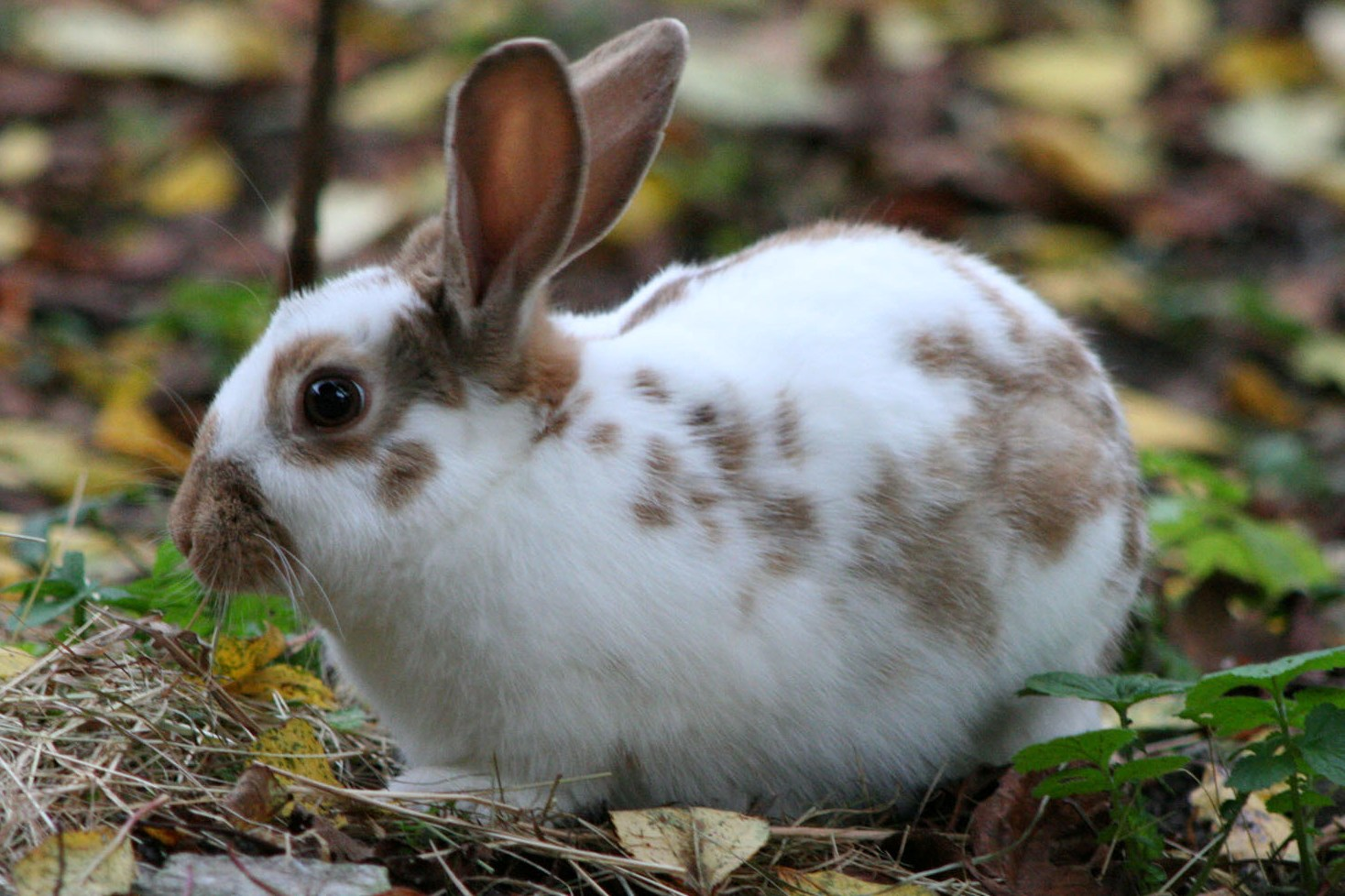
Thỏ khoang nhạt (thỏ Anh)

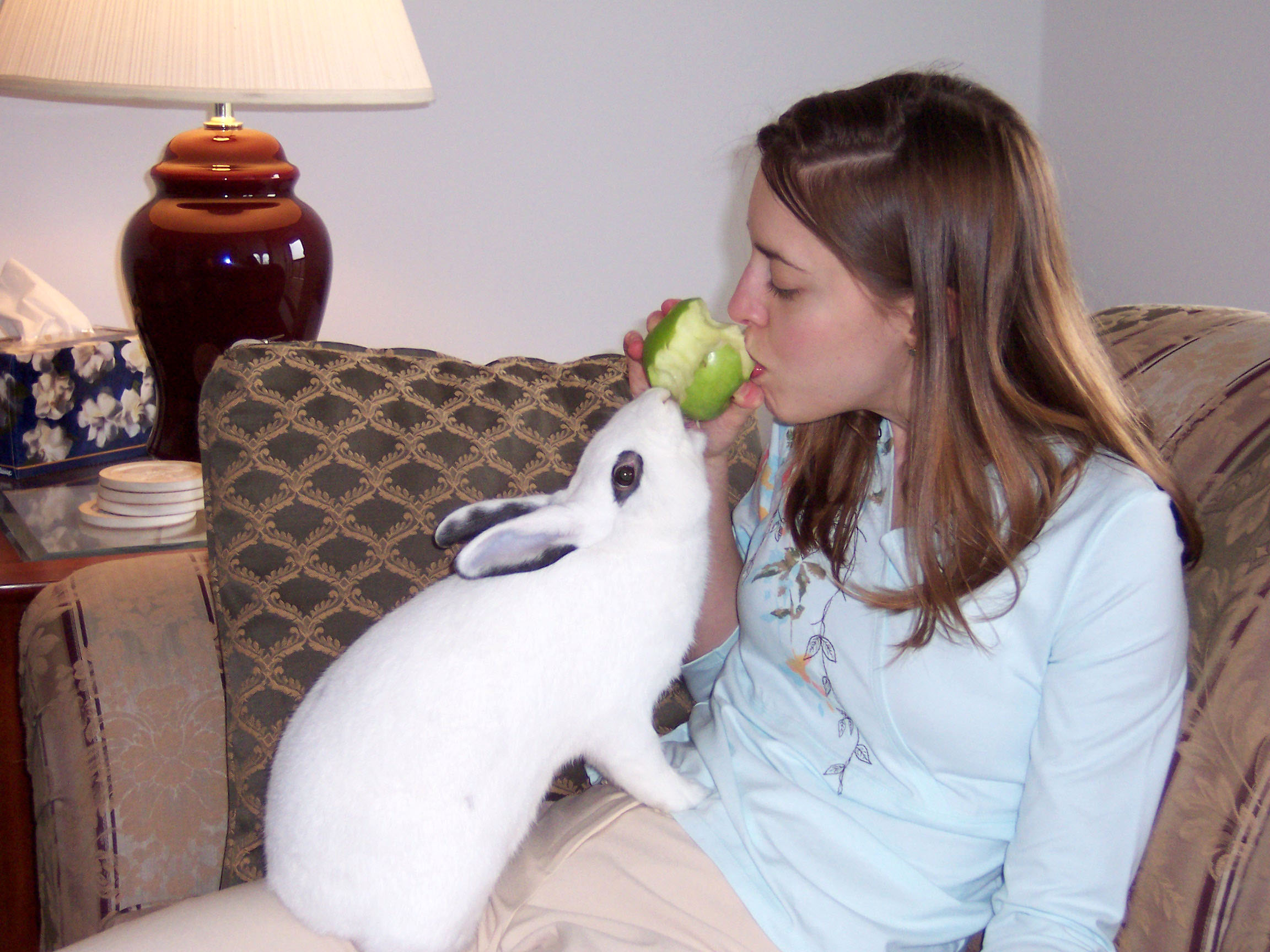
Thỏ lông trắng (giống thỏ trắng New Zealand)

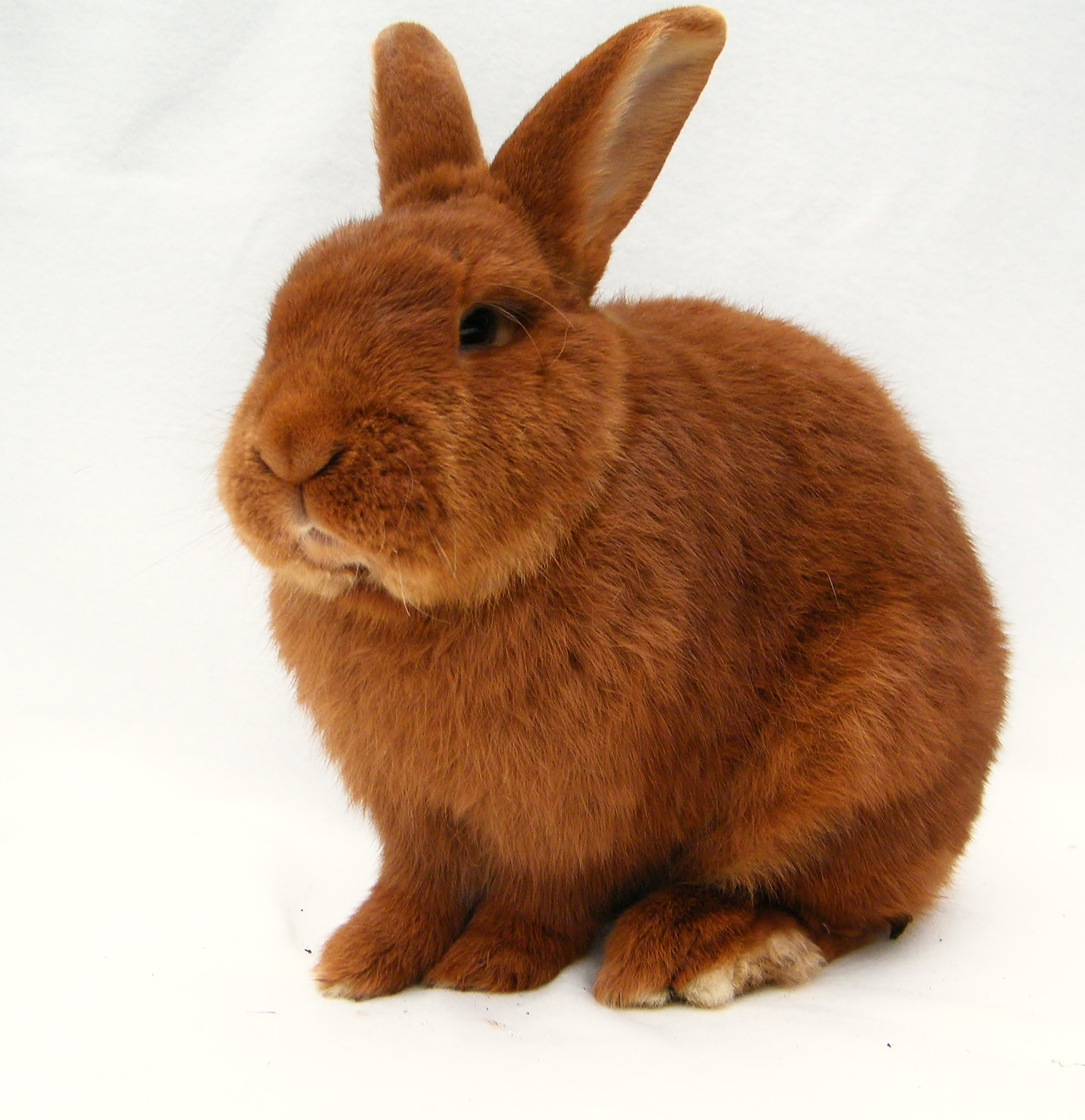
Thỏ lông đỏ (giống thỏ New Zealand đỏ)

Thỏ cũng là giống có nhiều màu lông do chọn lọc (nhất là đối với các giống thỏ cưng). Lông thỏ gồm có lông ngắn nhọn phần đầu, chân trước và đùi, lông mao phần thân. Ngoài độ dài ngắn, nhỏ, bóng của lông, sự thay đổi hình thái lông còn liên quan đến sự thay đổi các loại lông trong sinh trưởng phát triển loài thỏ nhà. Sự hình thành màu lông thỏ là từ di truyền tính trạng màu lông thỏ. Tế bào hắc tố của lông tồn tại trong da, tính chất, số lượng, hình dạng hạt, cách thức phân bố khác nhau của sắc tố và tạc dụng men khác nhau, hình thành màu lông đa dạng của thỏ.
Lông thỏ có biểu hiện nhiều màu là do sự tồn tại của sắc tố màu, vật chất sắc tố này gọi là hắc tố, hắc tố có thể chia thành hai loại: sắc tố nâu và sắc tố đen, sắc tố đen lại chia thành màu đen và màu nâu. Loại sắc tố nào thì cũng đều được hình thành do tyrosine và axit benzene dưới tác dụng của hàng loạt enzyme. Trong quá trình oxy hóa, hệ thống enzyme này khá nhạy cảm với nhiệt độ, có loại enzyme phải để dưới nhiệt độ cao mới có hoạt tính. Thỏ trắng Himalaya toàn thân có màu trắng, nhưng tai, đầu mũi, đuôi và tứ chi, do nhiệt độ thấp hơn các bộ phận khác, nên đã kích hoạt enzyme, làm cho nó có màu đen. Ngoài ra, màu sắc những bộ phận này đậm hay nhạt cũng phụ thuộc và sự thay đổi của nhiệt độ. Mùa đông màu lông thỏ đậm hơn.
Hệ thống tác dụng điều khiển gen màu lông thỏ phức tạp. Lông thỏ rất đa dạng, thỏ hoang có màu lông giống chuột hoang, thỏ Angora thường gặp và thỏ tai to của Nhật (thỏ Harlequin Nhật) đều thuộc loài lông trắng, thỏ đốm lớn của Đức có biểu hiện lông đen đốm trắng sự đa dạng màu lông thỏ được quy định bởi rất nhiều gen trên nhiễm sắc thể thường, ít nhất có 8 hệ thống gen, trong đó có 4 hệ thông gen trọng tâm:
- Vai trò của hệ gen hệ thống A: quan sát kỹ màu lông thông hoang sẽ phát hiện trên một chiếc lông có 3 đoạn màu, phần gốc và mũi lông là màu đậm, đoạn giữa là màu nhạt, loại màu đặc biệt này được gọi là màu chuột hoang. Về mặt di truyền học, lấy A đại diện gen điều khiển màu chuột hoang với các gen khác màu a, màu khác chính là thể đột biến của màu chuột hoang. Loại lông này thiếu vùng nhạt ở giữa, vì thế toàn bộ chiếc lông là cùng một màu. Alen thứ ba trong hệ thống này là gen at. Dưới tác dụng của gen at, sinh ra lông màu đen và màu vàng nâu. Quan hệ trội giữa 3 alen trong hệ thống A là A> at >a, vì vậy trong trường hợp lai gen, bất kể là Aat hay Aa, đều có biểu hiện màu lông chuột hoang, ata biểu hiện là màu lông đen và màu vàng nâu, chí khi đống hợp mới biểu hiện màu lông chuột hoang.
- Vai trò của gen hệ thống B: vai trò của gen B là sinh ra lông màu đen, vai trò của alen b là sinh ra lông màu nâu, B trội át b. Cụ thể là gen B kết hợp với gen A (sinh ra lông màu chuột hoang) (AABB hoặc AaBb), sẽ sinh ra các loại màu lông đen–đen nhạt–đen. Thỏ có kiểu hình gen này, nhìn bề ngoài sẽ thấy có màu hơi vàng. Nếu gen b kết hợp với gen A (AAbb hoặc Aabb), sẽ sinh ra loại hình lông nâu–vàng–nâu, thỏ có kiểu hình gen này sẽ có màu vàng nâu.
- Vai trò của gen hệ thống C: trong hệ thống gen có ảnh hưởng đến màu lông, số lượng alen trong hệ thống C là nhiều nhất, gồm 6 alen C, cch3, cch3, cch1, cH và c. Trong đó, ngoài gen C có vai trò làm cho toàn bộ màu lông chuyển thành màu đậm (thông thường là màu đen), 5 alen khác hoặc ít hoặc nhiều đều có tác dụng làm giảm sắc tố. Còn c là gen màu trắng, có thể hạn chế sự xuất hiện của sắc tố màu trên cơ thể. Thỏ có kiểu hình gen cc, không chỉ toàn bộ lông màu trắng mà ngay cả nhãn cầu cũng mất đi sắc tố. Do màu huyết quản đáy mắt, làm nhãn cầu có màu đỏ nhạt. Gen c khi đồng hợp có thể ức chế vai trò gen màu trên điểm gen khác, tức tồn tại tính lặn, còn cH là gen trắng thỏ Himalaya, có thể hạn chế sắc tố trên một số bộ phận cơ thể. 
  - Các gen cch3, cch3, cch1 đều là gen màu của thỏ Chinchilla, nhưng khả năng ứng chế màu vàng và màu đen của chúng cũng có sự khác biệt. gen cch3sinh màu xanh tím, gen này có thể loại bỏ phần màu vàng trên lông, biến màu nó thành màu trắng. Thế nên, lông thỏ màu xanh tím tiêu chuẩn phần gốc có một dải màu xanh rất rộng. Thỏ Chinchilla tiêu chuẩn Mỹ và thỏ Chinchilla loại lớn đều mang gen cch3.
  - Gen cch2 không chỉ có tác dụng làm mất đi màu vàng, mà còn có thể làm màu đen nhạt đi. Dưới tác dụng của gen cch2, màu lông thỏ nhạt hơn màu lông thỏ Chinchilla. Gen cch1 không có tác dụng làm mất đi màu vàng, nhưng gen này có thể làm màu đen nhạt đi, tác dụng này của nó còn mạnh hơn cch2. Dưới tác dụng của gen cch1, toàn bộ màu lông thỏ trở nên nhạt nhất, vì thế nên được gọi là chinchilla nhạt.

Trong hệ thống màu lông còn có một loại màu lông báo châu Mỹ, thuộc màu cơ bản của thỏ nhà, nhưng hai bên cơ thể và phần đùi đều có màu nhạt. Về sự hình thành của màu lông này, trong hệ thống này còn có gen cm, màu lông báo đen được quy định bởi loại gen này, cũng có thông tin rằng, khi gen cch1 kết hợp với gen màu khác lông chuột a (aacch1cch1), sẽ sinh ra màu lông đen của báo. Quan hệ tính trội lặn của gen trong hệ thống C là: C> cch3>cch2>cch1>cH>c. Tuy nhiên, cch1đều trội không hoàn toàn đối với cH và c.
- Vai trò của gen trong hệ thống D: alen quy định màu lông trong hệ thống D là D và d, gen D trội át d, tác dụng của gen d là làm nhạt sắc tổ. gen d khi kết hợp với một số gen khác hoặc làm màu đen nhạt đi thành màu xám xanh hoặc làm màu vàng nhạt đi thành màu sữa, hoặc làm màu nâu nhạt đi thành tím nhạt, khi gen d đồng hợp với gen a (aadd), sẽ sinh ra thỏ màu xanh (các giống thỏ lam). Trên thế giới mọi loài thỏ có lông màu xanh đều có mang kiểu hình gen dd, như thỏ xanh Mỹ, thỏ Anggora của Anh và Pháp.

### Màu lôngchó

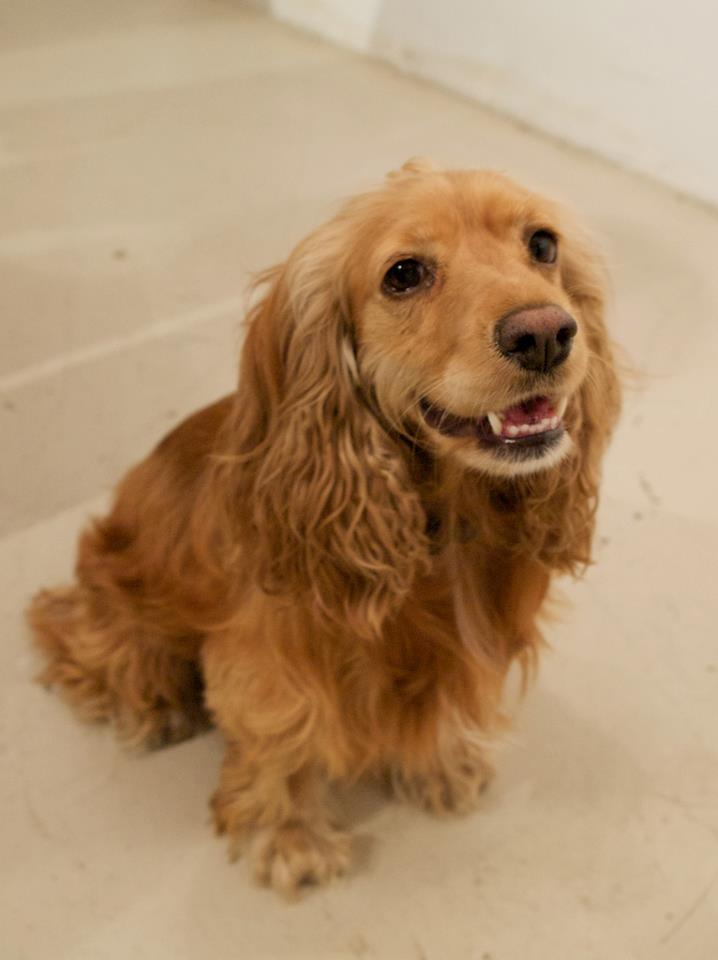
Một con Spanhơn Anh (English Cocker Spaniel) những con lông đỏ thường đanh đá và hung dữ hơn

Các giống chó nhà có sự đa dạng về màu lông do sự chọn lọc đặc biệt của con người. Có thể đoán biết được tính cách của một con cún dựa trên màu lông của nó, ít nhất là với giống chó cốc lông mượt, tai cụp của Anh (English Cocker Spaniel) hay còn gọi là Spaniel Anh, những con lông đỏ vàng có hành vi hung hăng, dữ tợn nhất. Chó lông màu đen có mức độ hung bạo thứ hai trong khi con nhiều màu (lông trắng với các đốm màu) thì lành tính hơn. Màu lông cũng liên quan tới tính cách của giống chó biết nhặt vật về cho chủ (retriver), với giống này, con hung dữ nhất có lông màu vàng, tiếp đến là lông đen và hiền lành nhất là con lông màu chocolate.
Mối liên quan giữa màu lông và tính cách bắt nguồn từ sự hình thành mã gene xảy ra ở giai đoạn đầu đời của con vật, mối liên quan xuất phát từ thực tế rằng lớp ngoại bì (một trong 3 lớp tế bào phôi chủ đạo) là nơi da và hệ thần kinh trung ương khởi nguồn từ trong phôi. Trong rất nhiều trường hợp, những con chó lông vàng phản đối sự làm quen của con người và thậm chí còn tìm cách cắn lại, trong khi nhóm lông nhiều màu thì thường vẫy đuôi và thích thú khi được chú ý đến. Tuy rằng gene tạo nên màu lông và quyết định một phần tính cách ở chó nhưng chó được nuôi dạy như thế nào đóng vai trò lớn nhất trong hành vi của chúng.

### Màu lôngmèo
Mèo có bộ lông gồm ba nhóm màu chính: vàng, đen, nâu, nếu tính luôn các sắc điệu của mỗi nhóm màu thì có thể liệt kê thành đỏ, đen, nâu, nâu sôcôla, kem, nâu vàng quế và tam thể. Sự sắp xếp và hình dáng các mảng màu thường là bất đối xứng. Kích thước các mảng màu cũng khác nhau tùy cá thể, từ những đốm màu nhỏ cho đến những mảng màu rất lớn. Thậm chí, có những cá thể mèo đồi mồi mang hệ thống các mảng màu hình vằn giống như mèo khoang hoặc có sự sắp xếp mảng màu như colorpoint. Thông thường, mèo có tổng diện tích mảng màu trắng càng lớn thì kích thước mỗi mảng màu cũng càng lớn và càng phân biệt rõ ràng. Một số gien trong bộ máy di truyền quy định về việc pha loãng các màu lông này và có thể khiến bộ lông mang các màu trung gian giữa ba nhóm chính như xanh, tím hoa cà, kem hay nâu vàng. Thông thường, trên bộ lông mèo có một đường phân cách chạy dài từ đỉnh đầu xuống mũi, chia đôi bộ mặt thành hai nửa: một nửa màu đen và một nửa màu nâu vàng.

### Lônghổ

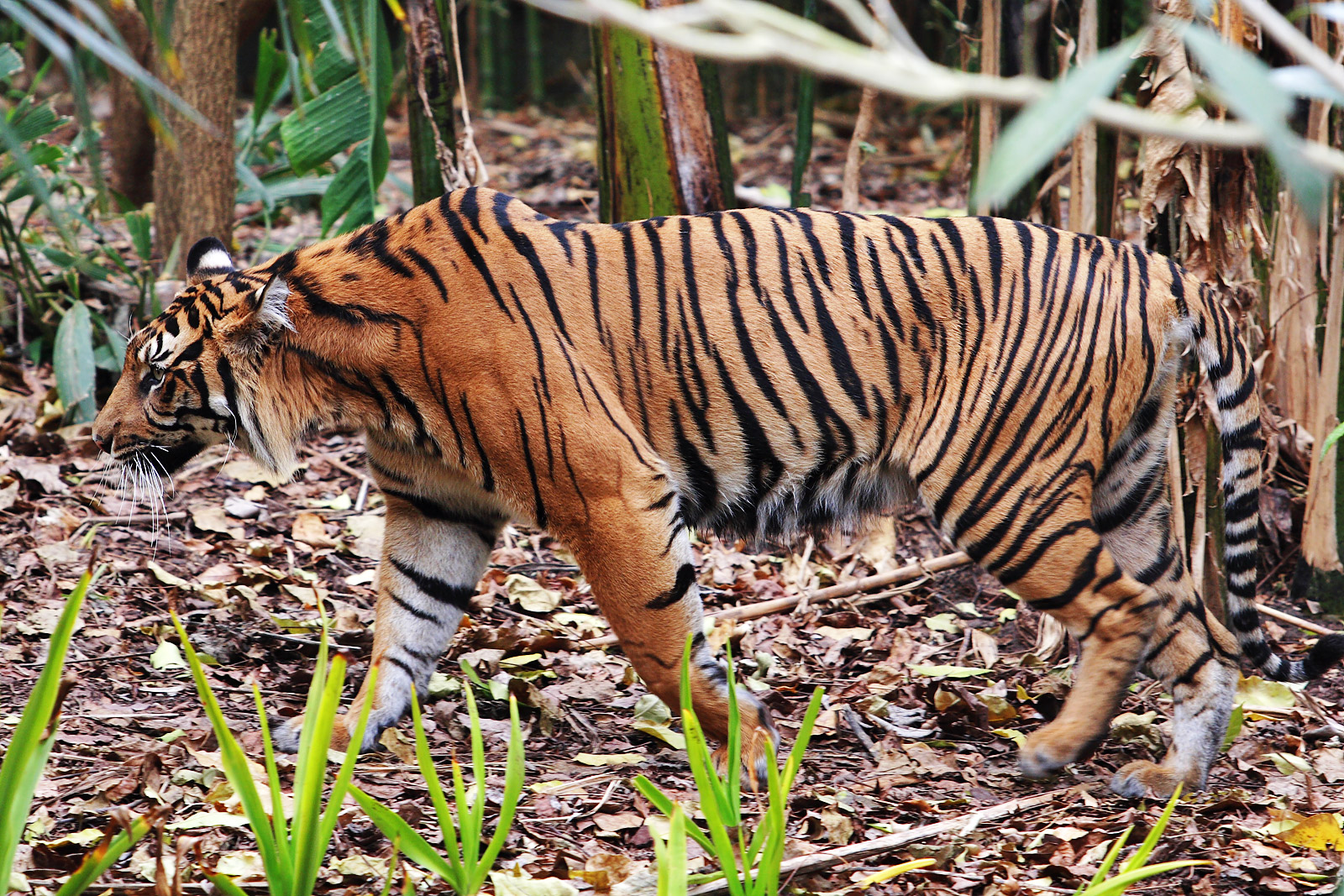
Một con hổ với các sọc vằn vện hòa lẫn với ngoại cảnh, phục vụ cho mục đích âm thầm tiếp cận để vồ mồi

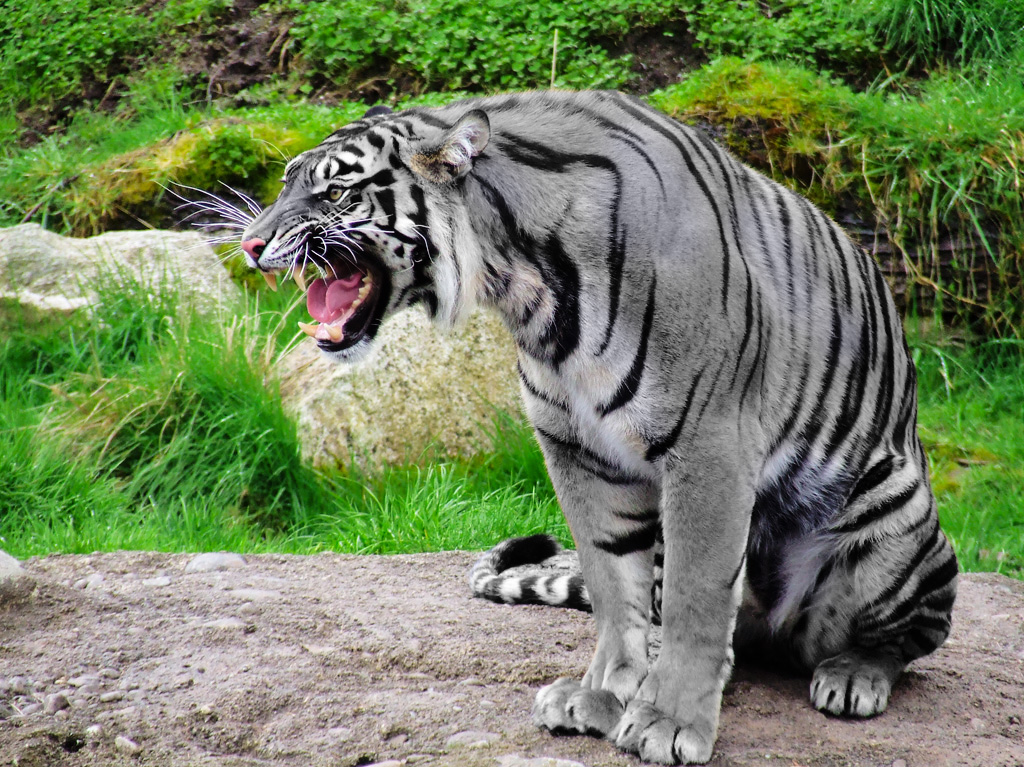
Một con hùm xám

Loài hổ nổi bật với bộ lông có xen lẫn sọc màu vằn vện để hòa lẫn với môi trường và tạo ra dáng vẻ uyển chuyển cho chúng, kể cả khi cạo sạch lông của chúng thì những vằn vện trên cơ thể vẫn còn trên da hổ. Mỗi con hổ có một kiểu sọc vằn riêng, giống như dấu vân tay ở người, những vết sọc giúp chúng ngụy trang tốt trong các đám cỏ và cây bụi thấp, còn những đốm trắng ở mặt sau của tai hổ là dấu hiệu chỉ dẫn để hổ con có thể bám theo mẹ. Bộ lông chúng rất quý và giá trị (cọp chết để da) do đó chúng bị săn bắt để lấy da và các sản phẩm khác.
Màu của chúng có thể là bất kỳ màu nào trong khoảng từ vàng đến đỏ-da cam, với những khu vực màu trắng trên ngực, cổ, cũng như phần bên trong của chân. Một vài biến thể về màu sắc của hổ được ghi nhận như:
- Hổ trắng (Bạch hổ) Một biến thể gen lặn phổ biến, có thể xuất hiện với sự tổ hợp phù hợp của bố mẹ chúng, chúng không phải là những con thú bạch tạng, hồ trắng là nòi phổ biến ở phân loài hổ Bengal.

Những con hổ có màu trắng do biến thể sắc tố da hiếm của hổ Bengal. Quan niệm sai lầm phổ biến là hổ trắng bị bạch tạng vì hổ trắng vẫn sản xuất sắc tố melanin và đó chỉ là biến thể kiểu hình tự nhiên, một biến thể di truyền trội trong số lượng hổ Bengal.
- Hổ vàng hay hổ khoang vàng (hoàng hổ), hổ khoang chúng có màu vàng nhưng nhạt hơn màu của hổ bình thường, và các vằn là màu nâu. Biến thể về màu sắc này rất hiếm, chỉ có một nhóm nhỏ hổ khoang vàng tồn tại và đều trong tình trạng bị giam cầm (hiện có khoảng 30 con hổ khoang vàng được nuôi dưỡng tại các vườn thú trên toàn thế giới).
- Hổ đen hay hổ nhiễm hắc tố hay hắc hổ cũng được thông báo là có, nhưng chưa có các mẫu sống kiểm chứng.
- Hổ xám hay hùm xám, hổ lam (Thanh hổ): Trong các tài liệu có nhắc đến hổ lam, thực ra là có tông màu xám bạc, mặc dù chưa có chứng cứ thật đáng tin cậy. Trong truyền thuyết Việt Nam thì chúng là những cá thể hổ dữ tợn và nguy hiểm.

Các vằn của phần lớn các nòi hổ dao động trong khoảng nâu xám tới đen thuần, mặc dù hổ trắng có rất ít các vằn. Hình dạng và mật độ các vằn thay đổi theo từng nòi, nhưng phần lớn các nòi đều có trên 100 vằn. Hổ Java nay đã tuyệt chủng có thể có nhiều hơn. Các mẫu vằn là duy nhất cho từng cá thể, và vì thế có thể sử dụng để xác định từng cá thể giống như mẫu vân tay ở người. Tuy nhiên điều này không phải là phương pháp được ưa thích để xác định, vì sự khó khăn trong việc ghi chép các mẫu vằn của hổ hoang dã. Mục đích của các vằn có lẽ là để ngụy trang, giúp chúng coi là ẩn đối với các con mồi (có rất ít các loài thú có cảm giác màu như con người, vì thế màu sắc chưa hẳn đã là vấn đề quan trọng như người ta vẫn nghĩ).

### Gấu trúc lớn

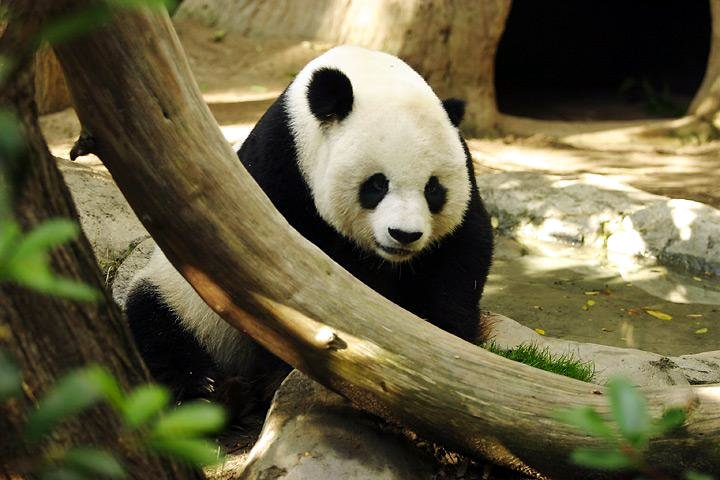
Gấu trúc với lông hai màu

Gấu trúc lớn (Ailuropoda melanoleuca) có lông màu đen và màu trắng đặc trưng giúp chúng ngụy trang trong môi trường sống và giao tiếp với nhau. Phần lông màu đen giúp chúng ẩn mình trong bóng râm. Màu lông gấu trúc cũng được sử dụng trong giao tiếp. Đôi tai màu đen của gấu trúc tạo ra cảm giác hung dữ, nhằm đe dọa những kẻ săn mồi. Các mảng màu đen quanh mắt có thể giúp chúng nhận ra nhau hoặc là tín hiệu gây hấn đối với đối thủ gấu trúc cạnh tranh.
Bằng việc so sánh những mảng lông màu đen và trắng của gấu trúc với 195 loài động vật ăn thịt khác và 39 phân loài gấu, liên hệ màu sắc lông với những biến đổi sinh thái trong môi trường và hành vi con vật để xác định chức năng của chúng, phần lông màu trắng ở trên mặt, cổ, bụng và mông của gấu trúc giúp chúng che giấu cơ thể trong môi trường sống đầy tuyết.

## Màu lôngchim

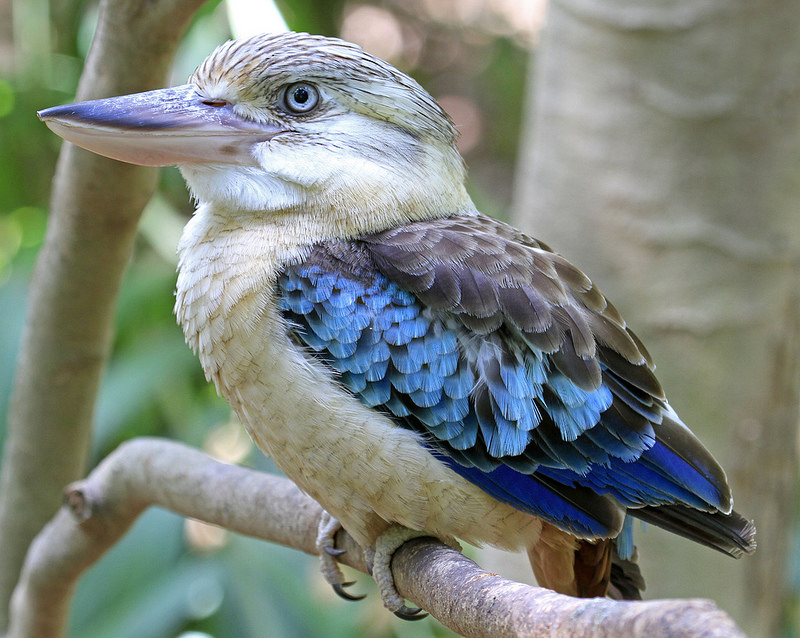
Một con chim có màu trắng xanh

Điểm nổi bật của loài chim chính là màu sắc của chúng. Màu sắc của các loài chim vừa là những đặc trưng và cũng là những đặc điểm nhận dạng riêng của chúng. Có một số loài chim màu sắc lông đẹp rực rỡ như một lá cờ hay bông hoa, một số khác mang màu lông u tối lẫn với bối cảnh xung quanh. Những loài chim có màu sắc lông sặc sỡ phần lớn thời gian sống trên cành cây, thường bay lượn không trung hoặc trên mặt nước, còn các loài chim có màu sắc lông u tối phần lớn thời gian sống trên mặt đất hoặc gần mặt đất. Màu lông nửa trên của thân chim thường thẫm màu hơn màu lông nửa dưới thân.
Màu sắc của lông chim có tác dụng bảo vệ làm cho chim không dễ bị kẻ thù phát hiện, đó gọi là màu sắc bảo vệ, như màu sắc của con cò nâu hòa hợp với môi trường sinh sống của nó là cỏ trong ao đầm. Màu sắc lông của con cò lửa thì giống như lá rụng. Các loài chim mái thì màu ít sặc sở hơn so với chim trống vì chim mái cần phải nằm trong ổ để ấp trứng nên thiên nhiên đã cho chim mái có màu sắc u tối hơn để tránh con mắt của kẻ thù tốt hơn, còn màu sắc lông chim trống sặc sỡ hơn còn vì một lý do khác nữa, đó là vì trong mùa sinh sản, chim đực phải hấp dẫn chim mái.
Phần lớn các loài chim Thiên đường được tìm thấy tại khu rừng rậm nhiệt đới tại đảo New Guinea và các đảo lân cận, một số loài thì sinh sống trên đảo Moluccas của Indonesia, và phía Đông Australia chúng có màu lông sặc sỡ. Màu lông của hồng hạc thay đổi tuỳ theo loài, từ hồng phai cho tới đỏ thẫm hoặc đỏ son, còn loài chim công là vua sắc đẹp trong thế giới loài chim. Mắt chim phân biệt được nhiều màu sắc hơn mắt người, Vỏ trứng có chứa sắc tố protroporfirin và biliverdin, khiến vỏ trứng (dù chỉ một màu hay lốm đốm) có sắc độ riêng. Proporfirin làm vỏ trứng có màu nâu nhạt, còn biliverdin làm trứng hơi xanh lơ hoặc xanh lá cây.
Một số loài chim có màu sắc đẹp:

Các loài chim có màu sắc đẹp
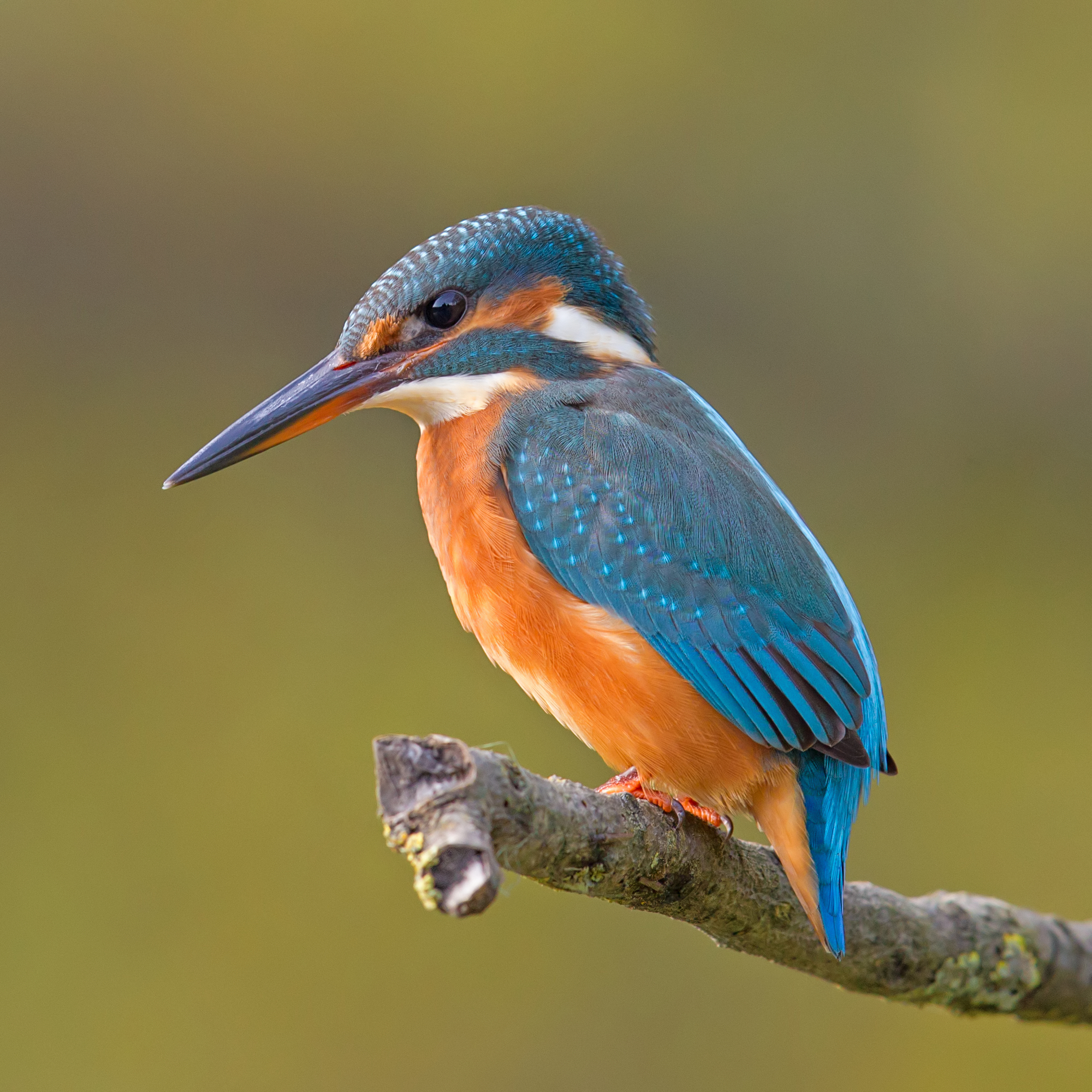
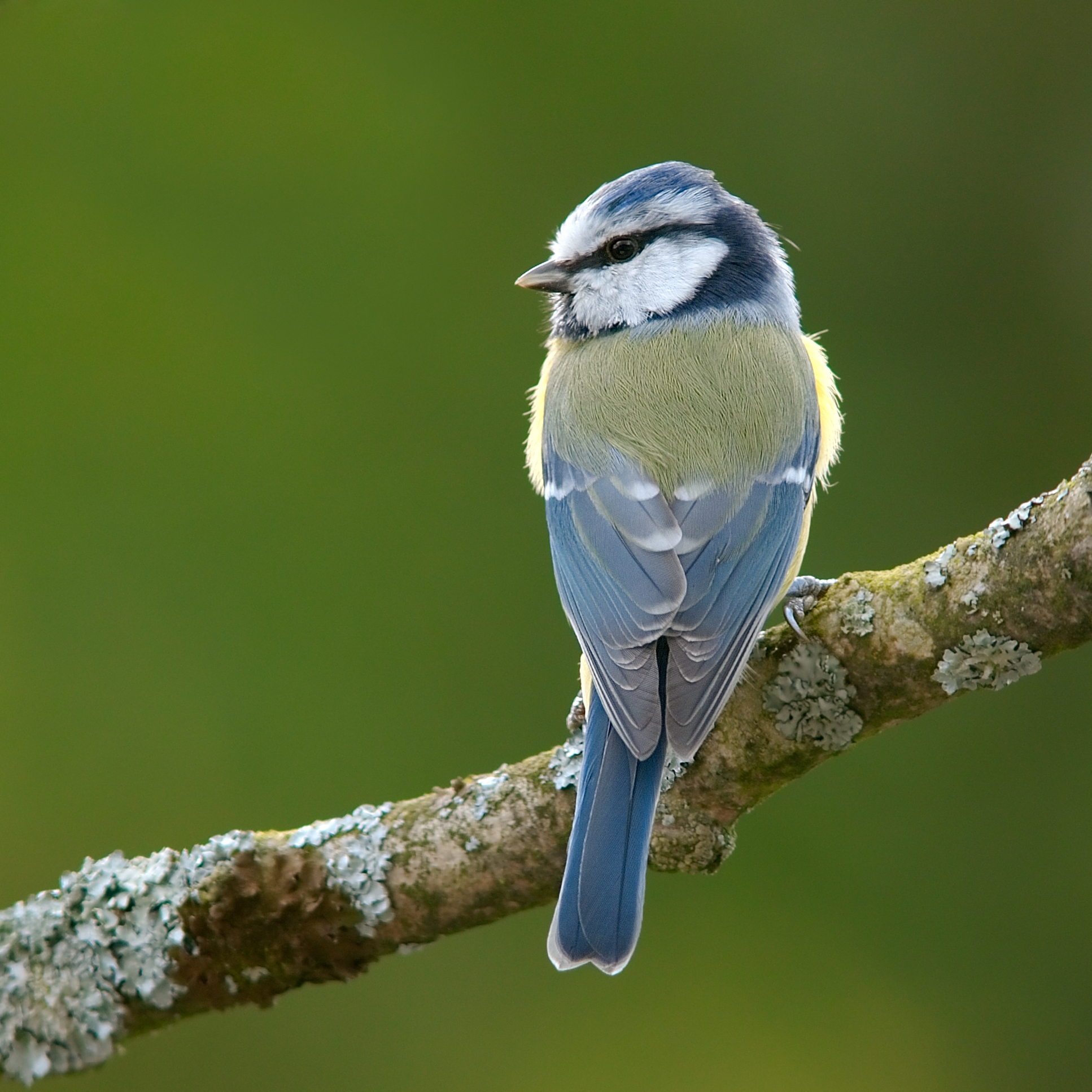
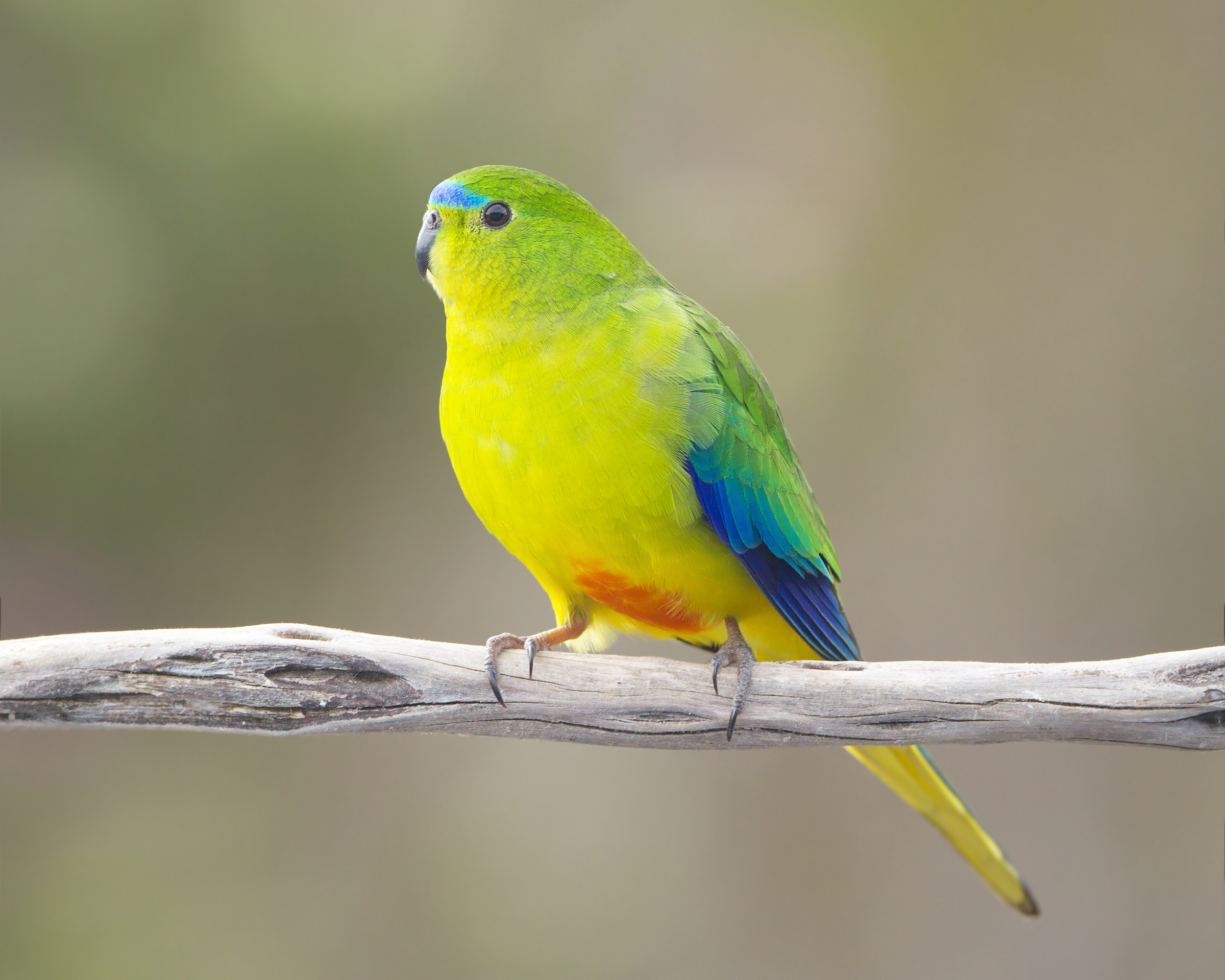
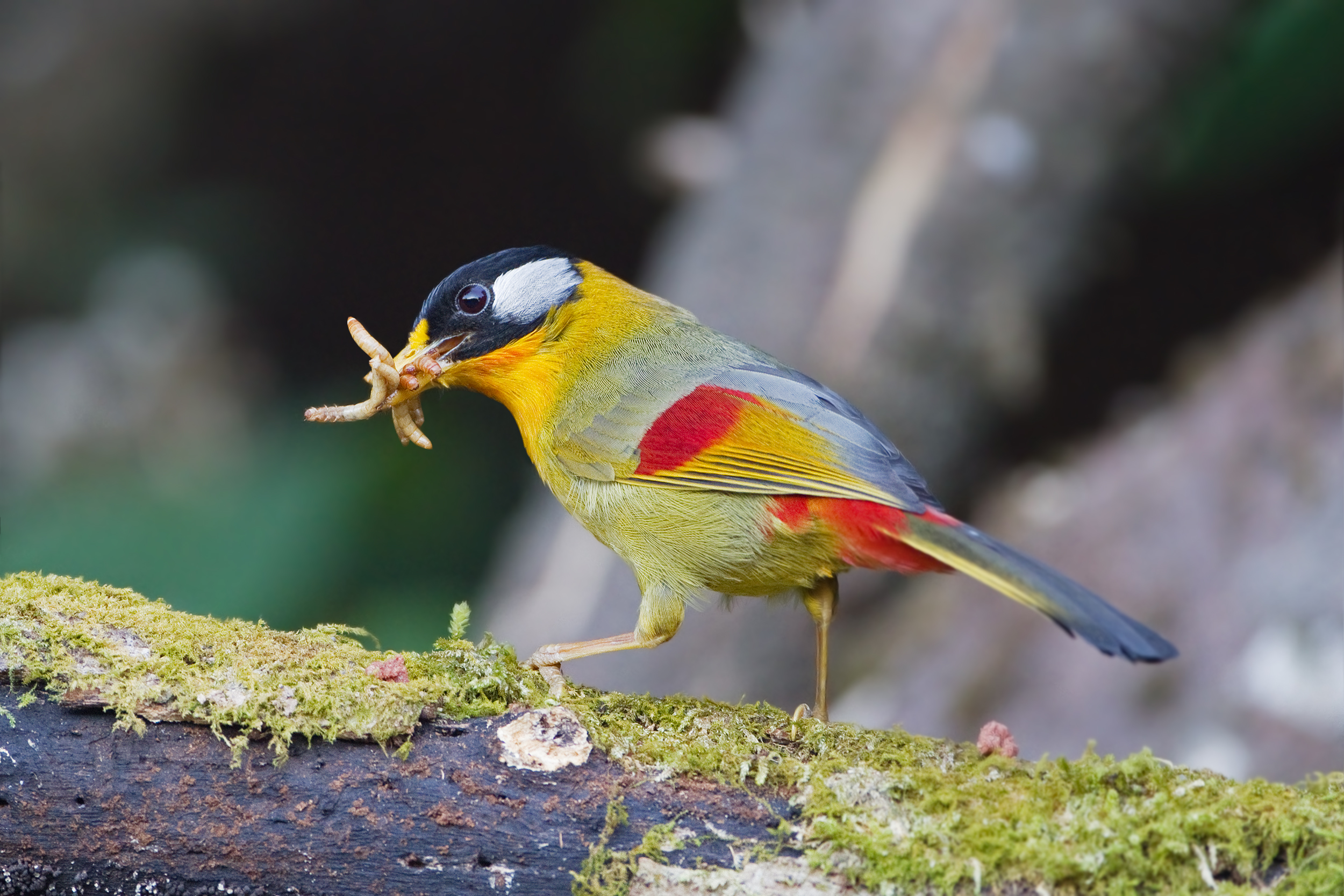
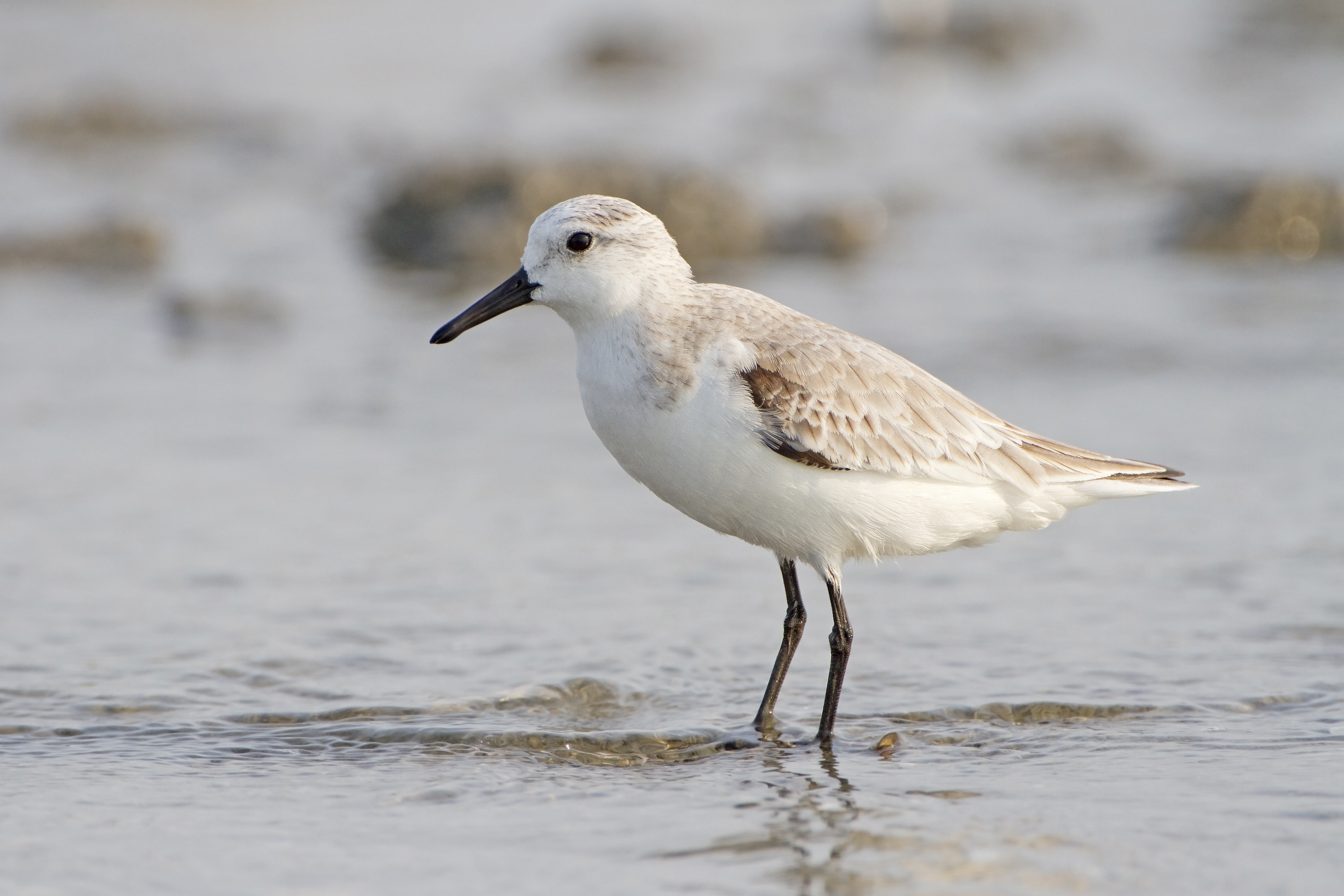
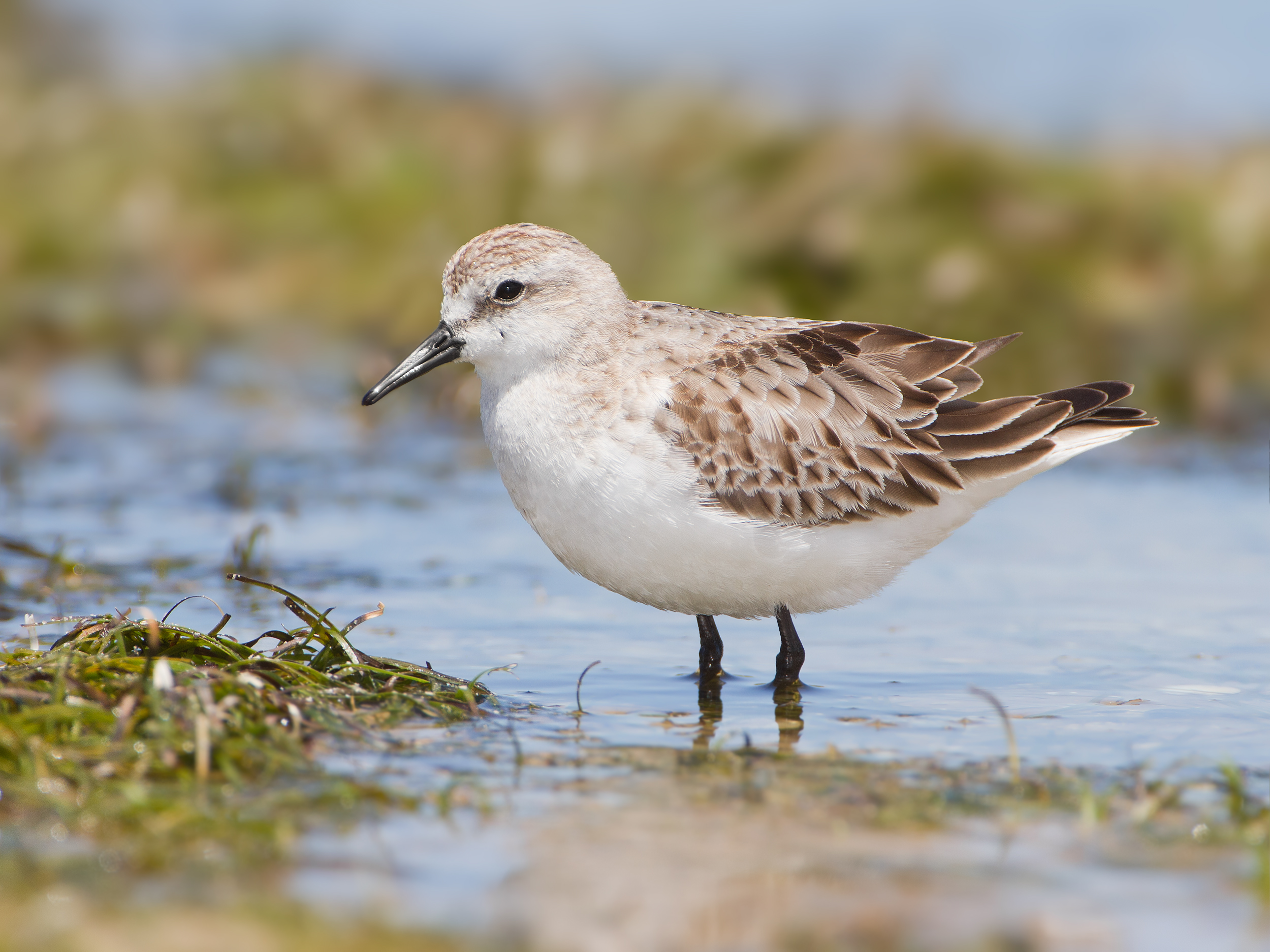
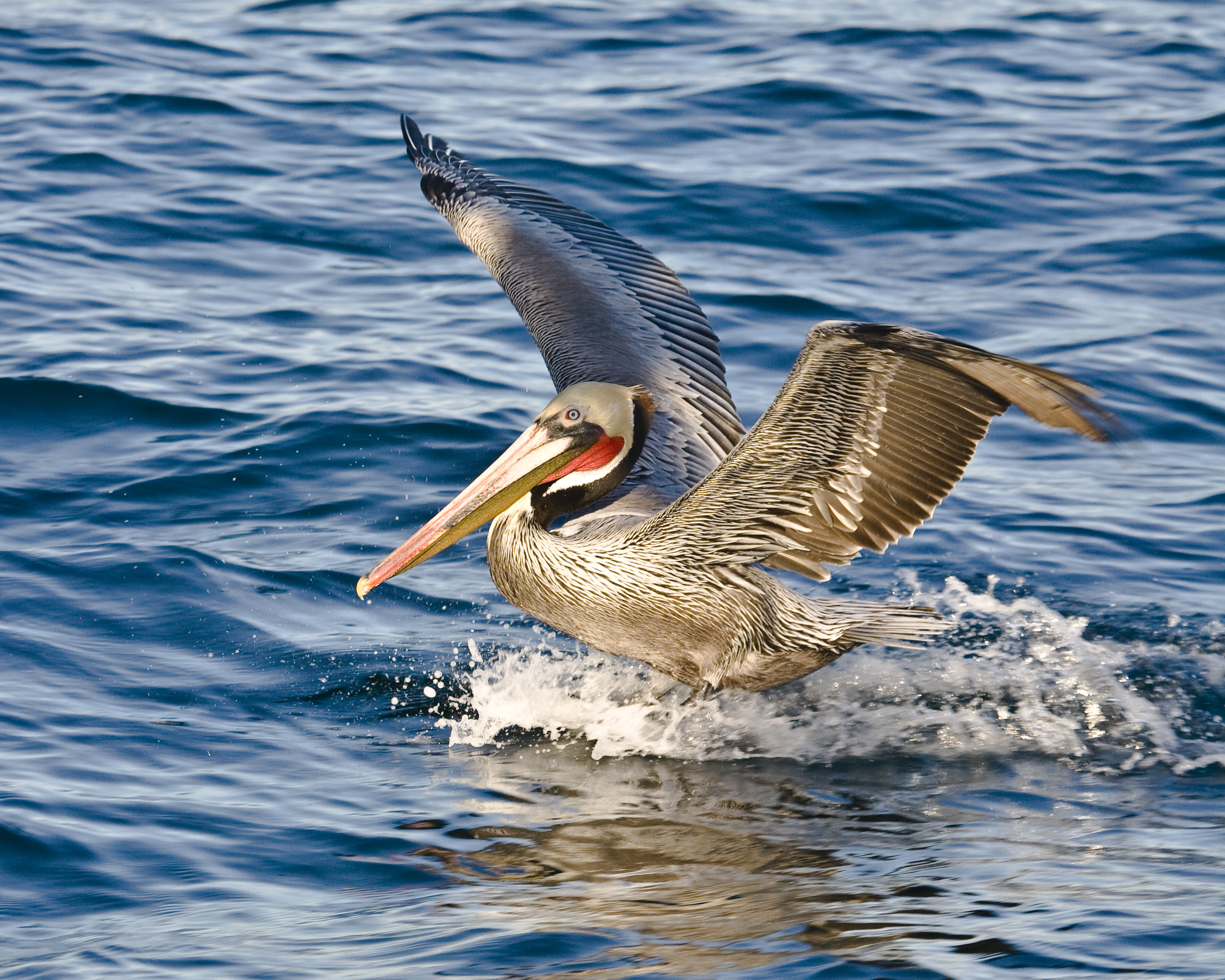
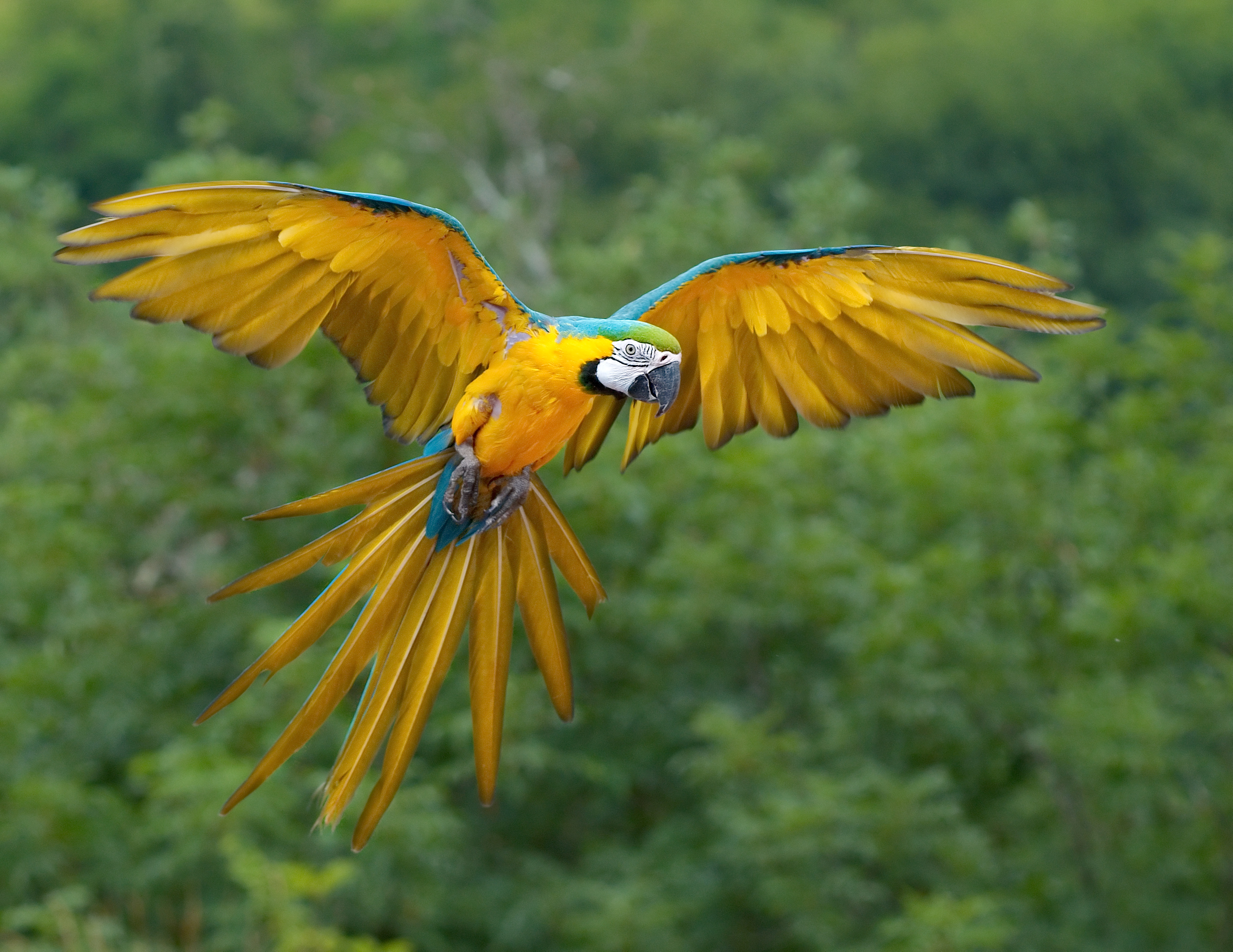
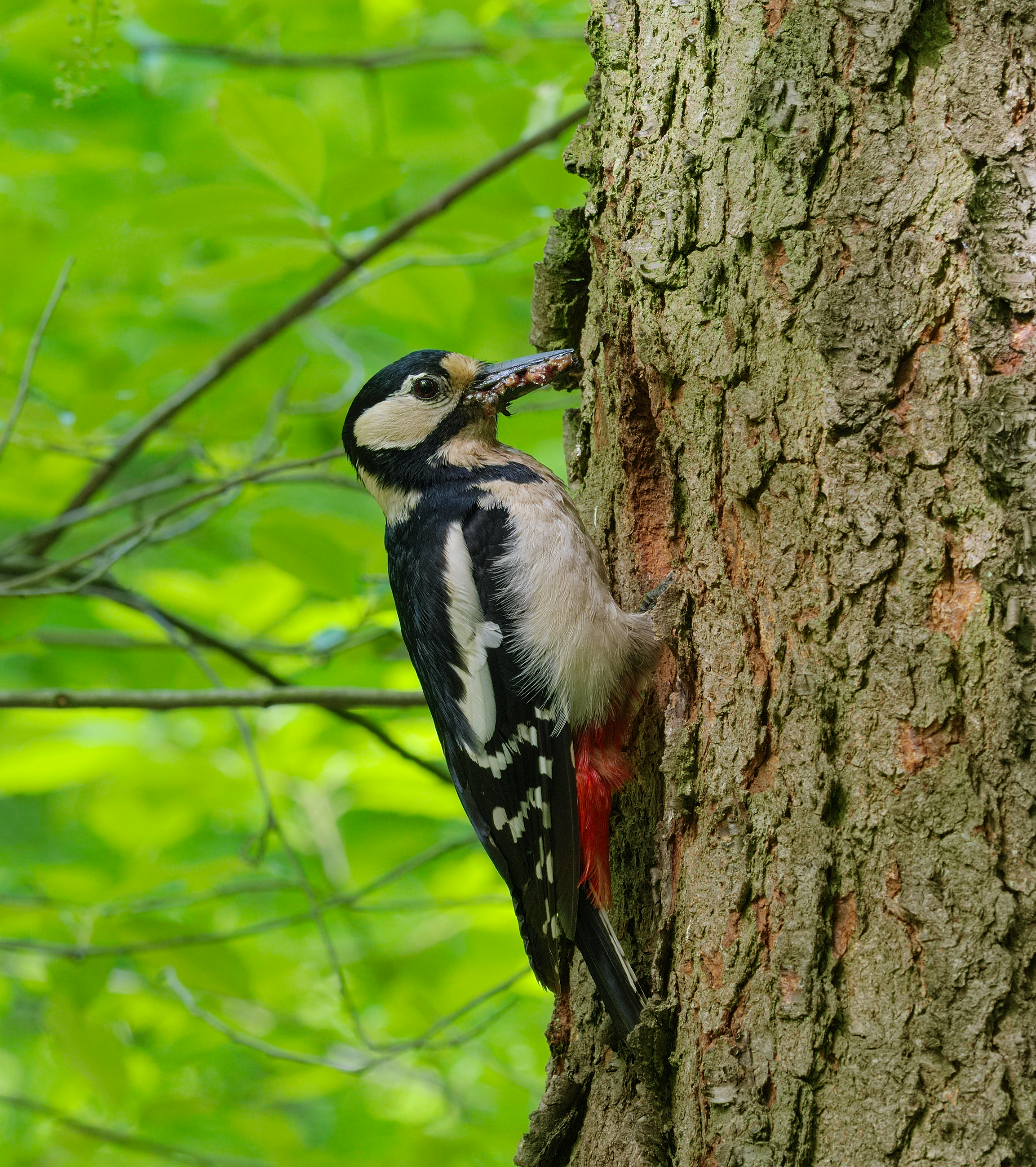
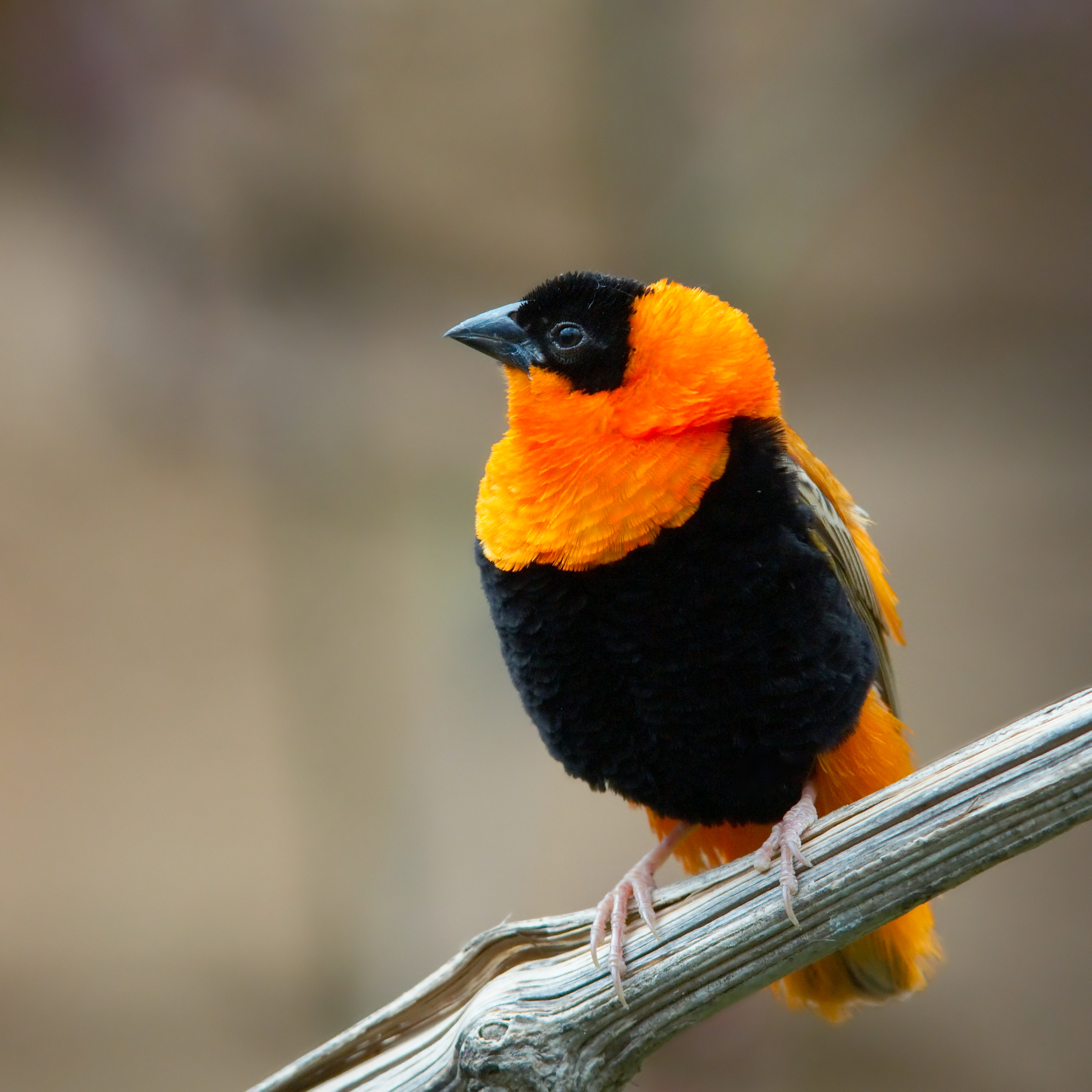
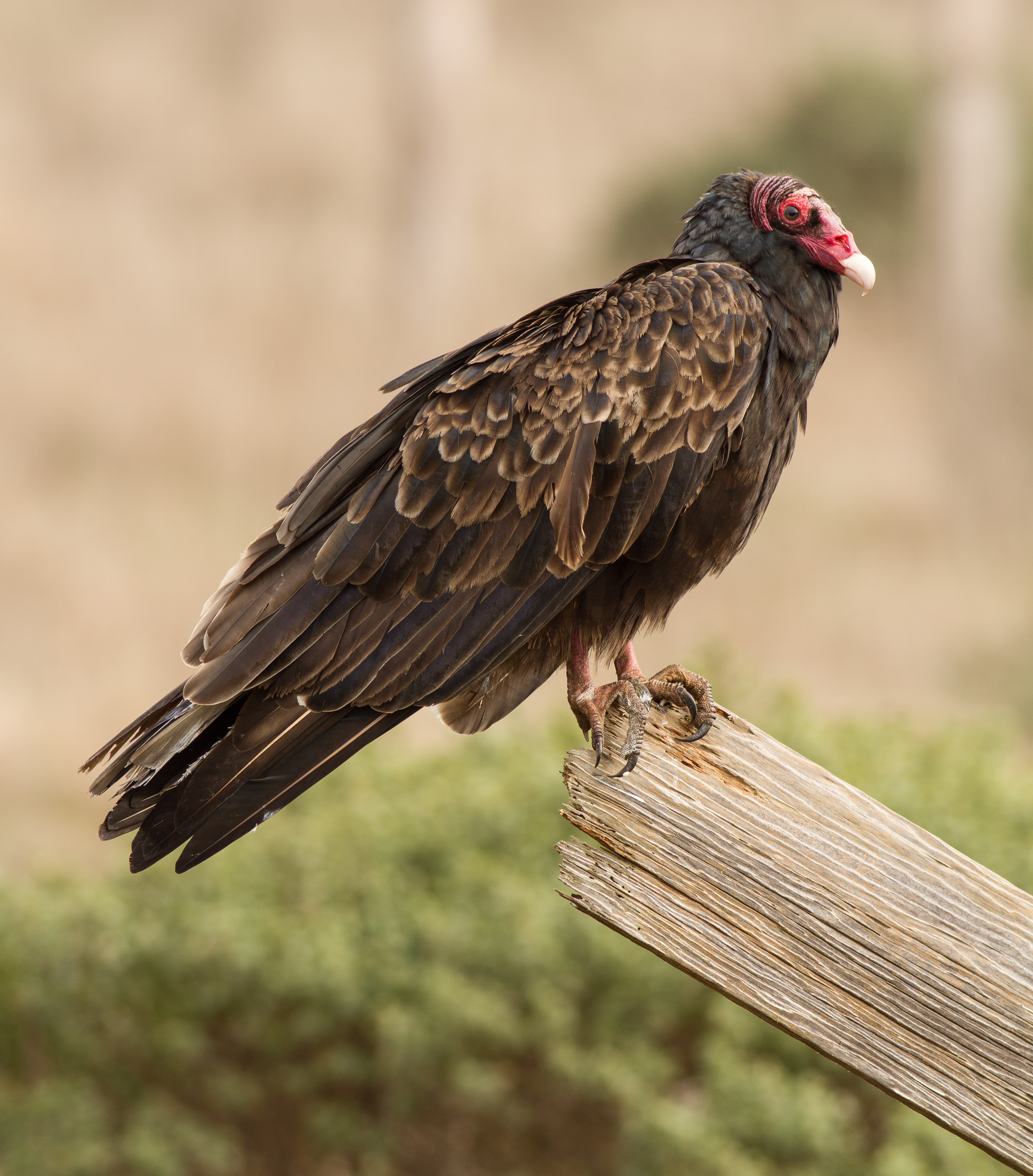

### Màu lônggà

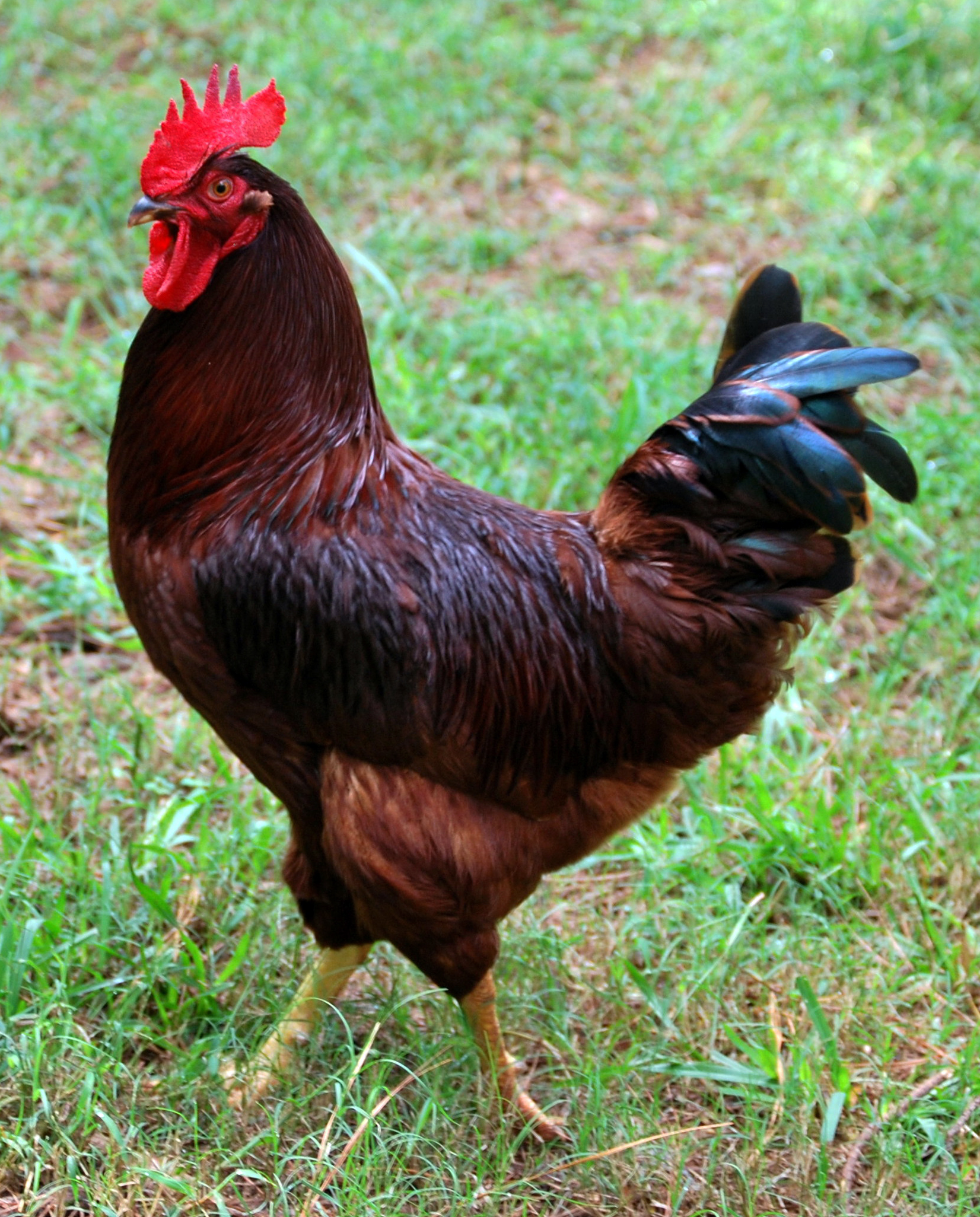
Một con gà trống lông đậm thuộc giống gà Rhode đỏ

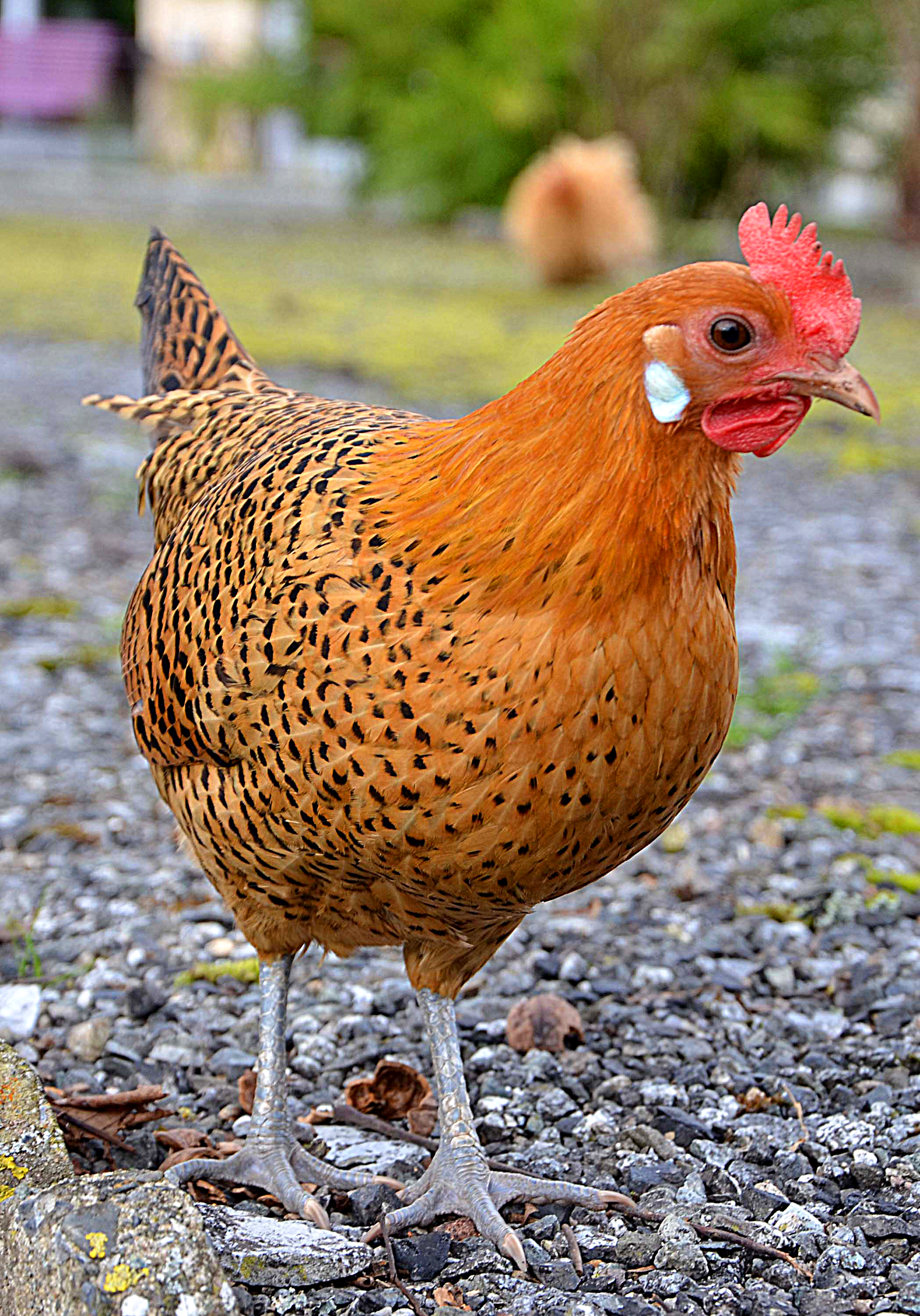
Một con gà mái mơ tơ

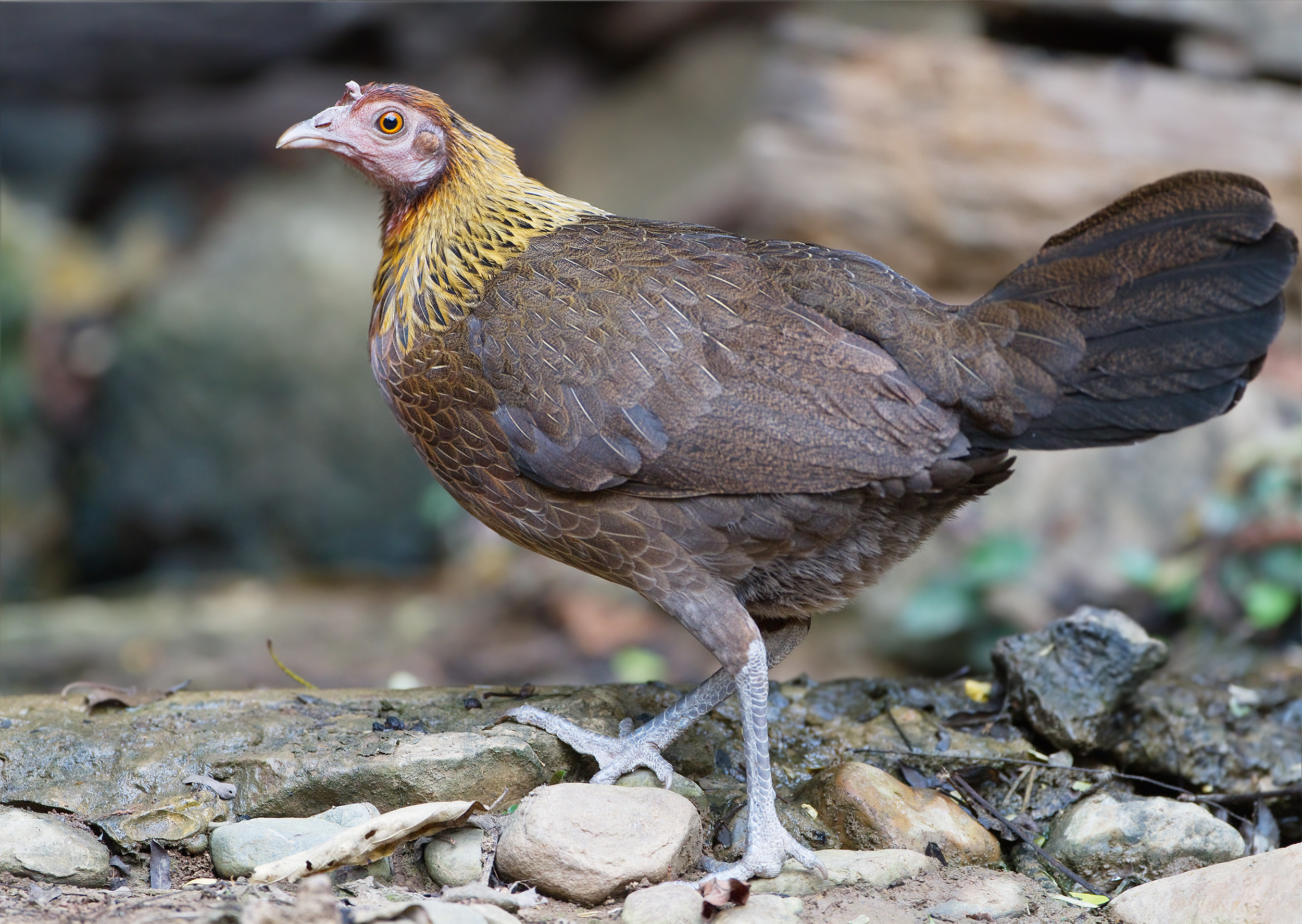
Một con gà có màu lông hạt vừng, đây là màu lông hoang dã và nguyên thủy

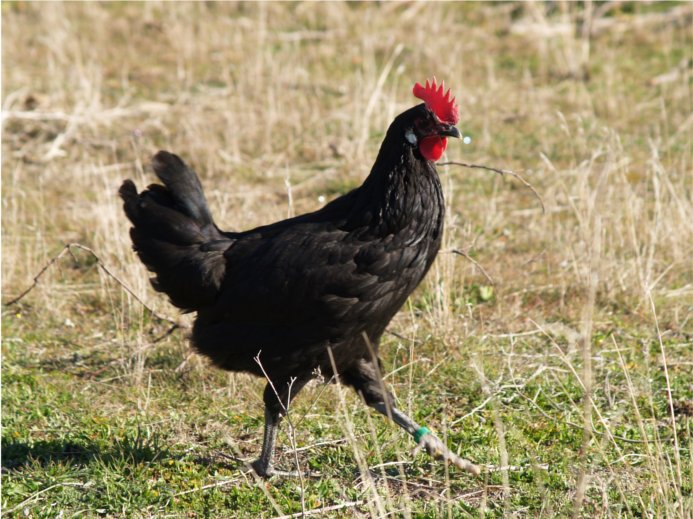
Một con gà lông đen

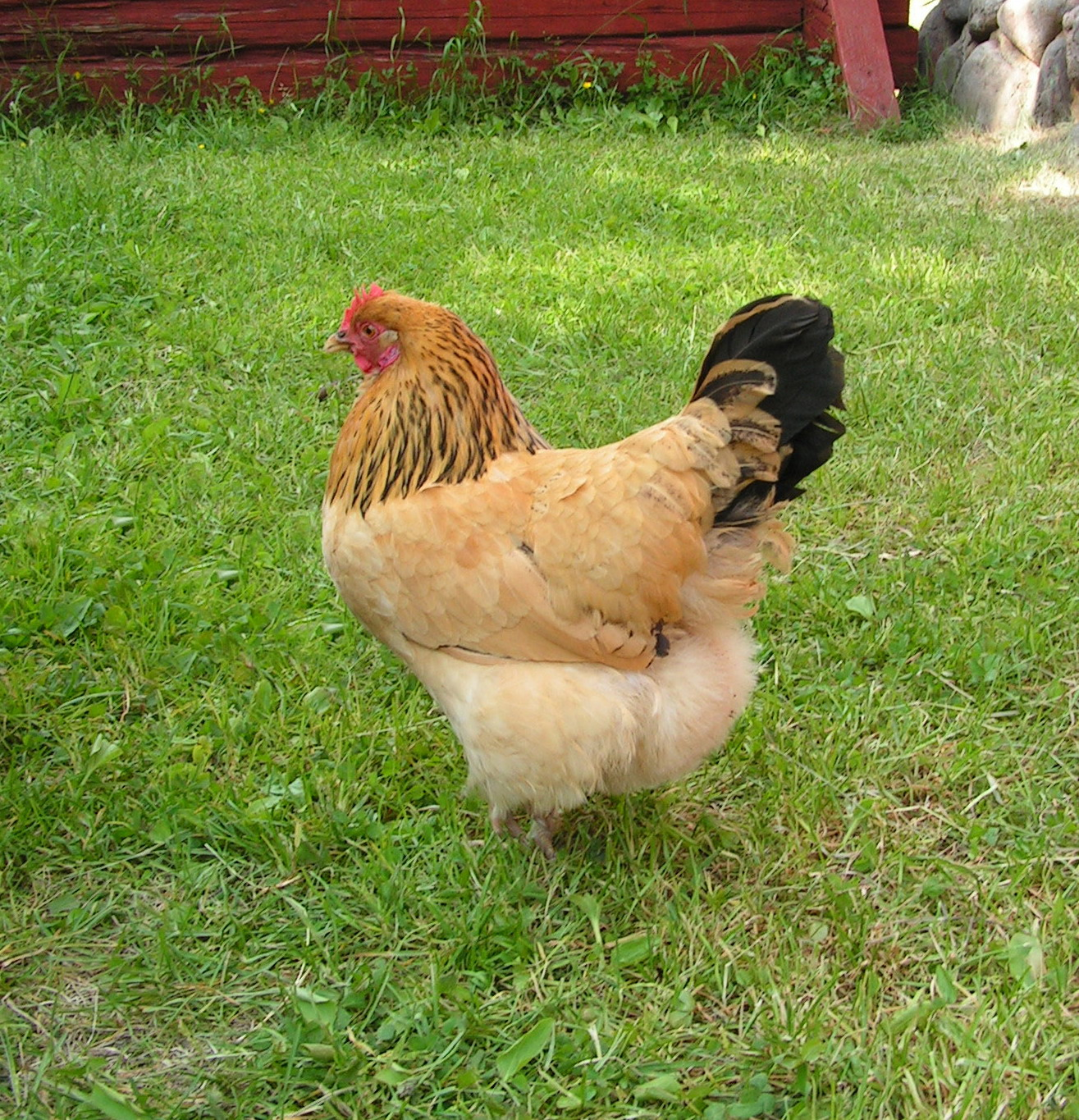
Một con gà lông da bò

Gà nhà có rất nhiều màu lông ở các giống gà khác nhau hay những biến thể trong cùng một giống (nhất là các giống gà kiểng). Gen điều khiển di truyền màu lông, gà có rất nhiều loại, nhưng thông qua phân tích sinh học và tổ chức, màu lông có thể chia thành hai loại lông có màu và lông không màu (gà lông trắng). Trong đó nhân sắc ở lông có màu lại đậm nhạt khác nhau, còn tồn tại các màu từ vàng nhạt đến đen đậm.
Màu lông của các giống gà hiện nay chủ yếu bị điều khiển bởi các gen (ký hiệu): 
- Gen hình thành sắc tố ức chế, ký hiệu là I: quỹ tích gen này có hai alen I và i. Gen I trội đối với gen i. Gen I (trội) đều có vai trò ức chế đối với gen màu lông khác.
- Gen lặn lông trắng, ký hiệu là c và o: alen trội C của gen c là gen sắc tố ban đầu (là gen lặn), alen O của gen o là gen oxidase. Sự hình thành của bất kỳ sắc tố nào đều cần phải có sự tồn tại đồng thời của procyanidin và oxidase. Chỉ khi gen C và gen O cùng tồn tại, lông mới có màu.
- Gen biểu hiện procyanidin, ký hiệu là p: quỹ tích gen này có alen P và p, trong đó, P trội so với p (lặn). Khi gen này ở vào trạng thái đồng hợp lặn pp, có thể phát huy vai trò epistatic lặn đối với CCOO.
- Gen phi bạch tạng, ký hiệu là A: gà lông trắng lặn mang cặp gen bạch tạng lặn (aa), gen C không mang procyanidin, toàn thân sẽ có màu lông và màu da trắng, mắt màu đỏ; nếu cá thể này giao phối với cá thể gà có màu sắc lông sẽ bị mất đi một gen bạch tạng lặn, sẽ thu được gen C procyanidin, thế hệ sau sẽ được gà với lông có màu.
- Gen khuếch tán melamin, ký hiệu là E: quỹ tích gen khuếch tán melamin gồm có 7 alen, đó là các alen E, ewh, e+, ep, es, ebc và ey.
- Gen màu bạc, ký hiệu là S: quỹ tích gen này có 3 alen phức hợp, đó là các alen S, s và sal, gen màu bạc là gen kết nối giới tính. Trong 3 alen, S quyết định màu bạc, s điều khiển màu vàng, sal điều khiển bạch tạng không hoàn chỉnh mà sắc tố hình thành, tính trội và lặn của 3 alen này như sau: S>s> sal.
- Ngoài các gen biểu hiện màu lông nói trên, còn có gen màu nâu (Gr), gen màu vàng (Mb), gen màu nhạt (Di), Gen màu đậm (Cb) và gen màu xám nhạt (Bl).

Di truyền các loại màu lông ở gà có các màu lông cơ bản sau: màu vàng, màu hạt vừng, màu trắng, màu đen và màu đỏ, còn phương thức di truyền của chúng như sau:
- Lông trắng (gà lông trắng): Lông trắng là đặc trưng của gà chuyên trứng màu trắng, cũng là màu lông mong muốn đối với gà hướng thịt. Nguyên nhân do gà thịt lông trắng sau khi làm thịt, xác không còn dấu hiệu của màu lông và sắc tố đen, nhìn đẹp mắt và được người tiêu dùng quan tâm sử dụng. Trong việc gây giống gà hiện nay, gen lông trắng lặn được ứng dụng rộng rãi. Có 5 gen điều khiển lông trắng: 
  - Gen điều khiển hình thành sắc tố (I)
  - Gen procyanidin (C)
  - Gen Oxidase (O)
  - Gen biểu hiện sắc tố (P), gen phi bạch tạng (A).

Kiểu hình gen là IICCOOPPAA, iic-cOOPPAA, iiCCooPPAA, iiCCOOppAA và iiccooPPaa, đều có biểu hiện lông trắng, nhưng phương thức di truyền lông trắng trên khác nhau, ngoài loại đầu tiên là gen trội lông trắng, gen khác đều là gen lặn.
- Lông đen (gà lông đen): kiểu hình gen con vật có lông màu đen là CCOOEE. Trong quá trình sản xuất thường gặp hai loại gà lông trắng giao phối với nhau sẽ tạo ra tỷ lệ gà lông đen nhất định, có thể là kết quả giao phối giữa gà có kiểu gen ccOOEE và gà có kiểu gen CCOOee. Khi gặp trường hợp này, nên bỏ con gà bố mẹ mới có thể sản sinh ra dòng thuần lông trắng lặn.
- Lông vàng: Gen điều khiển màu lông vàng nhẹ là Bu và Bu', BuBu và Bu'Bu' của đồng hợp tử đều có tính trội lấn át các màu sắc khác, khi gen I tồn tại, có thể sẽ lấn át gen C và E, vẫn biểu hiện màu vàng nhạt. Gen Bu và Bu' tồn tại sẽ hiện lê màu vàng nhạt, nhưng màu vàng nhạt lại là gen lặn.
- Màu hạt vừng: có các màu vừng vàng, vừng nâu đỏ và vừng nâu, lông màu hạt vừng của gà thịt chất lượng cao chủ yếu là màu lông hoang dã, màu lông gà trống rất giống với màu đỏ của gà rừng. Gen điều khiển màu lông gà rừng hiện vẫn chưa có nghiên cứu rõ ràng.
- Lông đỏ: lông cánh, lông đuôi và lông chân của gà lông đỏ đều có những điểm đen. Vì thế, gà lông đỏ mang alen lặn của quỹ tích gen E (lấy E biểu hiện, đại diện một trong các gen ewh, e+, ep), kiểu hình gen có thể là CCOOPPee, gà lông đỏ cũng phải mang gen màu đỏ s, màu đỏ trội át màu đen.
- Lông màu vàng bạc: điểm gen màu này là một trong những gen liên kết đã được phát hiện sớm, điểm này có các gen màu bạc S và gen màu vàng s, gen S trội át gen s, nếu mang gà Rốt đỏ, đem lai con bố gà New Hampshire (ZsZs) làm, con mẹ gà lông trắng, gà Sussex, thế hệ con có thể căn cứ màu lông để phân biệt giống, con trống sẽ có lông màu trắng kem, con mái sẽ có lông màu đỏ.

Di truyền và chọn giống màu lông gà thịt chất lượng cao, các nhà chọn giống gà vào mục đích sản xuất thường lai tạo để chọn ra những giống gà có màu lông thuần nhất, hạn chế các biến thể.
- Chọn giống lông vàng: Lông vàng là đặc trưng quan trọng của gà thịt chất lượng cao, nó được quyết định bởi hai quỹ tích gen Bu và Bu', khi Bu và Bu' cùng tồn tại mới có thể biểu hiện lông vàng. Lông vàng trong các giống loại các địa phương của Trung Quốc là sự lựa chọn lâu dài, nên cơ bản đã trở thành đồng hợp tử, kiểu hình gen của nó đều là BuBuBu'Bu'. Để nâng cao sản lượng trứng và sức tăng trưởng của các giống địa phương, trong việc chọn giống gà thịt chất lượng cao, người ta đã thêm vào nó dòng máu khác loài mang gen màu lông khác, mang lại khó khăn cho việc ổn định tính trạng màu vàng.

Tỷ lệ lông trắng ở gà thịt lên đến 10% trở lên, vẫn còn trộn lẫn các màu mà người tiêu dùng không thích, ảnh hưởng đến hiệu quả chăn nuôi. Lông vàng là do tính trạng gen trội điều khiển; Khi Bu và Bu' đồng hợp, trội đối với procyanidin gen C và gen màu đen E. Vì thế nên di truyền ổn định đối với màu vàng, cần bảo đảm thế hệ cha hoặc mẹ là đồng hợp trội, tức là kiểu hình gen BuBuBu'Bu', mỗi một thế hệ cần phải loại bỏ cá thể đồng hợp lặn (biểu hiện là lông trắng), làm tần suất gen lặn giảm đi theo từng thế hệ. Phương pháp này đơn giản dễ làm nhưng tiến triển chậm. Có phương pháp khác là lai thử nghiệm, loại bỏ các cá thể chứa gen BuBu', giữ lại gen BuBuBu'Bu', phương pháp này phức tạp, cần phải làm nhiều bước, nhưng hiệu quả cao và nhanh.
- Đối với lông hạt vừng: lông màu hạt vừng cũng là một đặc trưng màu lông quan trọng khác của gà thịt chất lượng cao, màu lông này có thể được quyết định bởi các alen trội của gen E: ewh,e+, ep, es, ebc, vì thế tính tương đối ổn định của nó dễ hơn đối với lông vàng. Tuy nhiên, màu lông vàng lặn át màu đèn, do vậy gà thịt lông vàng thường có các điểm lông đen xuất hiện ở chân, cánh và đuôi, gà màu lông hạt vừng cũng thường chia thành gà lông vàng, muốn cắt bỏ màu vàng, duy trì tính ổn định lông màu hạt vừng, cần áp dụng phương pháp giống như cắt bỏ lông trắng lặn ở gà lông vàng. Trong gây giống gà thịt chất lượng cao, thường lấy thế hệ tổ tiên hoặc bố mẹ gà lông trắng kết hợp với nhau. Ứng dụng đầu tiên của phương pháp này chính là "Jiang-13" (gà Tam hoàng), nhiều người dùng phương pháp từ Ixrael SK2700, K90, K99, K277.

Màu da của gà chủ yếu là màu trắng và màu vàng, kết quả thử nghiệp lai giống gà da vàng cho kết quả: da trắng và da vàng là do cặp gen của nhiễm sắc thể thường điều khiển, kiểu hình gen của da trắng là WW hoặc Ww, còn da vàng là ww, da trắng trội át da vàng. Ngoài ra còn có một số ít màu da là màu đen, có những loài không chỉ da đen mà cả nội tạng và xương cũng có màu đen. Đây là do tế bào sắc tố đen của sắc tố màu đen phân bố khắp các tổ chức cấu thành cơ thể gà. Vì vậy, mặc dù lớp ngoài tế bào thượng bì hoặc tế bào bên ngoài của cơ quan nội tạng đều không có sắc tố, nhưng do mô dưới có sắc tố tạo nên màu sắc cơ thể gà.
Màu sắc chân và mỏ thì lớp ngoài của chân và mỏ là dẫn xuất của da, chúng có các màu trắng, vàng, đen, chì, xanh lam, xanh lục, xanh phớt, màu vàng và màu đỏ trắng. Chân màu nhạt trội át màu đậm, mặt nhạt có gen ức chế Id, ức chế sự hình thành sắc tố đen lớp da thật, vì thế chân thường có màu vàng, trắng hoặc trắng đỏ, thử nghiệm chính phản giao cho thấy, Id là gen giới tính, gen chân màu nhạt (Id) trội át gen chân màu đậm (id), là cặp gen liên kết giới tính, cũng có thể ứng dụng cho việc nhận biết giới tính gà con. Người Việt Nam không chuộng gà chân chì (gà chân chì mua chi giống ấy).
Màu sắc vỏ trứng gà của gà chủ yếu có hai loại màu trắng và màu nâu, hai màu này thuộc di truyền đa nhân tử. Con lai giữa gà trứng trắng và gà trứng nâu là gà có trứng màu nâu nhạt. Tính di truyền màu nâu của gà trứng nâu khá cao, thường là 0.3. Vì thế, có thể làm đậm màu sắc trứng bằng cách chọn giống, gairm biến dị màu sắc vỏ trứng, đề đáp ứng nhu cầu của người tiêu dùng. Ngoài ra, trứng còn có màu xanh lục, tính trạng này chủ yếu bị điều khiển bởi gen trội G+, hiện đã xác định gen này nằm trên nhiễm sắc thể số 1. Người Việt Nam thường chuộng trứng có vỏ nâu.
Vào đầu thế kỷ 20, lý thuyết di truyền tính trạng chất lượng đã bắt đầu được ứng dụng rộng rãi trong gây giống và sinh sản vật nuôi. Năm 1902, lần đầu nghiên cứu di truyền đối với mào gà, sau đó đến năm 1905 đã chứng minh sự tồn tại của hiệu ứng tương tác trong di truyền hình dạng mào gà, năm 1912, đưa ra lý thuyết di truyền giới tính màu lông gà. Năm 1917, có thông báo kết quả lai giữa gen giới tính màu lông chấm vàng và màu vàng, bạc. Năm 1936, đưa ra sơ đồ nhiễm sắc thể của 7 gen giới tính và 11 gen nhiễm sắc thể thường, đến năm 1949 biên soạn thành bảng tổng hợp gen gà nhà. Năm 1980, đưa ra bảng tổng hợp hoàn chỉnh về gen gà nhà.
Cho đến nay, người ta đã phát hiện điểm gen điều khiển tính trạng chất lượng của gia cầm là trên 250 điểm, phần lớn nằm trên nhiễm sắc thể thường, cũng có một số nằm trên nhiễm sắc thể giới tính. Chúng có vai trò đặc biệt đối với tính trạng màu lông, mài da, hình thể, sinh lý, sinh hóa, miễn dịch, trao đổi chất và chết phôi ở gia cầm. Trung Quốc là một trong những nước có nguồn gà phong phú nhất, mức độ sản xuất cao nhất, lượng thức ăn nhiều nhất trên thế giới, những nghiên cứu có tính ứng dụng rộng rãi nhất, có các đặc điểm như tốc độ sinh trưởng nhanh, tính chống chịu môi trường, chu kỳ ngắn, thị trường sản phẩm rộng lớn, hiệu suất cao.

### Màu lôngvịt

Một con vịt bụng đốm

Ngoại hình là tính trạng chất lượng quan trọng của giống vịt, do sự khác nhau giữa loại hình, giống và giới tính. Nghiên cứu màu lông, đặc trưng hình thể và cơ chế di truyền ở vịt, có ý nghĩa và giá trị ứng dụng quan trọng trong việc cải tiến nguồn gốc giống vịt. Màu lông của vịt lấy trứng vịt hầu hết là màu vừng nâu, màu vừng đen, đốm nâu, còn có số ít là lông màu đen. Màu lông của vịt lấy thịt vịt ngoài màu trắng (vịt Anh Đào, vịt Bạch Tuyết), đốm trắng đen và màu đen của ngan và vịt lai (Mule), những loài vịt khác đều có lông màu trắng, vịt lấy trứng và lấy thịt ngoài vịt trắng Liên Thành, những con khác đều có màu lông giống như vịt lấy trứng.
Di truyền tính trạng chất lượng ở vịt gồm các nội dung di truyền màu sắc của lông vịt được quyết định bởi 24 gen của 11 điểm gen, trong đó gồm có nhiều alen. Mối quan hệ trội lặn của gen điều khiển màu lông là MB>MR>Md. Trong đó, gen MB có thể quyết định màu đen, sắc tố màu đen viền lông cán, nhưng gen MB lại khác với gen khuếch tán sắc tố đen khác. Đối với quy luật di truyền màu lông vịt Kiến Xương thì màu lông vịt Kiến Xương được quyết định bởi gen lặn (e) trên nhiễm sắc thể thường, kiểu hình gen của nó là ee, gen ee át chế gen lặn đối với các gen ở điểm khác và tác động đến việc di truyền tính trạng chất lượng ở vịt.
Giống vịt nhà (vịt sông thuộc loài Anas linnaeus) có đặc tính sinh học và đặc trưng ngoại hình khác với ngan (thuộc họ Cairina). Vịt nhà phần lớn là mỏ trắng và da trắng, do gen trội Y trên nhiễm sắc thể thường quyết định, gen lặn y+, y+ biểu hiện là những màu sắc bình thường, gen màu sắc chân C+, R và E tương tác với nhau. Hình dạng lông được quyết định bởi gen trội không hoàn toàn Cr. Vỏ trứng vịt có các màu trắng (vịt Bắc Kinh và vịt đẻ trứng), màu trắng ngọc (ngan), màu thanh hoặc màu lục (vịt Kim Định) và màu mun (quạ đen mũi trọc). Vịt đẻ trứng khác loài có hình dạng trứng, trọng lượng và màu sắc trứng tương ứng, và có thể di truyền cho thế hệ sau. Trứng vỏ xanh được quy định bởi gen G+ G+, GG là gen quy định màu thường (kiểu hoang dã).

### Màu lôngngan

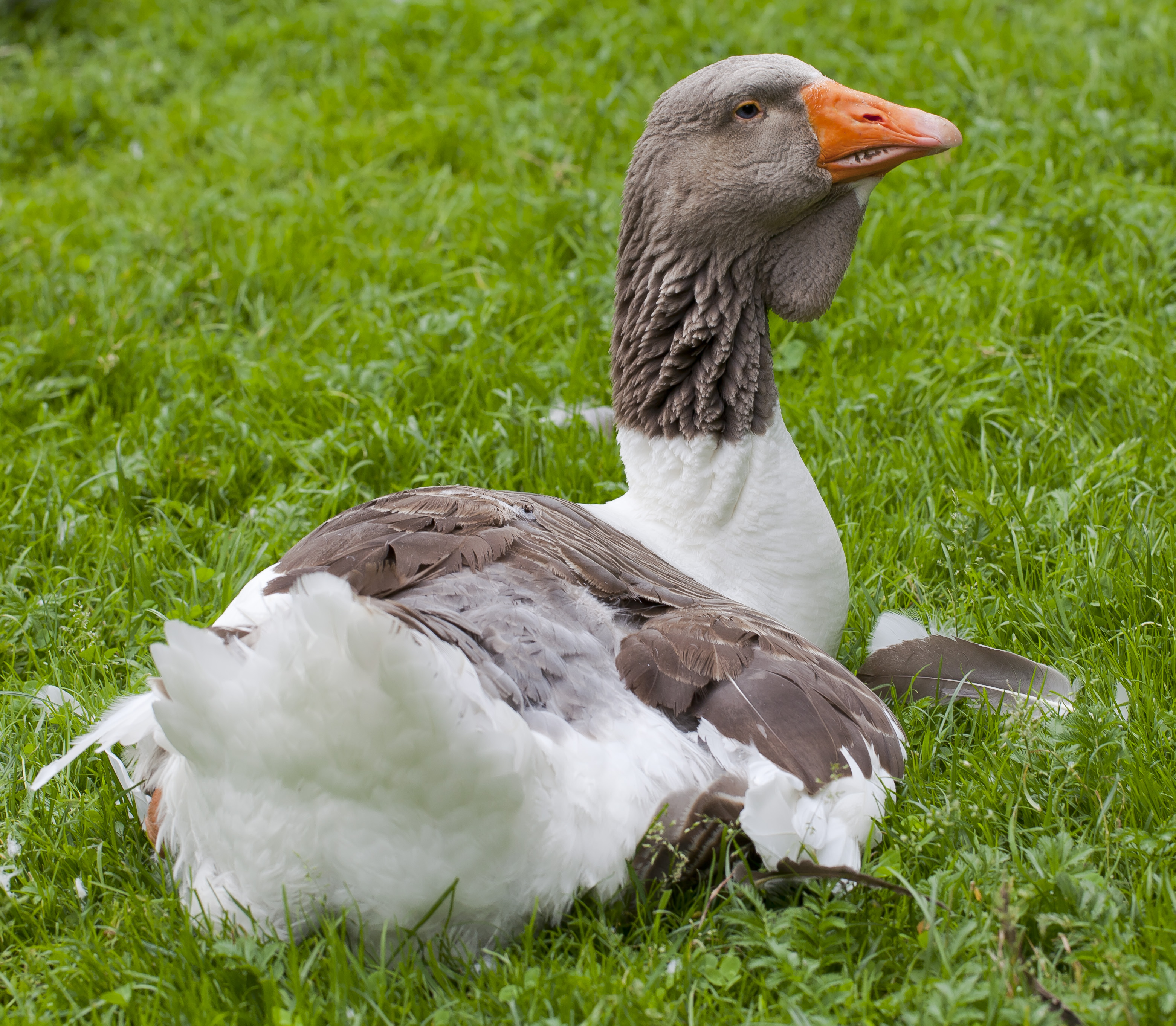
Một con ngan

Ngan cũng là giống có nhiều màu lông. Đến nay đã phát hiện được rằng màu lông ngan có 10 loại biến dị (Hình 4-1), trong đó có ba loại biến dị màu lông có thể quy vào loại khuếch tán, đó là khuếch tán màu lam, khuếch tán màu tím nhạt và khuếch tán màu nâu đậm. Ngan có 3 marker (gen tạo màu) màu lông trắng, trắng toàn bộ, lai, đầu trắng. Năm 1954, đã lần đầu giải thích về gen di truyền trắng toàn bộ, biểu hiện bằng gen P. PP là màu trắng, Pplà vằn trắng đen, pp là màu đen.
Điểm vằn trắng đen trong di hợp tử có thể thay đổi, các điểm này cũng không nhất quán. Cá thể ngan có màu trắng hoàn toàn thông thường sẽ có một điểm đen ở phần đầu, nhưng điểm đen này chỉ có ở ngan con, khi lớn lên có thể sẽ mất đi. Thế hệ bố mẹ sau khi lai, thế hệ con thường có màu, chứng tỏ rằng gen P và gen màu trắng lặn không phải cùng nguồn gốc, mối quan hệ lặn giữa gen quyết định màu trắng của ngan không giống với các loài gia cầm, điểu cầm khác.
Giống ngan phát triển từ loại nhạn đỏ. Giống này có phần đầu không quá to, chân dài và nhỏ, phần trán đều có bướu hình bán nguyệt, gọi là bướu ngỗng, được điều khiển bởi gen trội không hoàn toàn Kb. Ngan trống lớn hơn ngan mái, bướu thịt ở phần đỉnh đầu phát triển, có thể trồi hẳn lên, hai bên má cũng có thể thấy rõ bướu thịt, nhìn trực diện có thể thấy hình dạng giống đầu sư tử, còn được gọi là "ngỗng đầu sư tử". Có loài còn có phần da dưới họng cũng chảy xuống, phần chảy xuống có hình túi gọi là túi họng.
Có loài ngan phía sau đầu có chùm hình cầu, gọi là búi (hoặc lông đỉnh đầu). Màu mắt ngan tùy theo chủng loài có thể chia thành màu xanh xám và màu nâu. Loại ngan này có hình thể dài và rộng, phần trước ưỡn lên, phần sau phát triển, phần bụng trĩu xuống, một số loài ngan có phần bụng trĩu xuống thành hình túi; phần bụng của ngỗng mái trong kỳ đẻ trứng to lên, gọi là ổ trứng. Giống ngan phát triển từ loại nhạn xám có đỉnh đầu bằng, không có phần thịt lồi lên, dưới trán không có túi họng, cổ ngắn và thẳng, cơ thể song song với mặt đất.
Vịt lai (mule) là con lai giữa ngan trống và vịt nhà mái, cung cấp thịt. Năm 1962, viện nghiên cứu sinh sản gia súc Nghi Lan của Đài Loan đã tiến hành nghiên cứu màu lông vịt mule, đem lai giữa giống vịt cải tạo lông trắng và ngan lông trắng, qua 12 thế hệ sẽ cho ra vịt mule lông trắng. Sau đó, công ty Grimaud của Pháp và viện nghiên cứu chăn nuôi thú y tỉnh Phúc Kiến, Trung Quốc lần lượt chọn ra vịt mule lông trắng hay còn gọi là ngan Pháp (con mẹ), dùng phương pháp chọn giống gần loài và kết quả phân tích di truyền màu sắc chứng tỏ rằng, tỷ lệ lông trắng ở mule khác nhau do yếu tố chủng loài và cá thể con mẹ.

### Màu lôngngỗng

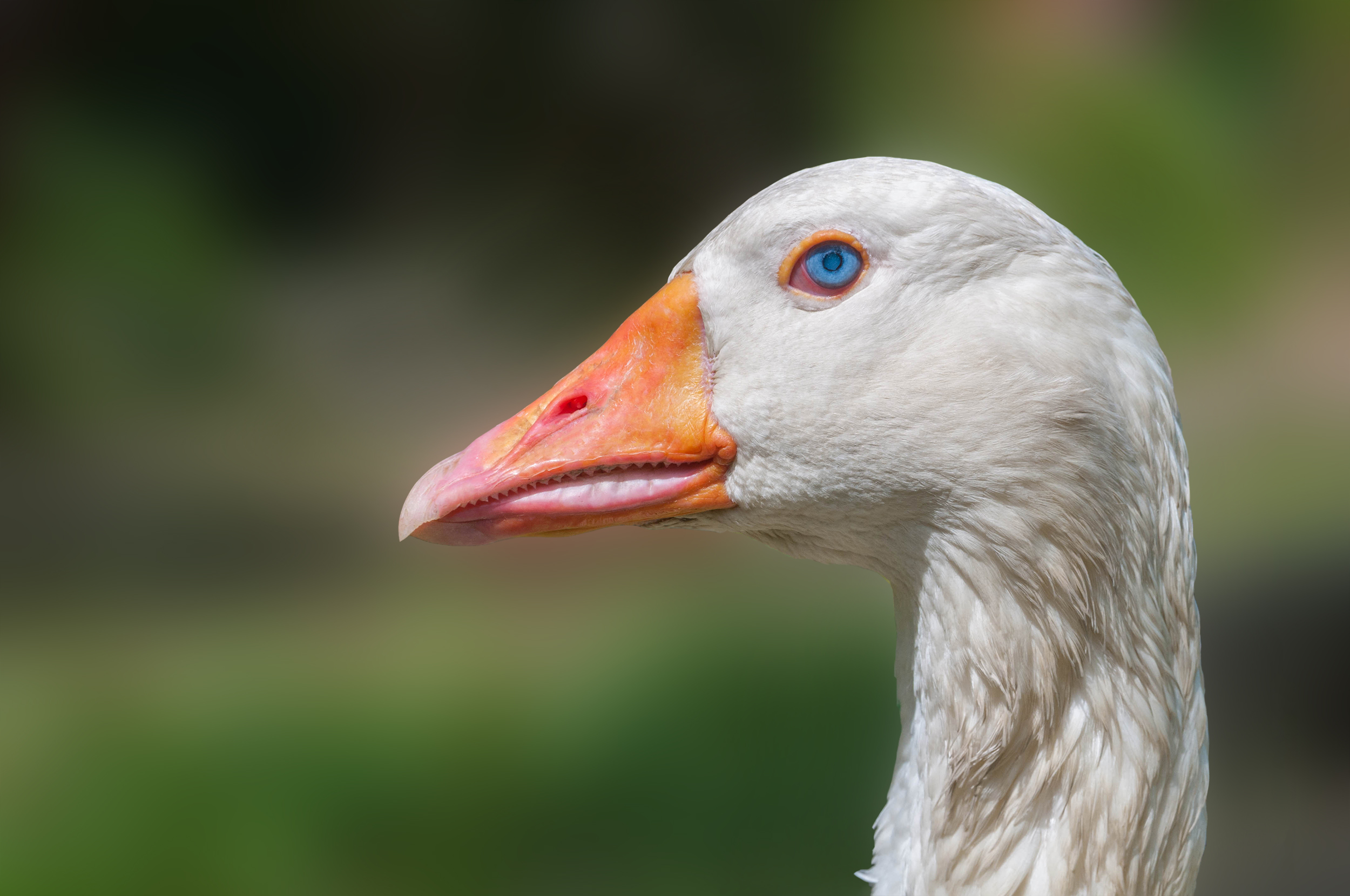
Đầu của một con ngỗng nhà có màu lông trắng ở Venezuela

Tổ tiên hoang dã của ngỗng nhà là nhạn đỏ và nhạn xám thuộc họ nhạn. Các loài ngỗng nhà của Trung Quốc đều là thế hệ con của nhạn đỏ (trừ ngỗng Tân Cương thuộc loài nhạn xám), các giống ngỗng Châu Âu phần lớn có nguồn gốc từ nhạn xám. Trọng lượng và hình thể của ngỗng nhà đều nặng và lớn hơn vịt nhà, phần đuôi ngỗng trống đều không có lông phân biệt giới tính. Điều kiện sinh thái và mục đích chọn giống khác nhau đã hình thành nên nhiều loại ngỗng với các đặc điểm khác nhau.
Hiện nay có thể chia các đặc trưng chính về ngoại hình ngỗng. Lông ngỗng có màu trắng và màu xám, trên thế giới có tổng cộng 36 loại ngỗng, trong đó ngỗng trắng chiếm 2/3, lông phần thân của ngỗng con có màu vàng nhạt, khi lớn lên sẽ trở thành màu trắng muốt, ngỗng Tân Cương khi nhỏ cũng có lông màu vàng nhạt, nhưng lớn lên lông sẽ chuyển dần thành màu xám, phần viền lông chủ yếu là màu sắc nhạt. Thế hệ ngỗng F1 giữa ngỗng xám và ngỗng trắng sẽ có màu lông xám, điều này chứng tỏ gen lông xám trội át gen lông trắng.
Mỏ, bướu, chân và ngón đều có màu cam đỏ, móng có màu trắng; còn mỏ và bướu ngỗng xám có màu đen, chân và ngón có màu đen hoặc màu cam tối, màu lông và di truyền tính trạng của chúng có mối quan hệ nhất định. Chân ngỗng trống thô và dài hơn ngỗng trống, màu sắc chân và ngón chấn chủ yếu là màu đỏ cam và màu đen, nhưng cũng tùy loài. Di truyền tính trạng của trứng ngỗng thì tính trạng trứng có màu sắc, chỉ số hình dạng, độ dày vỏ trứng và tỷ lệ long đỏ và lòng trắng trong tổng trọng quả trứng. Nó là tính trạng di truyền thấp, giữa tình trạng này tồn tại mối quan hệ nhất định.

## Màu sắccá
Cá là nhóm động vật có màu sắc rất đa dạng. Cá biển có nhiều màu sắc hơn cá sông (cá nước ngọt), do môi trường sống và sinh tồn. Để né tránh kẻ thù mạnh hơn mình, cá phải có màu sắc hòa lẫn vào môi trường. Đáy sông thường có màu xanh xám, do vậy cá hồi sông có màu lục nhạt tái trên lưng giúp nó rất khó bị chim săn mồi nhìn thấy. Còn bụng của nó có màu trắng để lẫn với ánh sáng mặt trời, khiến kẻ thù bơi phía dưới không nhìn thấy. Tương tự với cá ở vùng biển lạnh do môi trường mờ đục. Cá biển nhiều màu sắc là loại sống ở vùng biển nóng và chúng thường sống gần các bãi rạn san hô, có màu sắc rực rỡ.
Và những loài cá nhỏ sống quanh các rạn san hô dưới lòng đại dương có khả năng phân biệt được nhiều màu sắc mà con người không thể do môi trường sống của loài cá cảnh này là những vỉa san hô vốn có màu sắc sặc sỡ nhất trên thế giới, do vậy, chúng có thể phân biệt những màu sắc mà con người không thể. Tuy nhiên, do môi trường đại dương luôn là một màu xanh biếc, nên việc cảm nhận về màu sắc của những loài cá này cũng chịu sự tác động của màu xanh nước biển.
Đối vơi các loài cá cảnh, chúng được lai tạo để có rất nhiều màu sắc, do chọn giống, cá vàng đã phát triển thành nhiều giống cá vàng khác nhau và hiện có nhiều màu sắc và hoa văn đa dạng, có hình dạng và kích thước khác nhiều do với giống cá diếc được thuần hóa ban đầu. Cá vàng còn có thể thay đổi màu sắc theo phổ ánh sáng trong bể nuôi (cá huỳnh quang). Cá sống trong bể tối sẽ có màu nhạt hơn vào các buổi sáng và sẽ dần mất màu theo thời gian. Cá Xiêm được biết đến như một loài cá cảnh có màu sắc sặc sỡ với bộ vây chảy dài tuyệt đẹp nhưng màu sắc tự nhiên cá xiêm hoang dã chỉ là màu xanh lá cây xỉn (dull green) và màu nâu, ngoài ra bộ vây của cá xiêm hoang dã tương đối ngắn, do quá trình lai tạo chúng ngày càng có màu sắc sặc sỡ và bộ vây dài hơn như những các giống cá xiêm: Veiltail, Delta, Superdelta, Halfmoon.
Một trong những loài cá cảnh nhiều màu sắc là cá chép Koi.Ở cá chép Koi, sự phát triển màu sắc của cá Koi là rất khó đoán bởi vì nó bao hàm rất nhiều yếu tố. Màu sắc thấy được ở cá Koi được sản sinh ra từ 3 sắc tố màu. Những sắc tố này chứa trong những tế bào sắc tố được gọi là Chromataphores. Ba sắc tố này là đỏ, đen vàng. Một Chromataphore chỉ chứa một loại màu. Dưới kính hiển vi thì Chromataphore được thấy như là một hạt cây. Toàn bộ những màu sắc chúng ta thấy ở cá Koi đều là sự pha trộn lẫn của những màu sắc trên.
Màu cam là sự pha trộn của màu Chromataphore đỏ vàng, nâu là sự pha trộn của đen, vàng và đỏ. Vị trí của Irridocytes trên da của cá Koi sẽ tác động đến độ tương phản của da cá. Nếu những tế bào này nằm toàn bộ trên bề mặt da cá thì cá sẽ có màu ánh kim loại (tương tự dòng Yamabuki và dòng bạch kim-Platinum). Nếu chúng nằm ở dưới cùng của lớp da thì da cá sẽ có định dạng lưới (giống Matsuba). Trong một vài trường hợp, sự kết hợp giữa Irridocytes và Chromataphores sẽ sản sinh ra những màu sắc tương phản như vàng khối ở trên bề mặt. Màu xanh dương là kết quả của màu đen nằm ở dưới lớp da và tế bào Irridocytes nằm ở giữa lớp da.
Giống như Irridocytes, Chromataphores có thể ở trên bề mặt của da cá, nhưng ngay lập tức có thể chìm xuống dưới da. Nếu lớp tế bào Chromataphores rất dầy ở da thì màu sắc cũng sẽ dầy theo. Tuy nhiên, vị trí của Chromataphores tác động đến sự ổn định của màu sắc. Chromataphores ở bề mặt da thường sẽ tạo nên sự bất ổn định màu sắc bởi vì ó có thể mất đi do va chạm hoặc khi cá già. Nhưng tế bào này ở dưới da sẽ ổn định hơn và khó bị tổn hại hơn. Lý tưởng nhất là lớp tế bào này ở dưới da và trên da đều dầy. Điều này sẽ tạo nên cả sự ổn định và màu sắc đậm cho cá. Chromataphores là lớp tế bào chỉ giữ sắc tố màu mà không thể sản sinh ra chúng. Chính vì thế con cá phải tiêu thụ chúng.
Trong giới hạn của một hồ cá Koi, sẽ không đủ dạng thức ăn tự nhiên chứa những sắc tố cần thiết cho cá koi, vì vậy, thức ăn tăng màu cho cá koi là rất quan trọng. Như đối với mọi loại thức ăn cho cá koi, thức ăn tăng màu có chất lượng cao sẽ bảo đảm cho các tế bào màu sắc được định hình và cá có thể hấp thụ vào cơ thể chúng. Tế bào sắc tố trong bữa ăn, Carotenoids là chất duy trì sự ổn định của màu sắc. Chất này được tìm thấy nhiều ở trong thịt tôm và thịt cá và có nhiều tế bào giữ màu ở tảo Spirulina, Canthaxanthin, một loại thức ăn phụ gia thông thường.
Nếu thức ăn tăng màu không được cho cá Koi ăn, thì lớp tế bào Chromataphores sẽ không được làm đầy với các chất giữ màu và con cá koi trông sẽ nhợt nhạt với màu sắc xấu. Điều này có thể dẫn đến một con cá Koi có chất lượng cao trở thành bình thường. Cho ăn thức ăn tăng màu sẽ làm cá phẩm chất tốt trở nên tốt nhưng không thể biến một con cá phẩm chất kém thành phẩm chất tốt. Bí quyết để nuôi cá Koi và cho phép màu sắc của nó phát triển một cách tự nhiên, là cho ăn đều đặn giữa các loại thức ăn, trong đó có thức ăn tăng màu với một định lượng nào đó trong một thời gian liên tục cho tới khi cá trưởng thành.
Nếu vội vã cho ăn nhiều, cá Koi sẽ kết thúc phát triển màu sớm mà thực tế trong tự nhiên nó chưa thể hoàn thành. Khi mà Chromataphores đã lấp đầy các tế bào màu, sự dư thừa tế bào màu sẽ tràn qua các nơi khác trên thân của cá Koi. Đó là lý do tại sao một số vùng trắng của cá Koi trở thành màu hồng, đó là sự hình thành tạm thời của Erythrin. Tế bào này không thể được hấp thụ trong Chromataphores và sẽ nhanh chóng biến mất khi thức ăn tăng màu được giảm xuống.

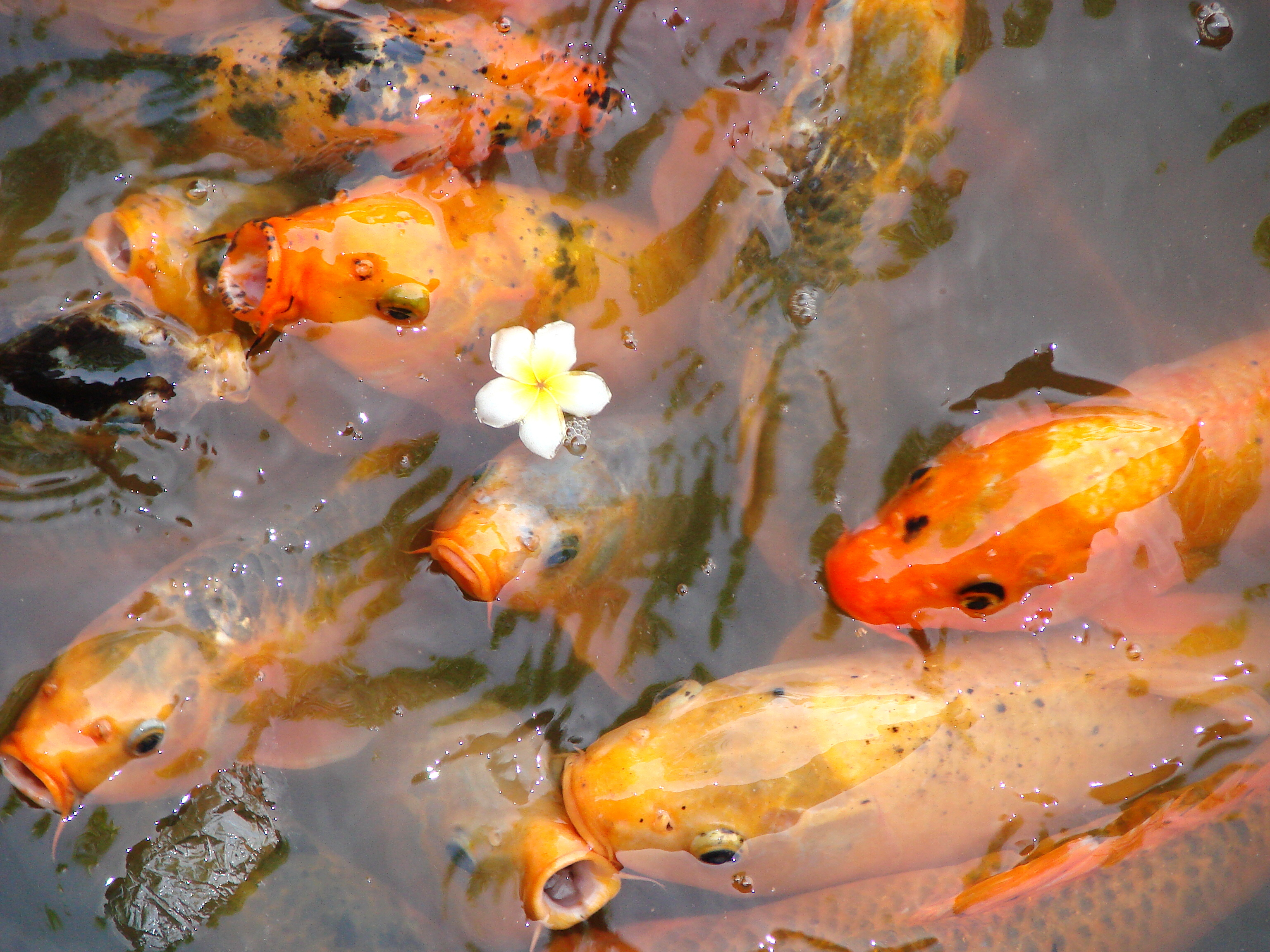
Cá chép Koi ở Huế

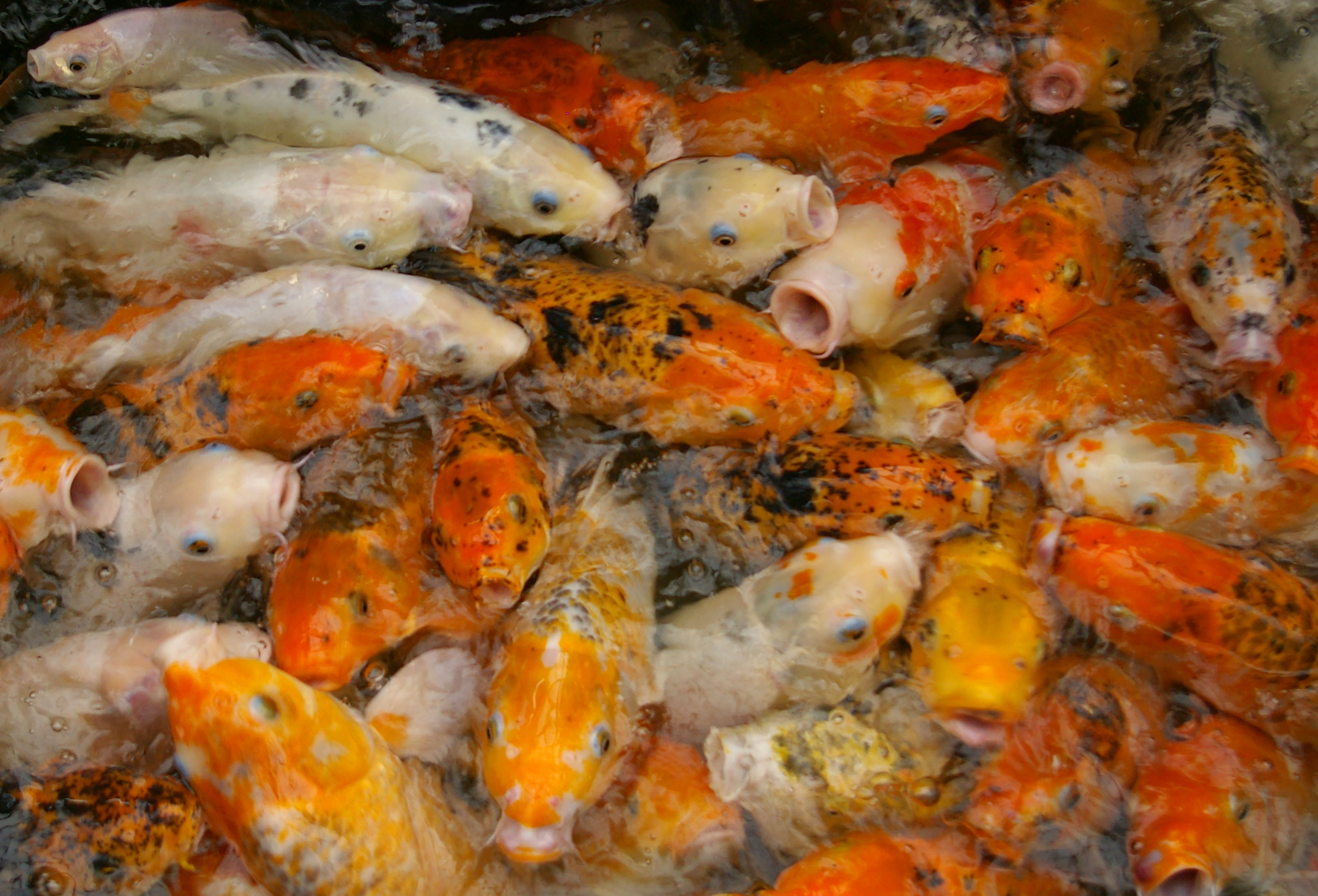
Cá chép Koi ở Thượng Hải

Tiêu chuẩn về màu được người Nhật đặt tên như sau:
1. Trắng pha Đỏ = Kohaku.
2. Trắng pha Đỏ+Đen = Showa Sanke.
3. Trắng pha Đen = Utsurimono.
4. Đen pha Trắng = Shiro Bekko.
5. Vàng pha Đen = Ki Utsuri.
6. Bạch kim hoặc Vàng kim = Kinginrin.
7. Xám bạc = Asagi
8. Trắng, trên đỉnh đầu có một vòng tròn Đỏ = Tancho.
9. Những giống khác như: Sanke, Ogon, Shusui, Matsuba, Chagoi, Soragoi, Karasu (nâu quạ), Taisho Sanke, Koromo, Kawarimono.

Loại Beni (Hi hoặc đỏ, chữ Nhật: hi/緋) có thể được kết hợp với nhau, được gọi là mảng màu cam và mảng màu đỏ (Hi plate). Hai loại màu đỏ này có thể xác định được khi cá Koi còn nhỏ. Mảng màu đỏ (Hi plate) sẽ đem đến cho Tosai một vẻ sang đẹp màu tím–đỏ. Đối với những con cá nhỏ mang càng nhiều vẻ đẹp màu sắc của cá Koi trưởng thành thì càng ít và sẽ không có được vẻ đẹp sang bong và tinh tế ở cá Koi khi chúng trưởng thành. Nhiều người cho rằng loại Hi này sẽ nhanh chóng bị mất đi vẻ đẹp dưới chế độ nuôi và quản lý hồ không tốt.
Đối với những nhà nhân giống cá Koi, nó sẽ trông như là mảng Hi hòa vào trong mảng trắng nơi mà nhị màu gặp nhau (Sashi). Loại Hi này sẽ nhanh chóng bị phá vỡ, hình thanh nên những điểm Hi rời rạc tách rời khỏi mảng Hi chính (Tobi Hi). Khi cá bơi và cơ thể cong lại, những cạnh trắng giữa những vẩy Hi cũng dễ dàng nhận thấy. Một con cá Koi chất lượng sẽ có nhiều lớp màu sâu dưới da, chính vì vậy loại màu đỏ dựa vào Hi plate này nên tránh.
Loại màu đỏ thứ 2 là loại Hi plate dựa vào màu cam. Những con Koi nhỏ thường có màu cam và các mảng màu chưa hoàn thành. Người chơi cá Koi nói chung sẽ tránh loại Hi này bởi vì nó trông không bắt mắt. Chính loại mảng da cam này là loại được ưa thích hơn bởi vì dưới sự chăm sóc và quản lý hồ cá koi đúng đắn, nó sẽ ổn định hơn và đậm hơn theo thời gian. Nó cũng sẽ tinh tế hơn và duy trì sự tươi trẻ cho cá Koi lâu hơn.
Vì cá Koi được cho vào ao bùn thuần là để nâng cao sự phát triển kích thước cá, sự phát triển màu sắc sẽ tạm thời bị bỏ qua. Khi con cá được bắt lên từ ao bùn, nó sẽ trông rất mờ nhạt, sumi sẽ như là màu xám và Shiroji (白地) sẽ có màu kem. Điều này là bình thường và các nhà lai tạo sẽ giữ những con tốt nhất mà họ gọi là Tategoi và để màu của chúng phát triển theo thời gian. Bởi vì thị trường đỏi hỏi những màu sáng đẹp, nhiều nhà lai tạo đã chọn cách đem toàn bộ số cá Koi còn lại cho vào hồ xi măng và cho thức ăn tăng màu để chúng mau chóng đẹp lên. Trong quá trình như vậy, sự phát triển sẽ phải hi sinh để những mảng màu Hi đó có thể hoàn thiện sớm hơn.
Màu của biến thể Hi (không phải mảng màu), có xu hướng phát triển từ đầu cho tới đuôi. Những biểu hiện ban đầu của Hi kém chất lượng có thể dễ dàng nhận ra với 3 cách, đó là từ đầu cá, từ Kiwa, hoặc từ tổng thể chất lượng kém của các mảng màu Hi. Ba cách này đều như nhau nhưng tổng thể chất lượng kém của cả mảng màu Hi là đáng để tâm nhất và nó có thể biến một con cá hoàn hảo trở nên một con cá vô giá trị trong vòng vài tuần. Hi chất lượng kém đánh giá theo Kiwa là đều hơn và nhiều khả năng chỉ ra được những dấu hiệu sẽ xảy ra khi đánh giá một con cá koi nhỏ.
Những đường Hi mờ có thể được tìm thấy quanh những cạnh của Kiwa. Hi bắt đầu kém chất lượng đi xung quanh khoảng màu cuối, thể hiện một chút màu trắng hoặc chỉ một chút màu sáng. Nếu những mảng Hi nàymất đi có thể phân biệt với Hi-kui là một loại bệnh. Phần lớn các kiểu thoái hóa của Hi là do gene của con cá hoặc do tác động của điều kiện nuôi. Trong tất cả các loại thì loại Hi màu đỏ tía là loại ít ổn định nhất, loại có màu cam hơn thì sẽ ổn định hơn và tốt hơn để giữ màu, nhưng đối với tất cả các loại thì đều có thể bị vỡ. Một vài con cá koi dễ bị tổn thương và sẽ mất màu khi có sự tác động của điều kiện sống, khi điều kiện sống trở lại bình thường thì sự tổn thương sẽ dừng lại. Tuy nhiên nó có thể mờ dần từ những vết mất màu đầu tiên.
Biến thể Sumi (墨) xuất hiện ở Showa (昭和), Sanke (三色/tam sắc), Utsurimono (写り物) hoặc Bekko (べっ甲) vẫn còn chưa rõ. Sumi thông thường là lặn ở những con cá Koi nhỏ, và sẽ trông hơi xanh lợt. Loại Sumi ẩn này có thể xuất hiện theo thời gian và trở nên đen như màu mực tàu. Hoặc một vài vệt xanh lợt này sẽ biến mất hoàn toàn. Có một số trường hợp ở cá Koi nhỏ, Sumi sẽ nổi bật lên, loại Sumi này có thể biến mất hoặc trở nên mờ đi và kém hấp dẫn. Đối với các nhà phát triển Koi, Sumi sẽ phát triển trong khi Hi thì vẫn như vậy hoặc có mở rộng ra không đáng kể.
Một quy luật chung của Sumi là càng phát triển đẹp và kết thúc sớm thì càng có chất lượng kém về sau. Nó có thể giữ nguyên chất lượng Sumi kém, nó cũng có thể vỡ ra thành Jari Sumi hoặc nó có thể biển mất. Khi đánh giá một con cá Koi nhỏ, những Sumi ẩn sẽ được ưa thích hơn bởi vì nó chỉ ra những có hội tốt hơn để trở nên dầy màu và sáng bóng hơn. Mặc dù nó có thể bị ẩn đi, tập trung một phần ở những vùng trên bề mặt da, điều này nói lên nó sẽ có chất lượng cao. Nếu một hoặc hai đường sọc Tejima được phát hiện ở vây của Bekko hoặc Sanke, hoặc Motoguro ở Showa, đó có thể là báo hiệu của một con Koi chất lượng. Sumi ở miệng của Showa chỉ ra rằng nó sẽ có một Sumi mạnh.
Trong khi Hi phát triển từ đầu đến đuôi, Sumi lại phát triển từ đuôi trở lên đầu. Sumi yếu ở cuống đuôi sẽ báo hiệu màu không bền trong khi Sumi bền ở đầu và lưng có thể báo hiện Sumi bền. Nguồn gene, chất lượng nước, chế độ ăn cũng như nhiệt độ sẽ tác động đến Sumi theo thời gian. Nhiệt độ nước tác động rõ rệt nhất đến màu và độ bóng của cá Koi. Cả Hi và Sumi sẽ thay đổi mạnh theo thời gian, trong khi màu trắng sẽ phát triển và kết thúc tốt hơn. Điều này chỉ có lợi khi sự thể hiện màu của tế bào Chromataphores được cung cấp cho bề mặt da, dưới mảng màu hoặc sâu dưới da. Nếu có một con cá không có sự cung cấp này từ Chromataphores. Nhiệt độ nước thấp sẽ không có tác dụng tốt đến da cá như thông thường.
Ánh sáng mặt trời là nhân tố quan trọng cho sức khỏe của cá Koi, bởi vì nó giúp cá Koi tổng hợp được vitamin trên da và nó cũng làm da cá sáng bóng hơn. Nếu để cá Koi trong bóng tối sẽ thấy chúng nhạt màu hơn vào ban đêm, những con cá Koi nhỏ nuôi trong nhà mà không có đủ ánh sáng sẽ thay đổi từ màu đỏ cam sang màu cam nhạt hơi bạc, nhưng nó sẽ không chuyển thành trắng hoàn toàn. Nhưng khi có quá nhiều ánh sáng mặt trời sẽ làm phai màu của Koi, hoặc thậm chí cháy da. Có lẽ điều đó có thể xảy ra ở những hồ nước nông với ánh nắng chiếu trực tiếp, ánh sáng mặt trời sẽ mất năng lượng nhanh chóng khi xuyên qua nước. Tia UV năng lượng cao chỉ có thể thâm nhập vào nước đến vài centimet. Ánh sáng mặt trời có thể ảnh hưởng đến việc nhiệt độ hồ cá koi quá nóng.
Mỗi con cá Koi đều được sinh ra với số lượng Chromataphores nhất định và sẽ duy trì đến hết cuộc đời nó. Khi Koi lớn lên và già đi, những tế bào Chromataphores này phải bao bọc một lượng lớn diện tích da, vì thế màu da sẽ có xu hướng mờ nhạt đi (bởi vì Chromataphores trở nên kém dầy hơn) hoặc vỡ ra, nhiều cá Koi nhỏ nhìn tuyệt đẹp lại không bắt mắt khi chúng lớn hơn một chút. Màu sắc của cá Koi vẫn giữ được như vậy cho đến khi nó lớn. Ở một vài chủng loại (như Sanke và Showa) sẽ thường thấy các mảng màu thay đổi một cách đáng kể khi cá lớn lên do tác động của màu sắc bị phân mảnh và mở rộng trên bề mặt da và trở thành những màu sắc đậm hơn và khác hơn.

## Côn trùng

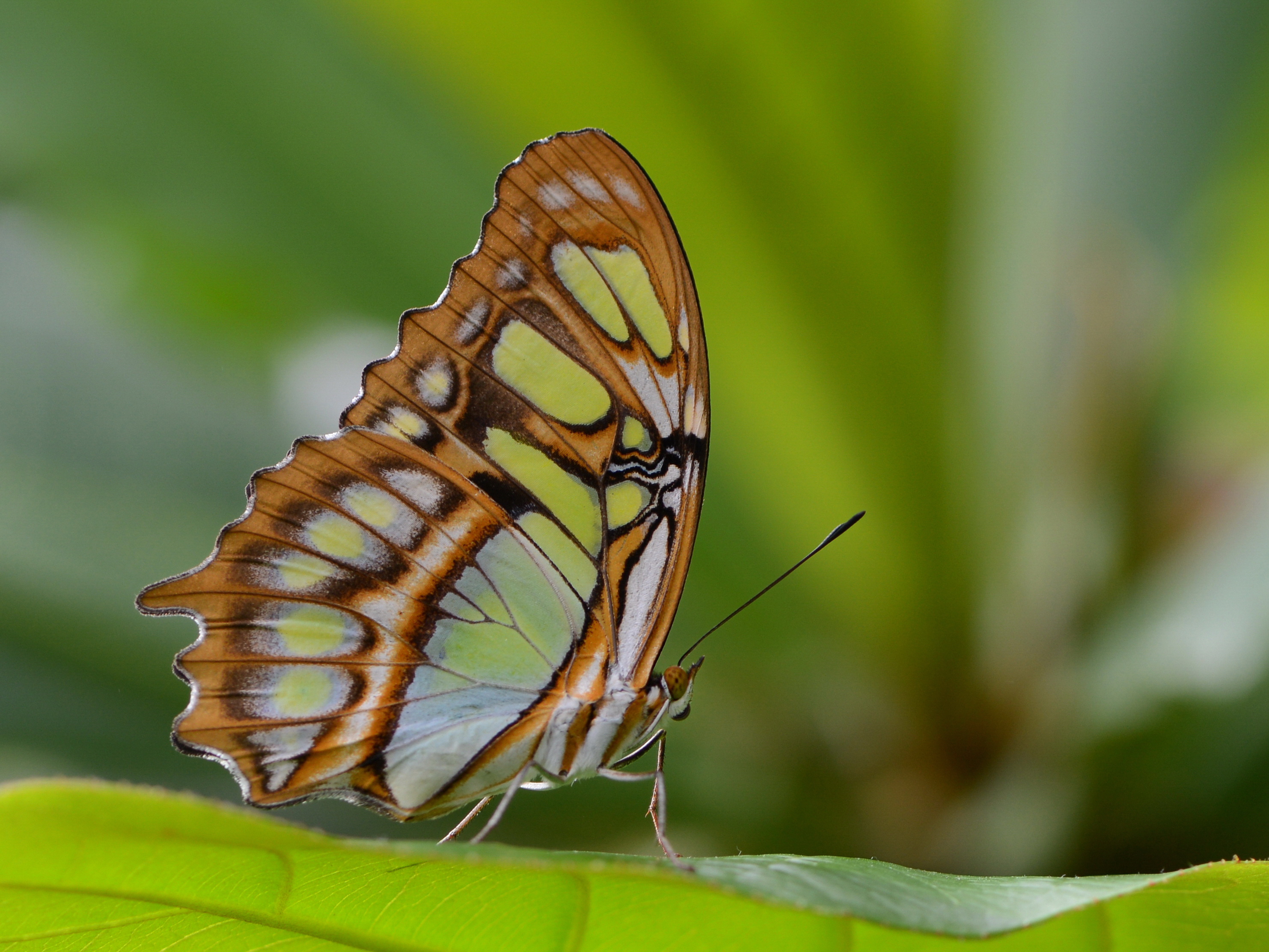
Một con bướm

Các loài bướm
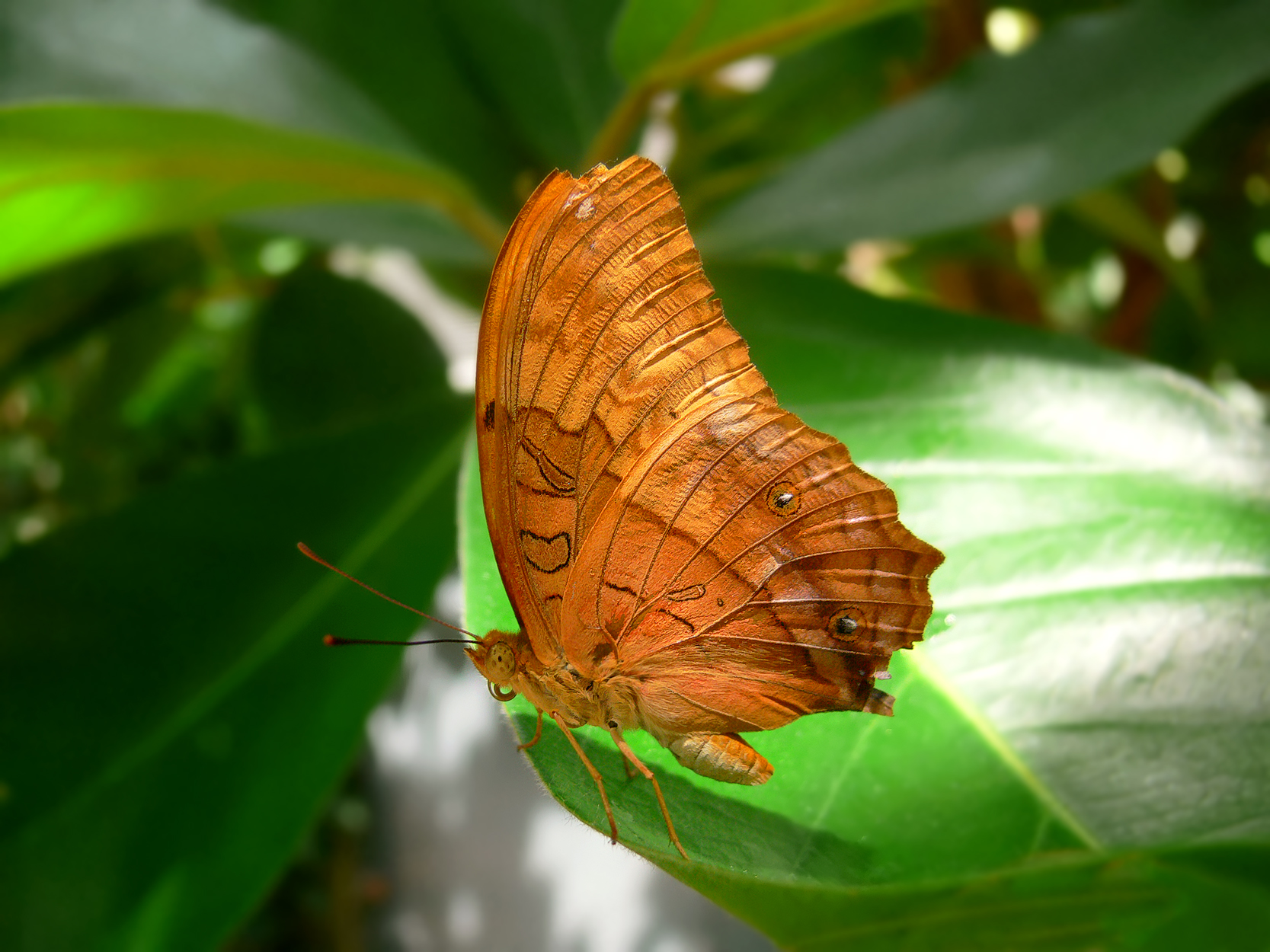
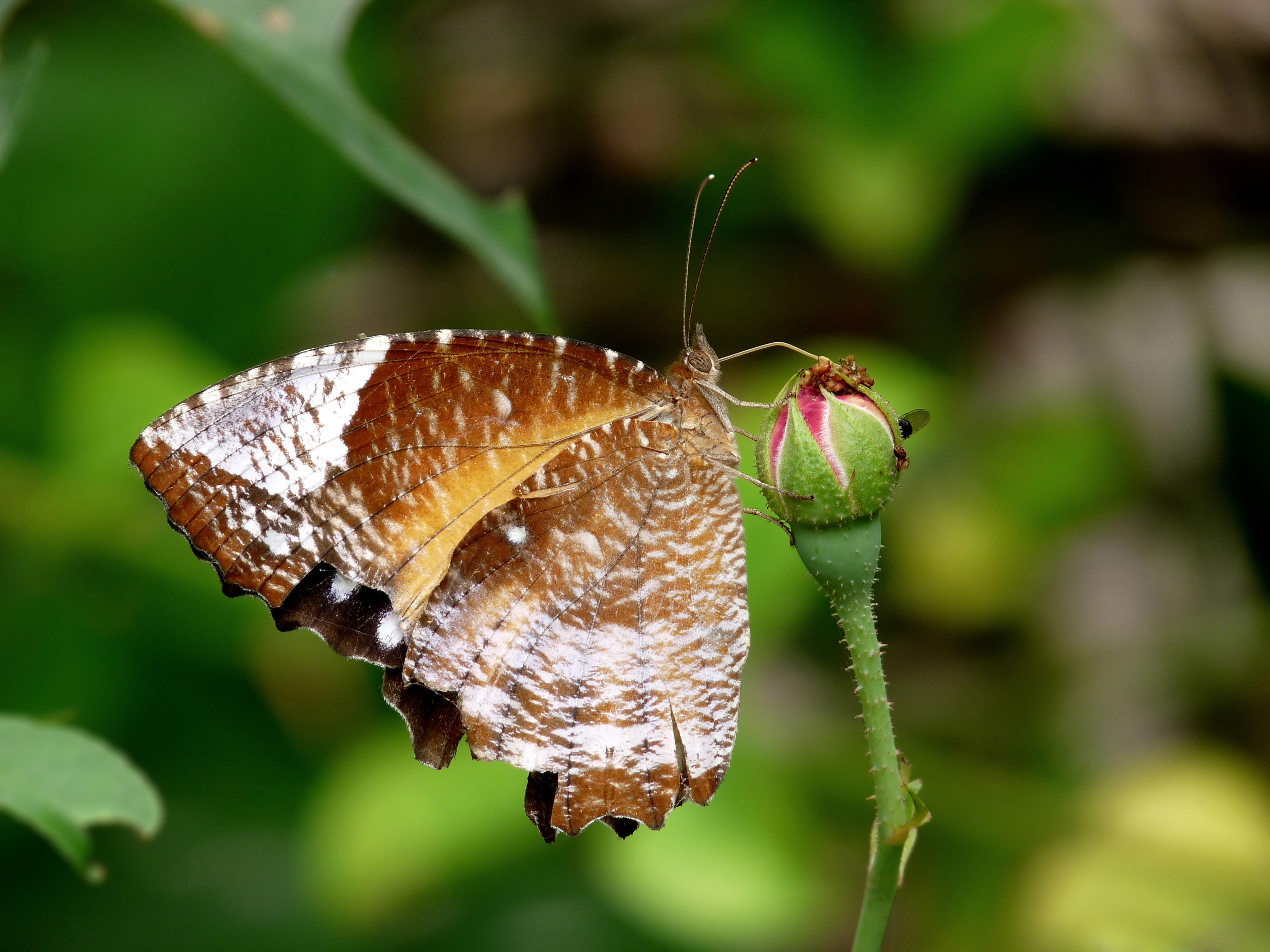
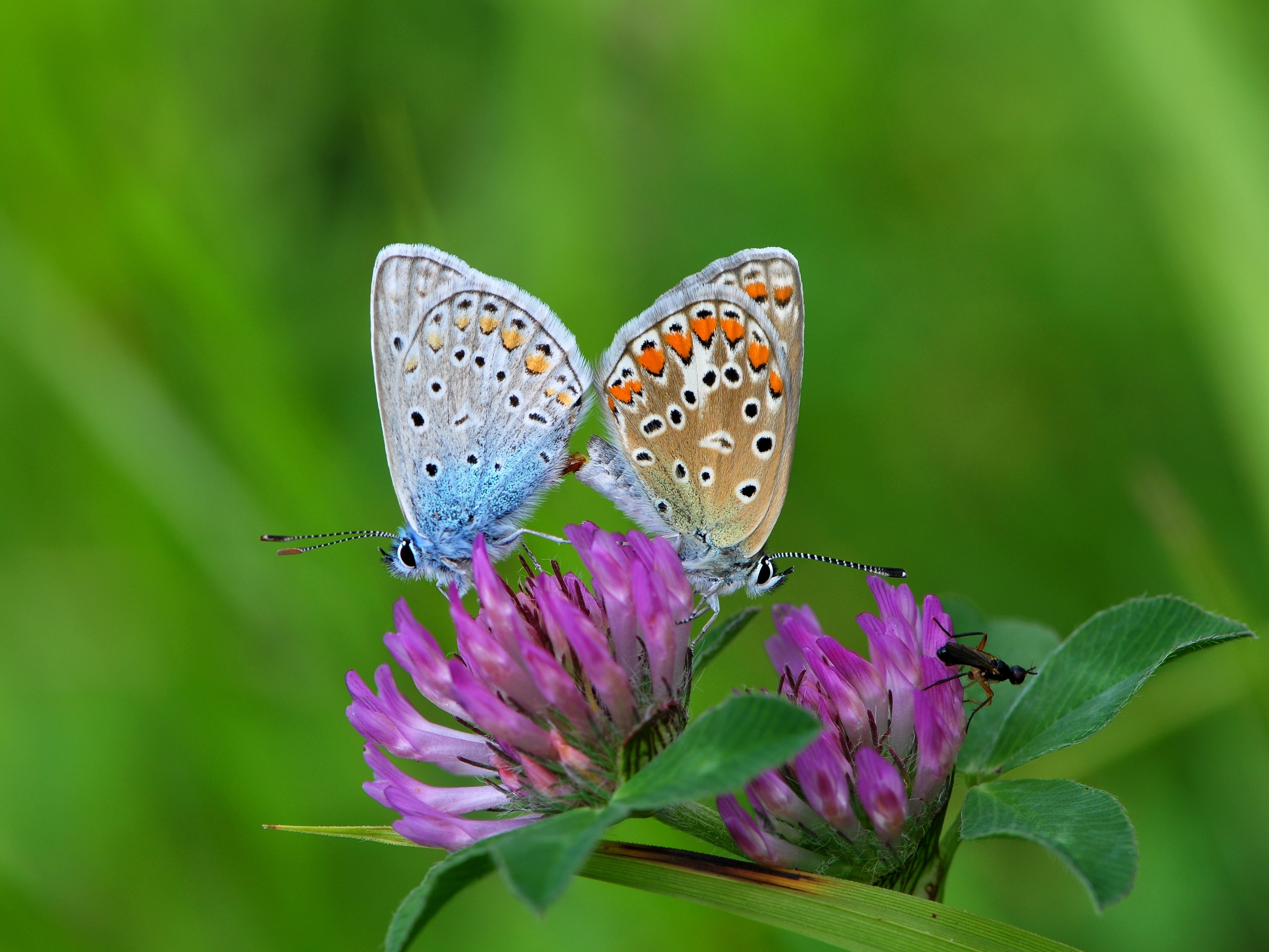

Thế giới các loài côn trùng rất đa dạng về loài cũng như màu sắc, chúng được ví như những bông hoa biết bay vì chúng thường có đôi cánh và cơ thể với màu sắc sặc sỡ. Trong tự nhiên đây là nhóm có số lượng loài nhiều nhất trên trái đất. Ở một loài côn trùng, màu sắc trứng do một cặp alen trội lặn hoàn toàn chi phối A-trứng vỏ nâu đất, a-trứng vỏ trắng. Các trứng vỏ trắng bị các thiên địch ăn hết 100% trong tất cả các thế hệ. Các trứng nâu đất sống sót bình thường. Quần thể xuất phát Po có cấu trúc di truyền: 0,6AA:0,4Aa. Nếu không có tác động của các nhân tố tiến hóa khác, ở thế hệ F3 tần số alen lặn.
Trong số đó, nhóm bướm có nhiều loại, mỗi loài lại có đặc điểm, màu sắc và vẻ đẹp riêng. Màu sắc của các loài bướm được tạo ra từ hàng nghìn vảy nhỏ li ti, được xếp lên nhau. Đôi khi nó cũng là những hạt có màu, nhưng trong trường hợp thông thường thì bề mặt tạo ra các vảy này có thể khúc xạ ánh sáng, do đó cánh bướm có màu liên tục thay đổi, lấp lánh khi di chuyển. Thường thì phía dưới có màu xám hoặc nâu khác xa với màu sặc sỡ ở phía trên. Những màu xấu xí này sẽ dùng để ngụy trang khi cánh của nó xếp lại. Điều này sẽ giúp nó thoát khỏi con mắt săn lùng của các loài chim và sâu bọ khác. Vẻ đẹp của những cánh bướm là nghệ thuật do thiên nhiên tạo nên
Một số loài như ve sầu bụng đỏ (Penthicodes variegata) có sự tương phản về sắc màu đen, đỏ, trắng, vàng làm nổi bật lớp cánh bên trong so với vẻ xù xì, đen đúa của lớp cánh bên ngoài. Loài ve sầu bụng đỏ là một bông hoa biết bay nhiều sắc màu nhất nhì trong tự nhiên. Một loài mới có tên là Kẹp kìm Bảo ngọc (Neolucanus baongocae) phát hiện ở độ cao 1.600 m, Kẹp kìm Bảo ngọc có màu sắc đặc biệt, với cánh màu vàng nâu, viền đen và tấm ngực trước có màu đỏ mận. Với đặc điểm này, nó được cho là loài kẹp kìm Lucanidae có màu sắc rực rỡ nhất từng được biết tới ở Việt Nam.
Dưới đây là một số hình ảnh về các loài côn trùng:

Côn trùng
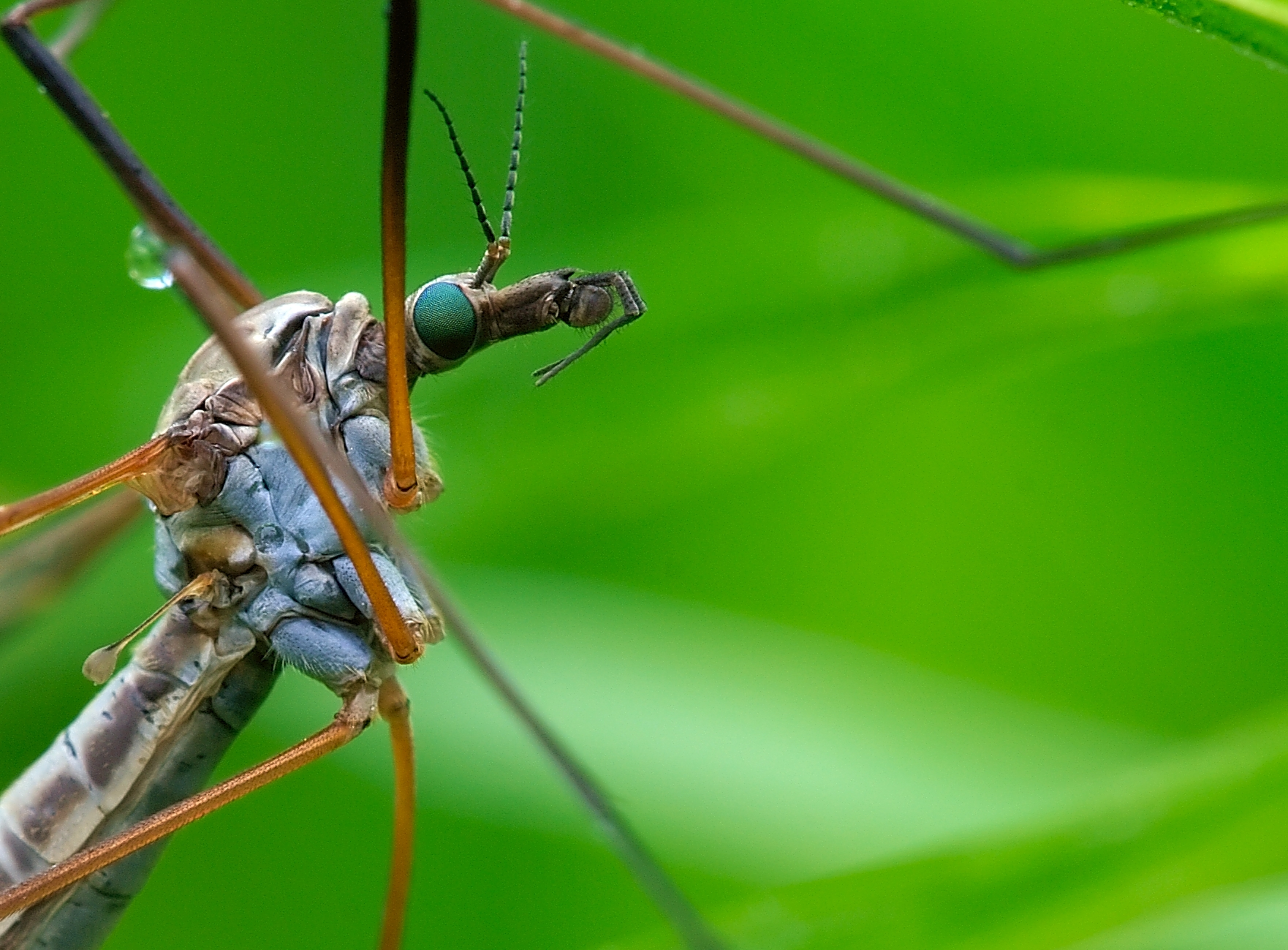
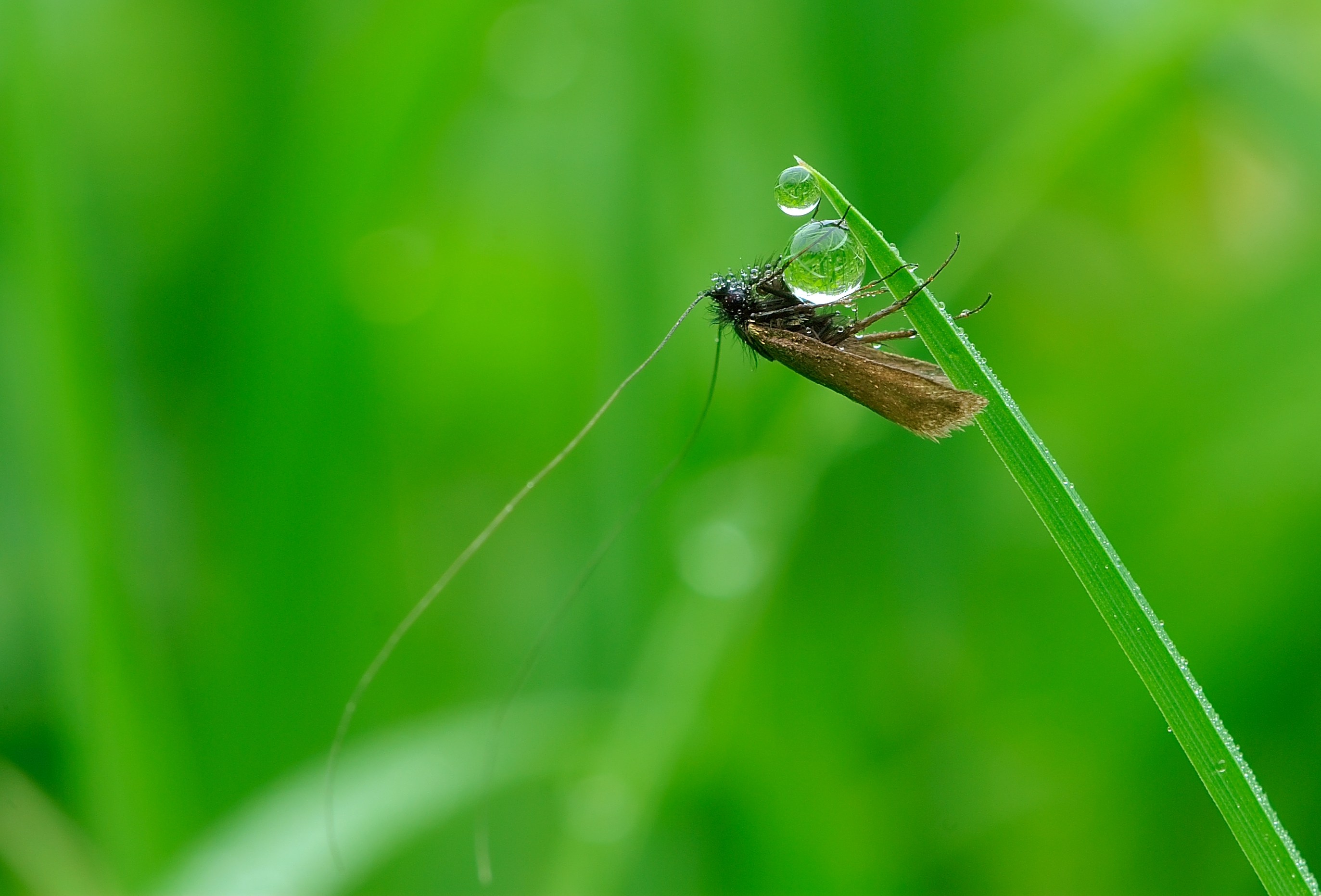
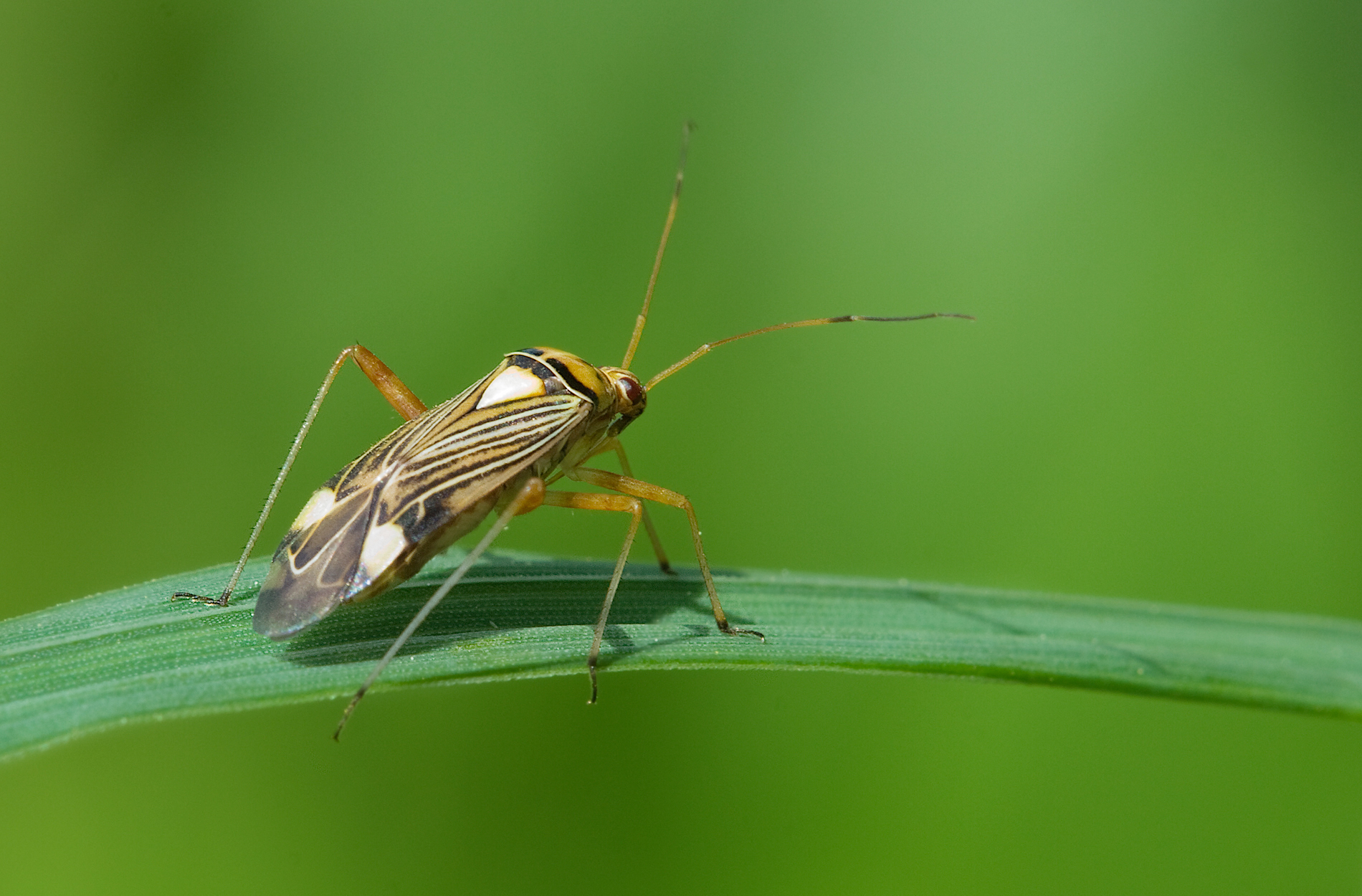

Côn trùng
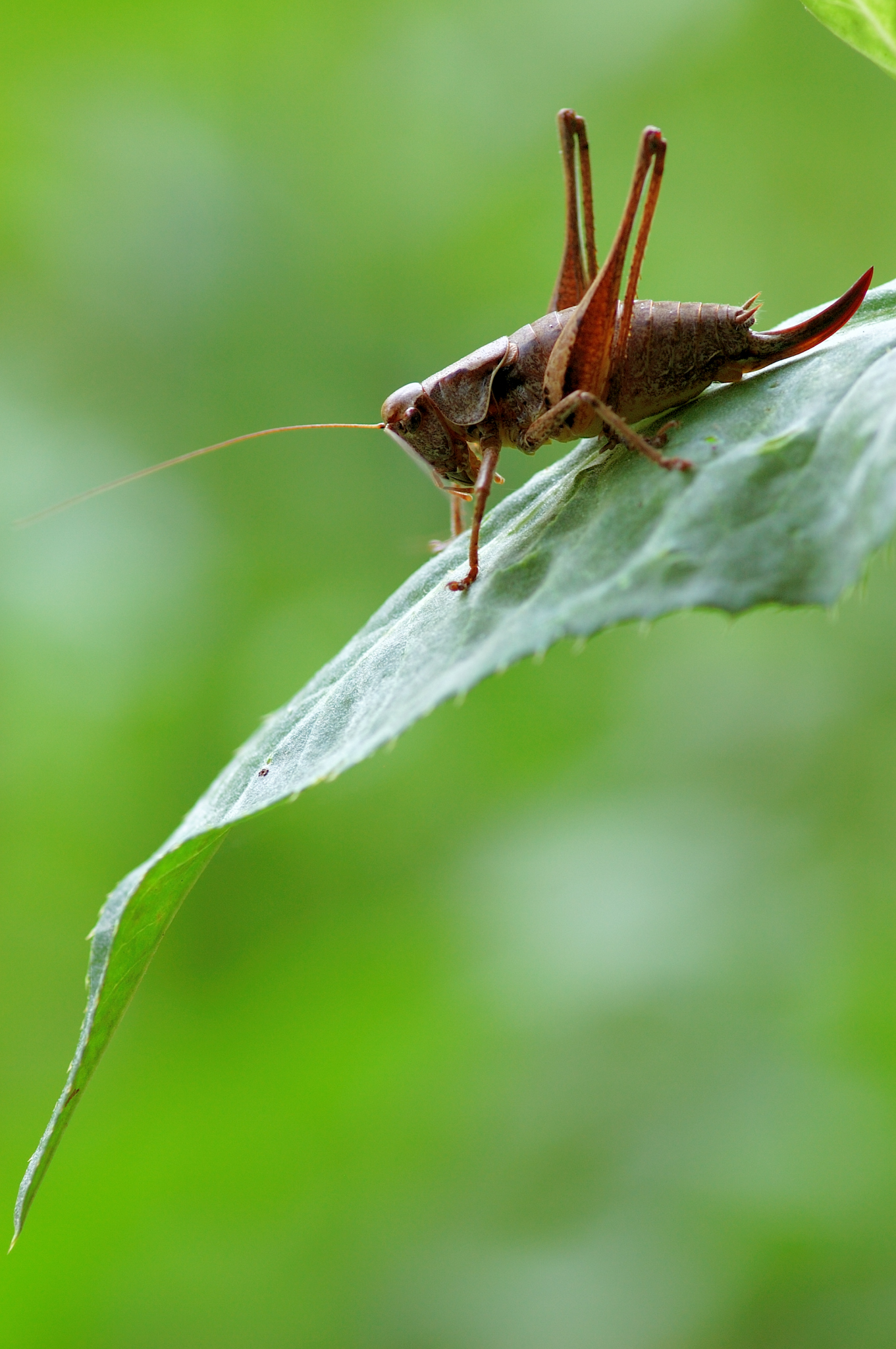
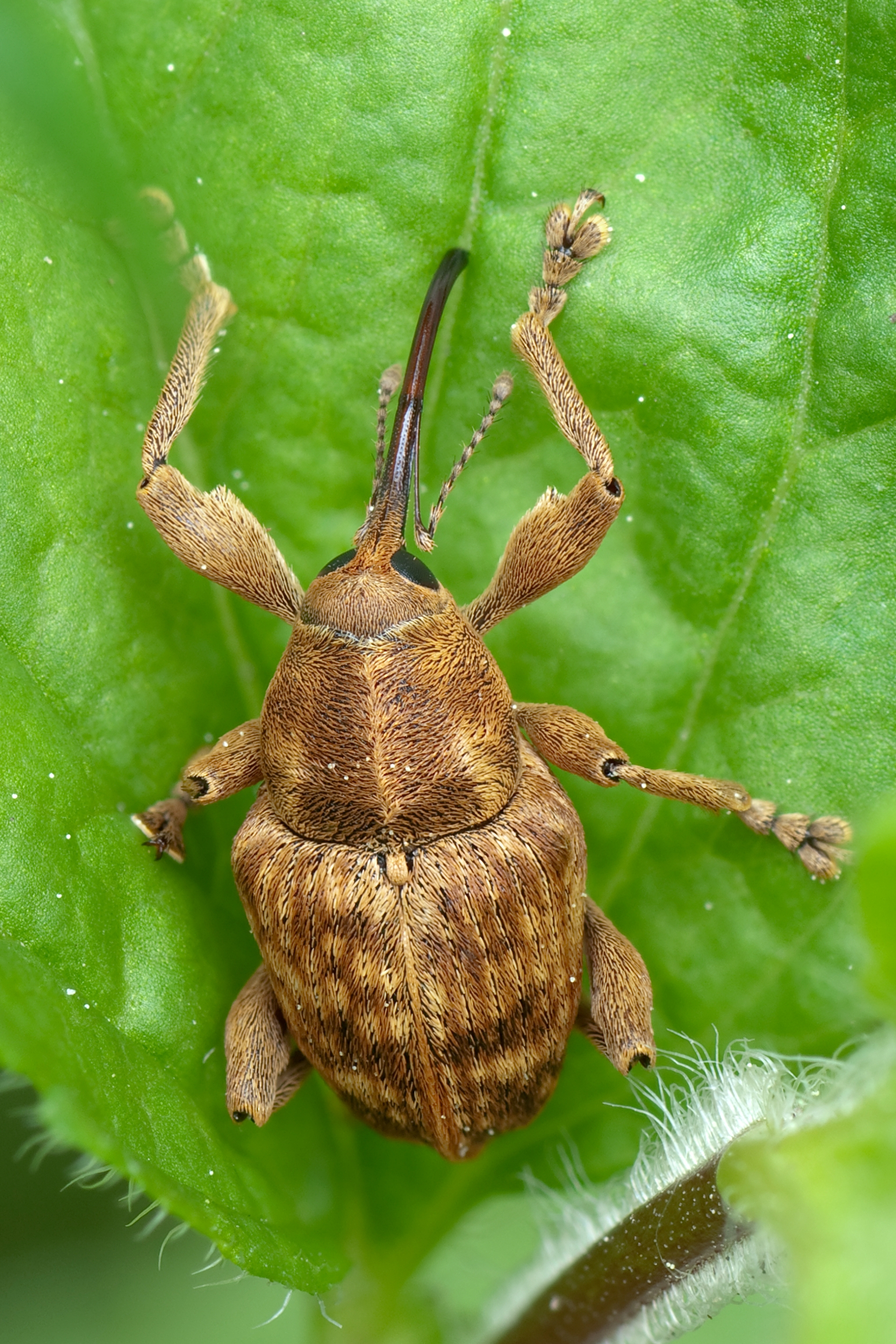
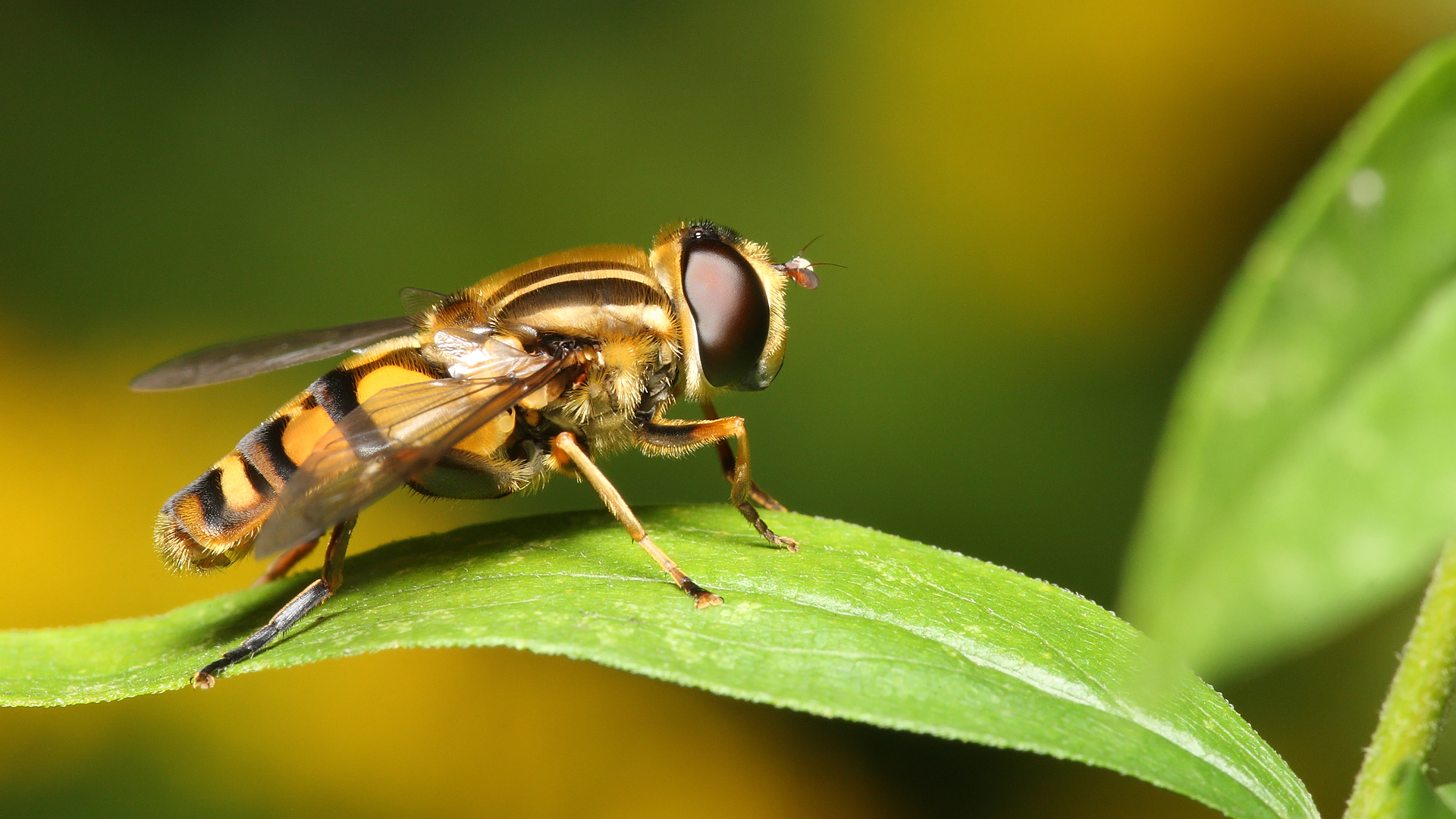
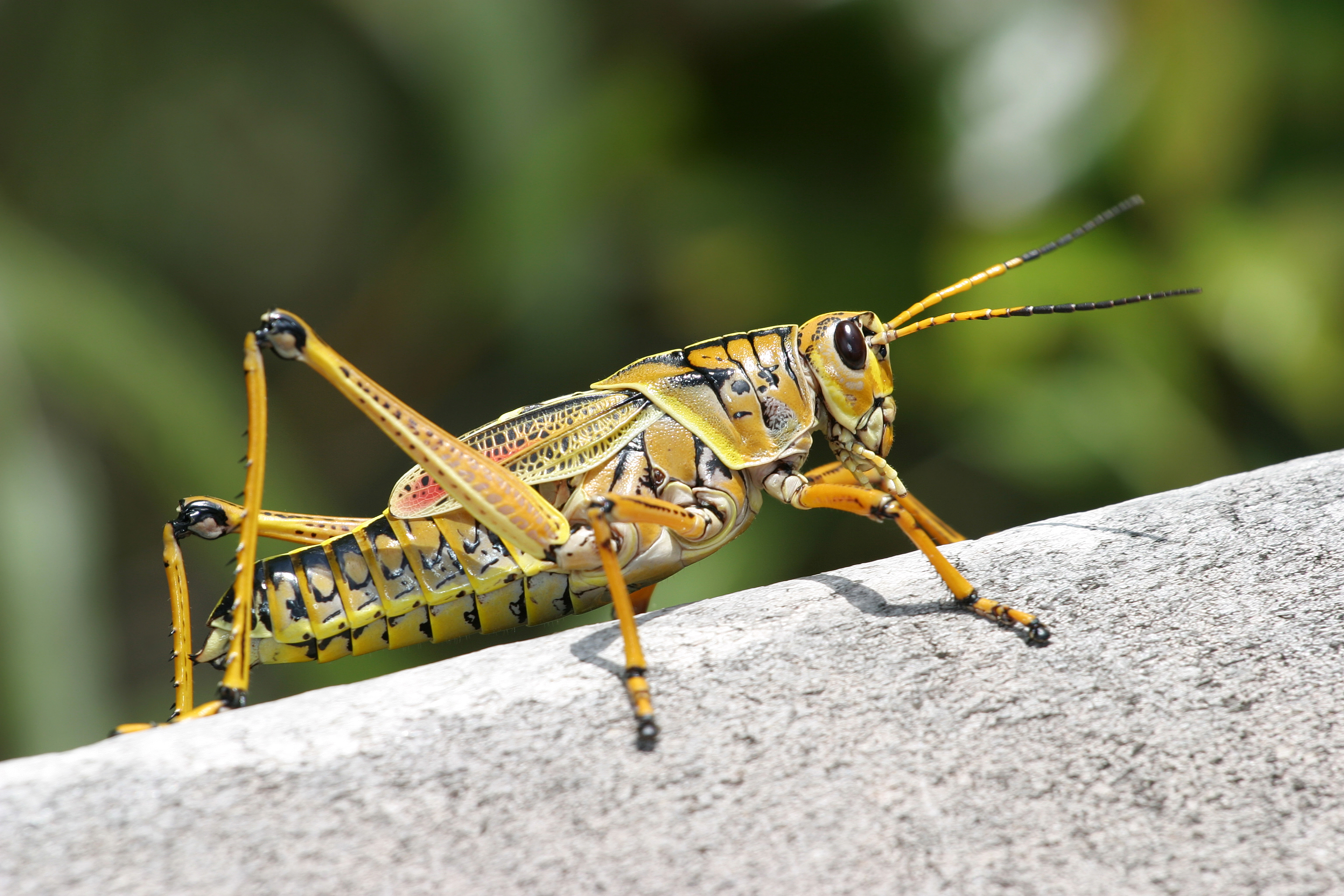

Các loài bướm
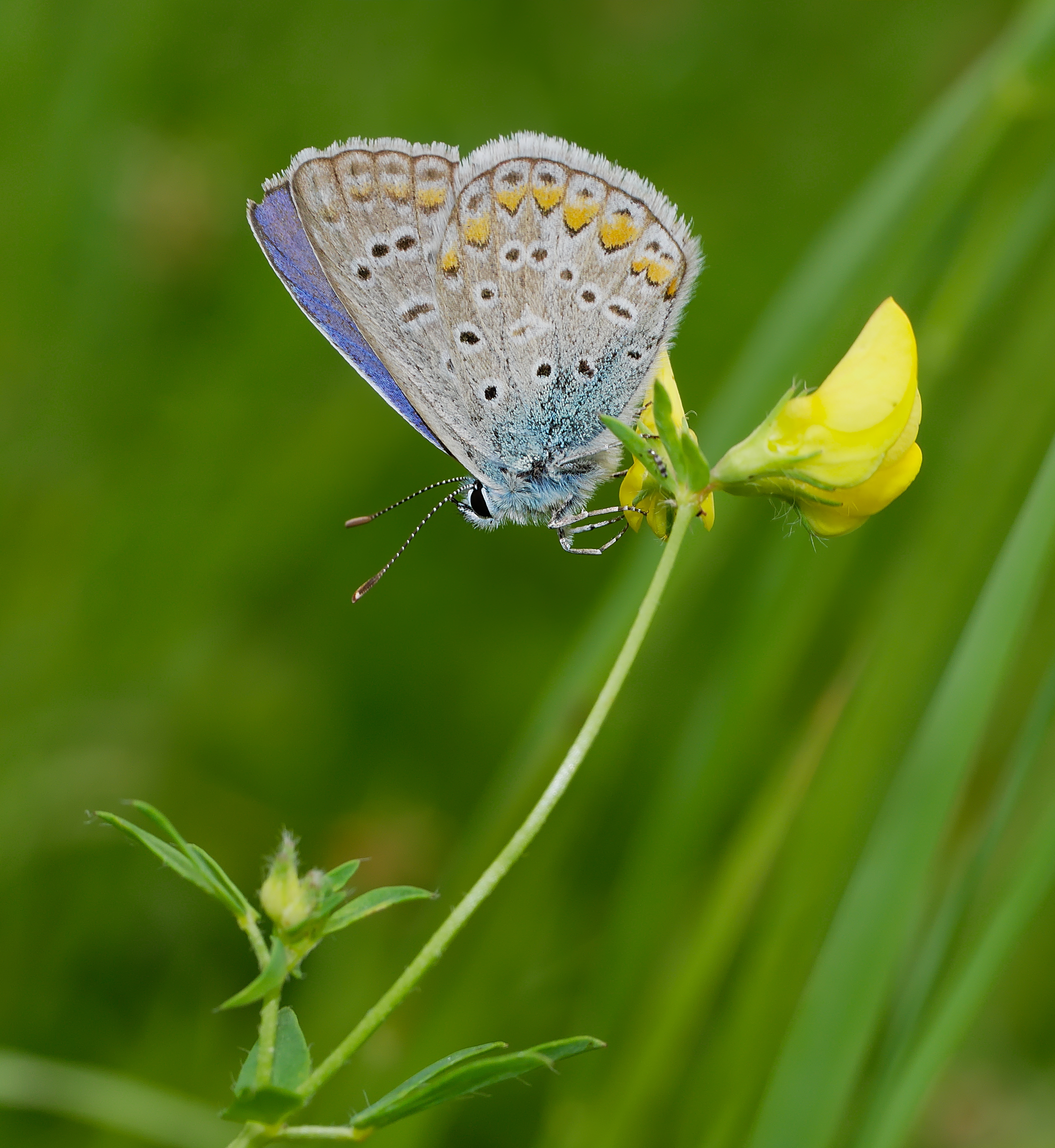
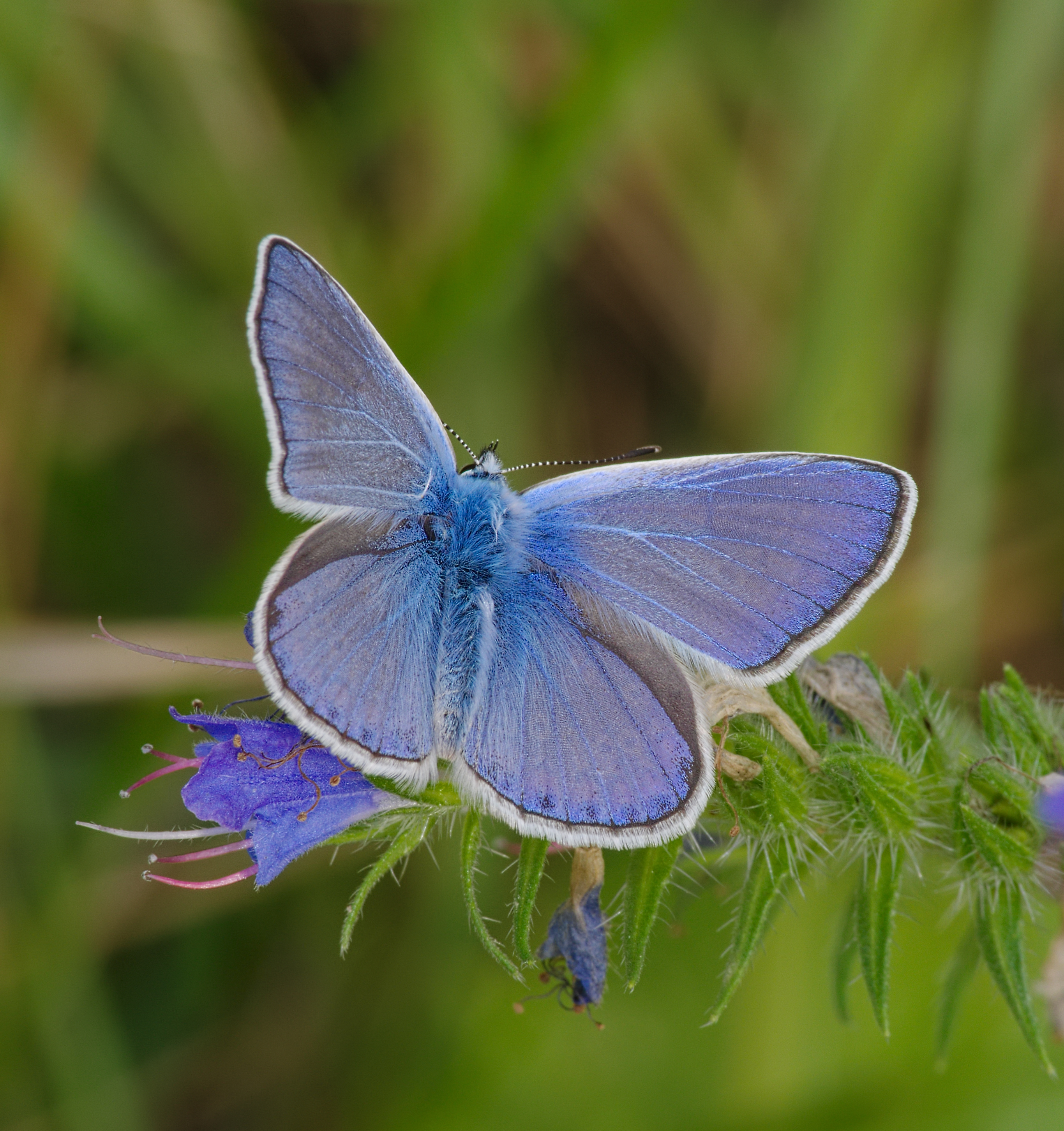
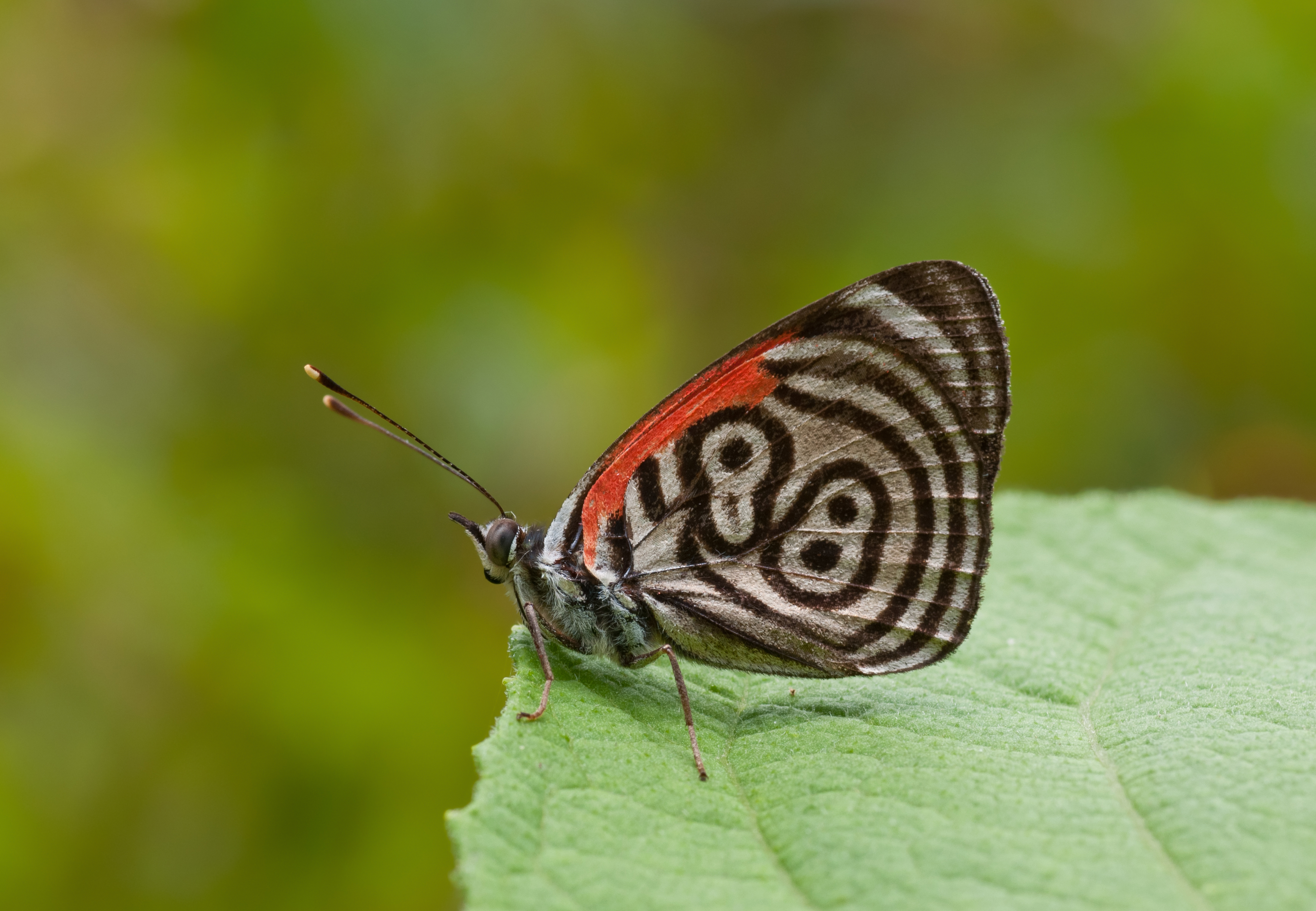
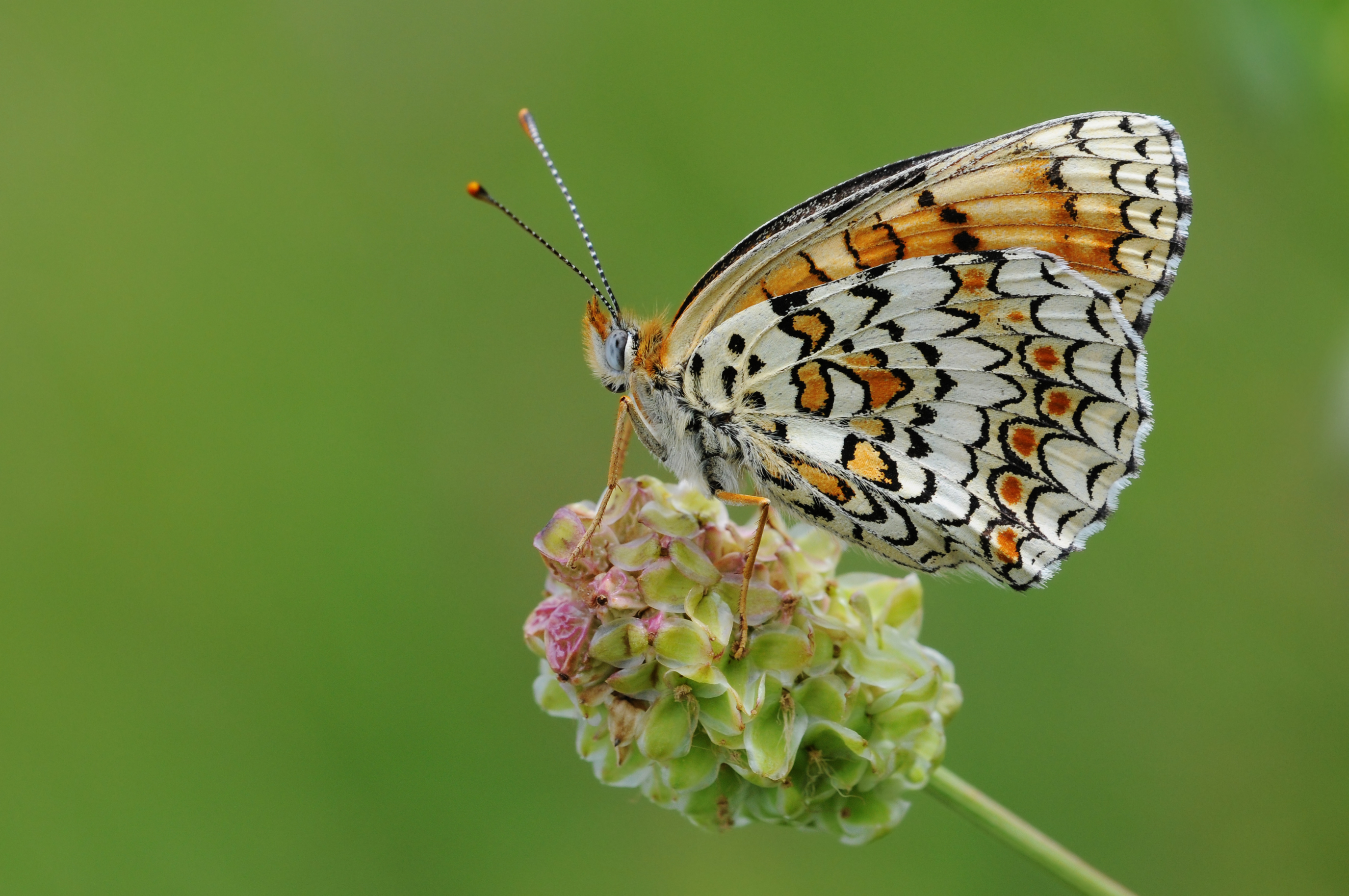
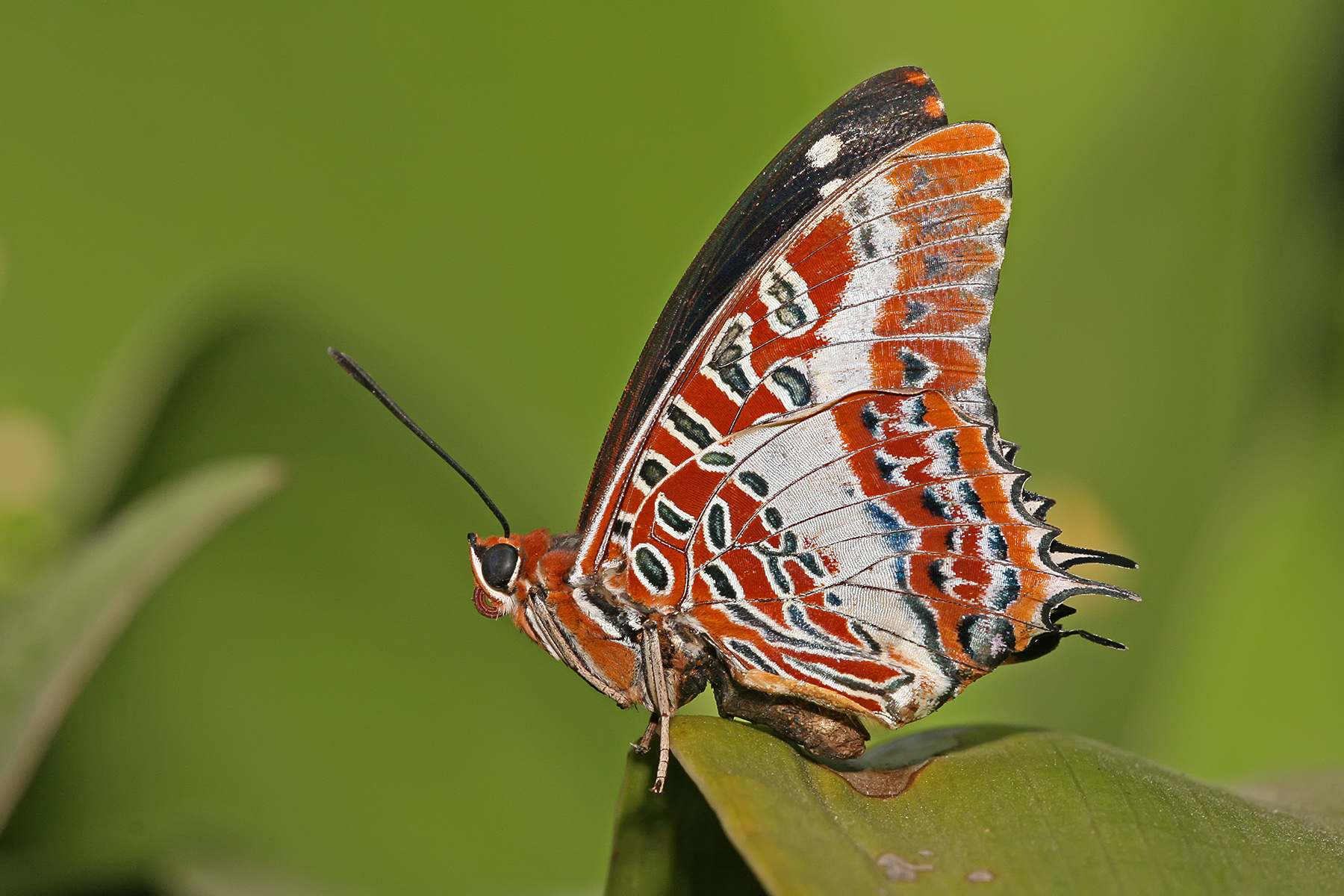
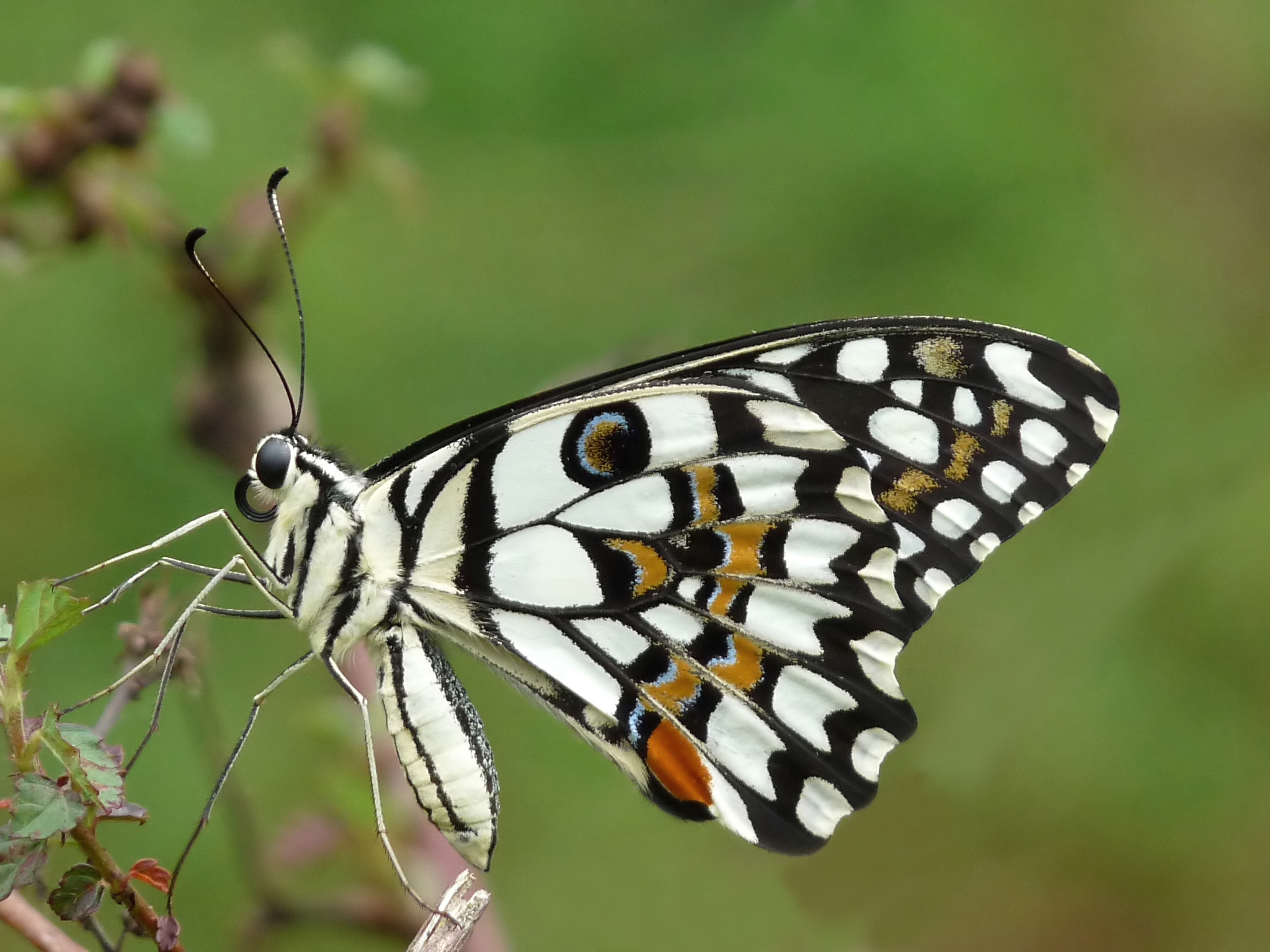
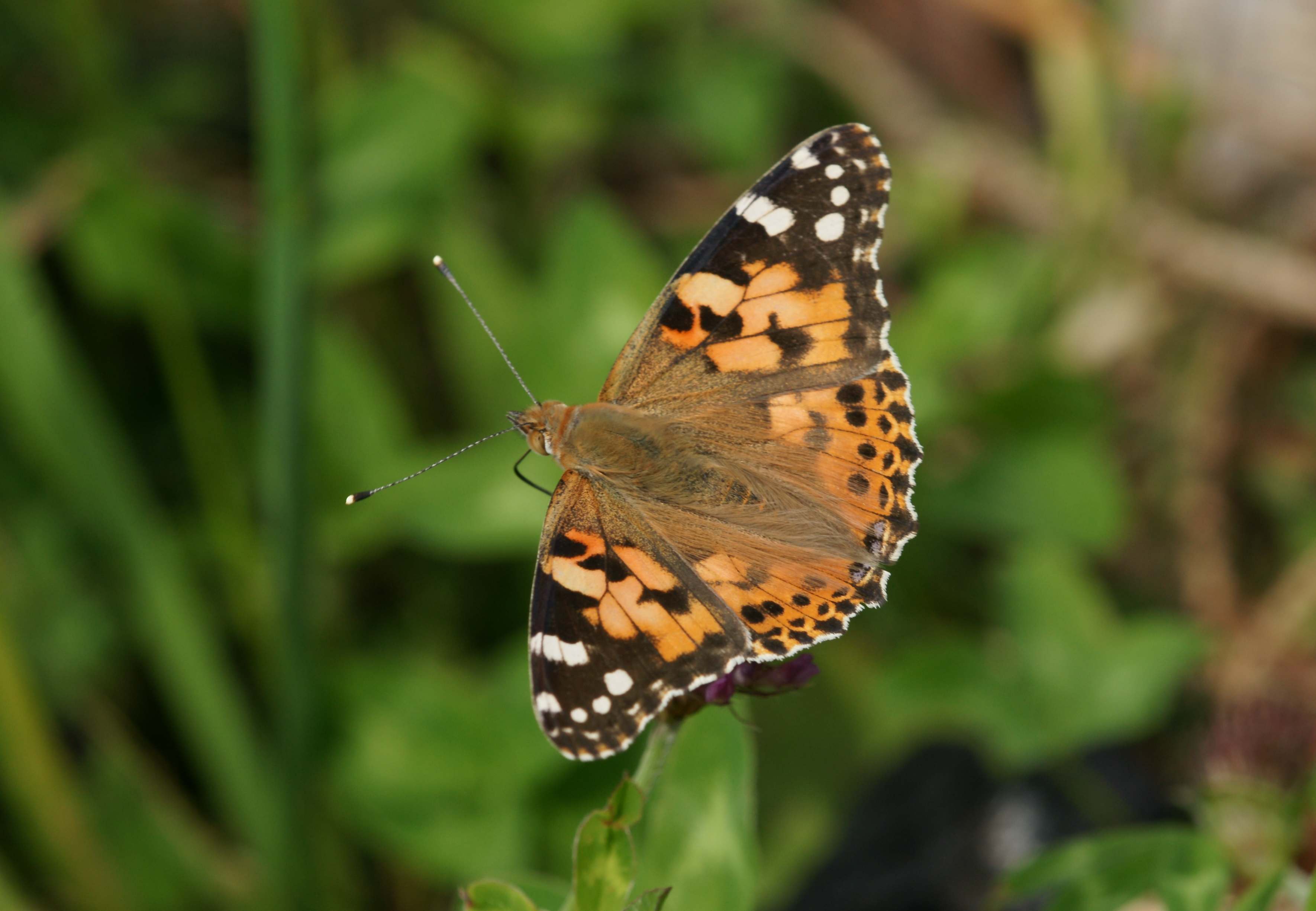

- Các loài bướm